# Martos
Martos es una ciudad y municipio español de la provincia de Jaén, en la comunidad autónoma de Andalucía. Oficialmente pertenece a la comarca Metropolitana de Jaén, aunque tradicionalmente se considera que forma parte de la comarca de la Sierra Sur de Jaén. Tiene una extensión de 259,10 km², su población es de 24 452 habitantes (INE 2024), lo que hace que sea el quinto municipio de la provincia por población, y el segundo más importante del área metropolitana de Jaén, después de la capital provincial, en población y actividad económica. Popularmente Martos es conocida como la ciudad de la Peña, al estar situada a las faldas de un peñón conocido como la Peña de Martos.
Los orígenes de la ciudad se remontan a la prehistoria, con el desarrollo de los primeros asentamientos humanos en torno a la imponente peña que domina la ciudad, por este motivo, y la orografía accidentada del terreno, hace que el casco histórico esté compuesto por calles angostas, sinuosas y empinadas, mientras que los nuevos barrios buscan la llanura propia del valle del Guadalquivir hacia el oeste y suroeste de la ciudad. El casco histórico de Martos está declarado Bien de Interés Cultural, con la categoría de conjunto histórico-artístico.
La actividad económica marteña se apoya en dos ejes productivos principales, el agrícola y el industrial, con gran presencia de este último en el municipio gracias a la instalación de fábricas afines a la automoción, y sus industrias auxiliares, motor de empleo y riqueza para el municipio y su comarca. Además de desarrollar actividades fabriles relacionadas con la agricultura, existen minas de diatomita y trípoli, que se extrae para usos industriales.
Entre sus fiestas más populares destacan la feria y fiestas de San Bartolomé, la feria grande, que se celebra la última semana de agosto, la Semana Santa, declarada el 25 de junio de 2002 como Fiesta de Interés Turístico Nacional de Andalucía, la romería de la Virgen de la Victoria, declarada el 25 de julio de 2008 como Fiesta de Interés Turístico de Andalucía, y la fiesta de la aceituna, que se celebra el 8 de diciembre, marcando el inicio oficial de la campaña de recolección anual de la aceituna.
Debido a la calidad y la gran cantidad de aceite de oliva que se produce en la ciudad, Martos es denominada habitualmente la «Cuna del olivar», y es considerada el primer productor de aceite de oliva del mundo, teniendo incluso una variedad propia de aceituna (marteña).

## Toponimia
El origen etimológico del topónimo de Martos se remonta a la historia antigua, cuando los iberos aluden a la ciudad con el nombre de Tucci, posteriormente, con la conquista romana de la península, el escritor Plinio la denominó Augusta Gemella Tuccitana, para diferenciarla de otras poblaciones que compartían el mismo nombre de Tucci. Sin embargo, ninguno de los anteriores topónimos explica la verdadera evolución del étimo de Martos, que está fuertemente ligado con la conquista musulmana de la península ibérica, y es Al-Razi el primer autor musulmán que cita esta ciudad llamándola Tuš y posteriormente, en el siglo X, Al-Muqaddasi nombra a Martuš para referirse a ella como una ciudad amurallada en las montañas.
Se desconoce el paso etimológico entre Tuš y Martuš, sin embargo, como sostiene Vallvé, es posible que la raíz Mar- unida al antiguo topónimo Tuš se refiera a la imponente peña de Martos sobre la que se asienta la ciudad. Existe una raíz ibera Mor- que alterna con la vocal a, y que significaría algo como 'montaña' o 'roca', sería por tanto lógico pensar que Mar + Tuš formara un solo topónimo que significase 'Peña de Tuš'.

## Geografía

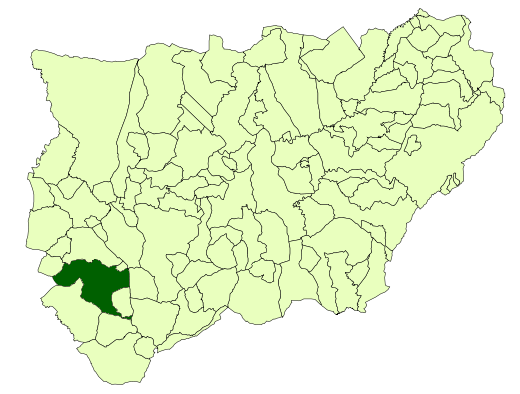
Extensión del municipio en la provincia de Jaén

### Situación
El término municipal de Martos está situado en el suroeste de la provincia de Jaén, a 24 km de la capital provincial, asentándose entre La campiña de Jaén y la zona noroccidental de las sierras Subbéticas. Con sus 259,10 km de extensión está representado en la hoja 946 del mapa topográfico nacional del año 1950. Limita con los siguientes términos municipales:
| Noroeste: Santiago de Calatrava | Norte: Torredonjimeno    | Nordeste: Jamilena                       |
| Oeste: Baena                    |                          | Este: Fuensanta de Martos y Los Villares |
| Suroeste: Alcaudete             | Sur: Castillo de Locubín | Sureste: Valdepeñas de Jaén              |

### Geología
Desde el punto de vista geológico se pueden diferenciar tres grandes conjuntos: al sur del término municipal aparecen las unidades subbéticas compuestas principalmente por rocas sedimentarias del triásico y jurásico, con algún afloramiento de rocas ígneas del triásico. En la parte más oriental afloran las unidades del dominio intermedio compuestas por calizas margosas, margas y areniscas del jurásico y cretácico. En tercer lugar, en la parte noroccidental y central del término afloran también rocas sedimentarias principalmente margas, areniscas y conglomerados, del terciario y cuaternario, correspondientes a la depresión del Guadalquivir.

### Orografía

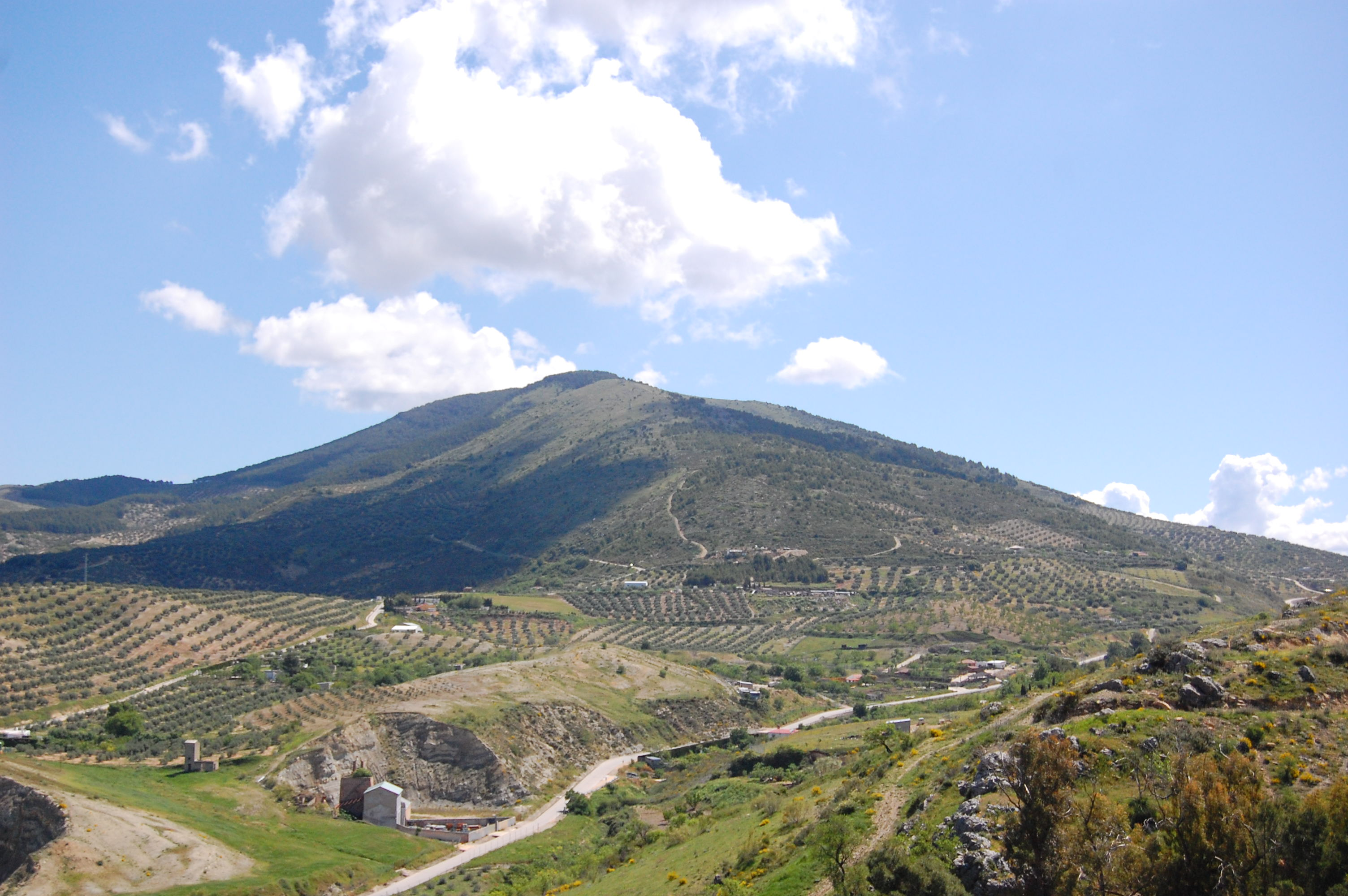
Orografía típica del territorio observada desde La Peña. Al fondo se observa la sierra La Grana

La orografía del término municipal de Martos, al igual que el resto de la orografía provincial, se caracteriza por ser bastante accidentada con abundancia de terrenos montañosos, sobre todo la parte meridional, en cambio la parte noroccidental corresponde a relieves suaves y llanos característicos de la depresión del Guadalquivir, que se extiende por el oeste y norte de Martos. Entre las mayores cotas del municipio se pueden nombrar la sierra de Caracolera con 1340 m  metros sobre el nivel del mar, localizada en la zona sur, y se trata de la más alta registrada en su término, al norte se localizan la sierra de la Grana con 1254 m, se trata de la prolongación de la sierra de Jabalcuz, era de la Mesa con 1241 m, y Peñablanquilla con 1191 m, no sin ello mencionar a la conocida peña de Martos con sus 1003 m de altura, en cuyas faldas se asienta la ciudad de Martos.
| Punto geodésico | Altitud | Número | Hoja MTN | Coordenadas                               |
| --------------- | ------- | ------ | -------- | ----------------------------------------- |
| Arjona          | 519     | 94 633 | 946      | 37°43′56″N 4°03′44″O / 37.73222, -4.06222 |
| Grana           | 1252,20 | 94 683 | 946      | 37°43′34″N 3°54′59″O / 37.72611, -3.91639 |
| Martos          | 773,80  | 94 663 | 946      | 37°43′30″N 3°57′57″O / 37.72500, -3.96583 |

### Hidrografía

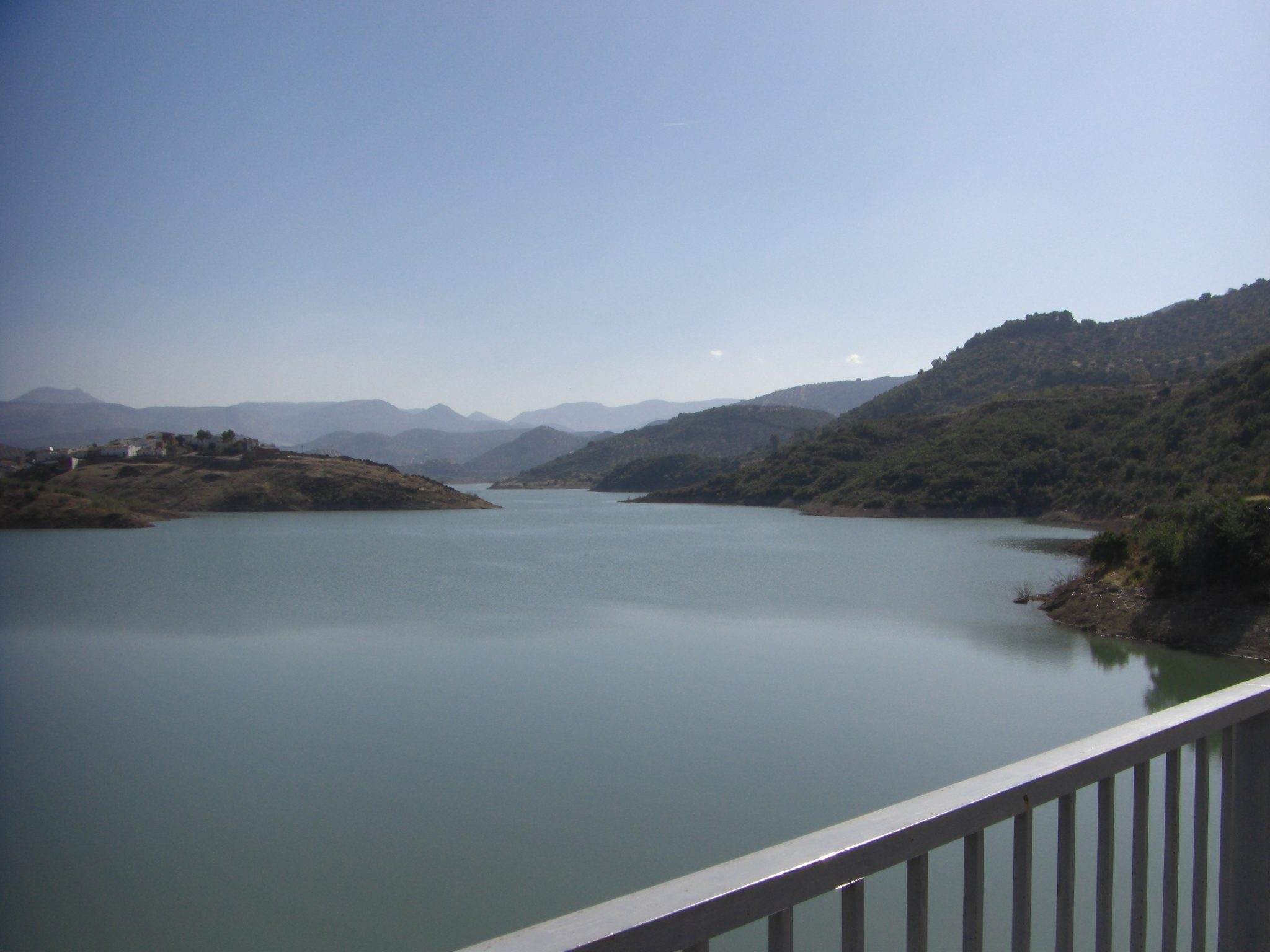
Embalse del Víboras, situado junto a la pedanía de Las Casillas

La red hidrográfica municipal está compuesta por un conjunto de ríos y arroyos que bañan numerosas zonas del término municipal, y que completan un mapa de recursos hídricos para el municipio, tanto para el consumo humano como para el regadío. En cuanto a los ríos, existen dos ríos principales que pasan por el municipio: el río Eliche, que nace dentro del término municipal de Martos, junto a la sierra de la Grana, y desemboca sus aguas en el río Frío en Los Villares, y el río Víboras, que nace en el término municipal de Valdepeñas de Jaén y desemboca sus aguas en el río Guadajoz. El cauce fluvial del río Víboras es aprovechado con el embalse del mismo nombre y localizado junto a la pedanía de Las Casillas garantizando el abastecimiento a más de 81 000 personas. Por otra parte es posible destacar una variedad de arroyos como, el Salado, la Fuente, el Mimbre, el Gato, Majalcorón y Mingo Yustre; también hay que destacar la existencia del manantial de los baños de Agua Hedionda, hoy en desuso, la laguna del Hituelo-Madroño y la laguna de las Aceras.

### Clima
Según la clasificación climática de Köppen el término municipal de Martos se encuentra situado en una región de clima mediterráneo típico (Csa), el cual se caracteriza por veranos secos, calurosos y con temperaturas medias por encima de los 22 °C e inviernos húmedos y lluviosos, con temperaturas suaves. Los valores expresados en la tabla muestran claramente la sequía estival propia de este clima con temperaturas máximas que pueden superar los 40 °C durante los meses de verano, generalmente julio y agosto, con ausencia de precipitaciones, así como temperaturas mínimas que pueden bajar hasta valores próximos a 0 °C durante los meses de invierno, principalmente diciembre y enero.
La oscilación térmica entre los meses más cálidos y los meses más fríos llega a alcanzar valores de 18 °C, mientras la media anual de temperaturas presenta un valor igual a 16,3 °C. Por otra parte, la pluviometría muestra un periodo de lluvia estacional, produciéndose la mayoría de los registros entre los meses de octubre a mayo, siendo prácticamente inexistentes las lluvias durante el periodo estival, lo que provoca la sequía típica de este clima.
| Parámetros climáticos promedio de Martos (753 m s. n. m.) (Periodo de referencia: 1983-2010) | Parámetros climáticos promedio de Martos (753 m s. n. m.) (Periodo de referencia: 1983-2010) | Parámetros climáticos promedio de Martos (753 m s. n. m.) (Periodo de referencia: 1983-2010) | Parámetros climáticos promedio de Martos (753 m s. n. m.) (Periodo de referencia: 1983-2010) | Parámetros climáticos promedio de Martos (753 m s. n. m.) (Periodo de referencia: 1983-2010) | Parámetros climáticos promedio de Martos (753 m s. n. m.) (Periodo de referencia: 1983-2010) | Parámetros climáticos promedio de Martos (753 m s. n. m.) (Periodo de referencia: 1983-2010) | Parámetros climáticos promedio de Martos (753 m s. n. m.) (Periodo de referencia: 1983-2010) | Parámetros climáticos promedio de Martos (753 m s. n. m.) (Periodo de referencia: 1983-2010) | Parámetros climáticos promedio de Martos (753 m s. n. m.) (Periodo de referencia: 1983-2010) | Parámetros climáticos promedio de Martos (753 m s. n. m.) (Periodo de referencia: 1983-2010) | Parámetros climáticos promedio de Martos (753 m s. n. m.) (Periodo de referencia: 1983-2010) | Parámetros climáticos promedio de Martos (753 m s. n. m.) (Periodo de referencia: 1983-2010) | Parámetros climáticos promedio de Martos (753 m s. n. m.) (Periodo de referencia: 1983-2010) |
| Mes                                                                                          | Ene.                                                                                         | Feb.                                                                                         | Mar.                                                                                         | Abr.                                                                                         | May.                                                                                         | Jun.                                                                                         | Jul.                                                                                         | Ago.                                                                                         | Sep.                                                                                         | Oct.                                                                                         | Nov.                                                                                         | Dic.                                                                                         | Anual                                                                                        |
| -------------------------------------------------------------------------------------------- | -------------------------------------------------------------------------------------------- | -------------------------------------------------------------------------------------------- | -------------------------------------------------------------------------------------------- | -------------------------------------------------------------------------------------------- | -------------------------------------------------------------------------------------------- | -------------------------------------------------------------------------------------------- | -------------------------------------------------------------------------------------------- | -------------------------------------------------------------------------------------------- | -------------------------------------------------------------------------------------------- | -------------------------------------------------------------------------------------------- | -------------------------------------------------------------------------------------------- | -------------------------------------------------------------------------------------------- | -------------------------------------------------------------------------------------------- |
| Temp. máx. media (°C)                                                                        | 11.9                                                                                         | 13.8                                                                                         | 17.3                                                                                         | 19.3                                                                                         | 24.1                                                                                         | 29.8                                                                                         | 34.4                                                                                         | 33.7                                                                                         | 28.8                                                                                         | 21.7                                                                                         | 16.1                                                                                         | 12.7                                                                                         | 22.0                                                                                         |
| Temp. media (°C)                                                                             | 7.6                                                                                          | 9.1                                                                                          | 11.8                                                                                         | 13.8                                                                                         | 17.9                                                                                         | 22.9                                                                                         | 26.9                                                                                         | 26.4                                                                                         | 22.4                                                                                         | 16.6                                                                                         | 11.6                                                                                         | 8.7                                                                                          | 16.3                                                                                         |
| Temp. mín. media (°C)                                                                        | 3.3                                                                                          | 4.6                                                                                          | 6.3                                                                                          | 8.3                                                                                          | 11.7                                                                                         | 15.9                                                                                         | 19.3                                                                                         | 19.1                                                                                         | 16.0                                                                                         | 11.4                                                                                         | 7.1                                                                                          | 4.6                                                                                          | 10.6                                                                                         |
| Precipitación total (mm)                                                                     | 60                                                                                           | 50                                                                                           | 42                                                                                           | 59                                                                                           | 49                                                                                           | 19                                                                                           | 4                                                                                            | 6                                                                                            | 26                                                                                           | 57                                                                                           | 71                                                                                           | 75                                                                                           | 525                                                                                          |
| Humedad relativa (%)                                                                         | 77                                                                                           | 72                                                                                           | 66                                                                                           | 64                                                                                           | 56                                                                                           | 46                                                                                           | 38                                                                                           | 39                                                                                           | 51                                                                                           | 64                                                                                           | 72                                                                                           | 77                                                                                           | 60                                                                                           |
| Fuente: Agencia Estatal de Meteorología                                                      |                                                                                              |                                                                                              |                                                                                              |                                                                                              |                                                                                              |                                                                                              |                                                                                              |                                                                                              |                                                                                              |                                                                                              |                                                                                              |                                                                                              |                                                                                              |

## Ecología
Flora

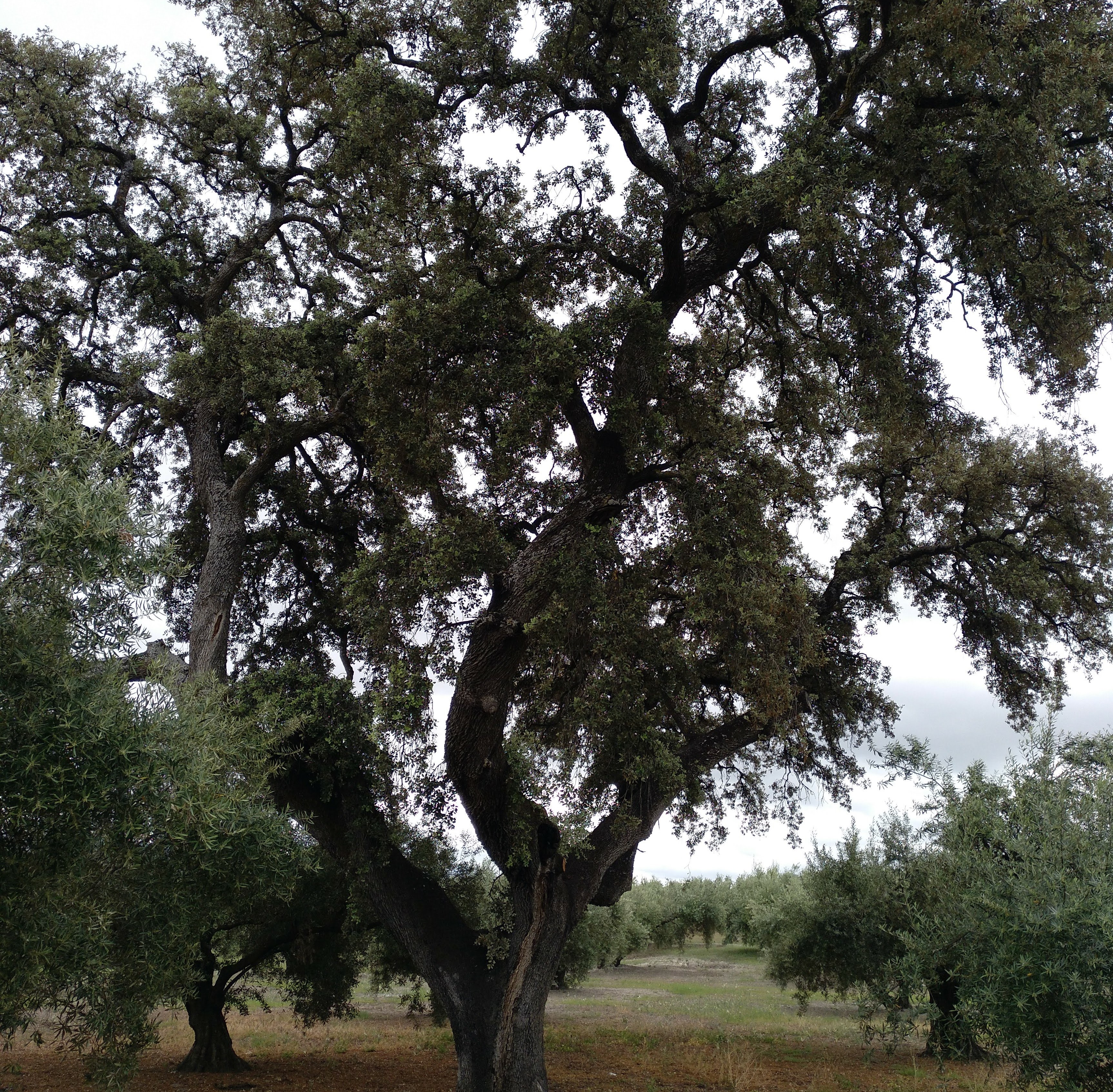
La encina es muy común en la sierra Caracolera

La flora está dominada en gran parte por el olivo, localizado en un gran porcentaje del término municipal debido al cultivo intensivo agrícola de esta especie de origen mediterráneo, sin embargo, también existe vegetación natural autóctona del bosque mediterráneo en zonas de sierra como puede ser la encina, la coscoja, la jara blanca, el quejigo, y un abundante número de plantas aromáticas como la lavanda, el romero, el tomillo, la mejorana y la santolina entre otras. Sobre el río Víboras coexisten especies de ribera como puede ser: el álamo blanco, el fresno, y la adelfa. En otras zonas del río es posible encontrar la olmeda, el olmo, la zarzamora y el carrizo.
Fauna
La fauna autóctona está compuesta por multitud de especies animales que habitan en los diferentes ecosistemas existentes. Entre los mamíferos destacan el jabalí en las zonas más espesas del bosque mediterráneo, la cabra montés en zonas como la Peña o sierra de la Grana; depredadores como el zorro, el tejón, el turón, la jineta, la nutria, la garduña, la comadreja o el gato montés. Hay lagomorfos como el conejo de campo o la liebre y roedores como el ratón de campo, la rata de agua y el lirón careto.
También hay una gran diversidad de aves: rapaces como el águila real, el halcón peregrino, el cernícalo, el gavilán o el alcaudón real y nocturnas como el búho real, la lechuza o el mochuelo; gallináceas como la perdiz; aves acuáticas como el ánade común y la gallineta; paseriformes como el gorrión común, el jilguero y el verderón, el petirrojo, el ruiseñor y el estornino negro. Cabe destacar la existencia de aves migratorias, como es el caso de los flamencos, que se instalan durante el período estival en humedales como es el caso de la laguna del Hituelo. Además es reseñable entre las aves domésticas el buchón marteño, la raza de paloma originaria de Martos. Entre los reptiles, habitan saurios como la salamanquesa común y el lagarto ocelado, quelonios como el galápago leproso; ofidios como la culebra viperina, la culebra bastarda y la víbora hocicuda. En cuanto a los anfibios habitan el sapo común, rana verde y salamandra.

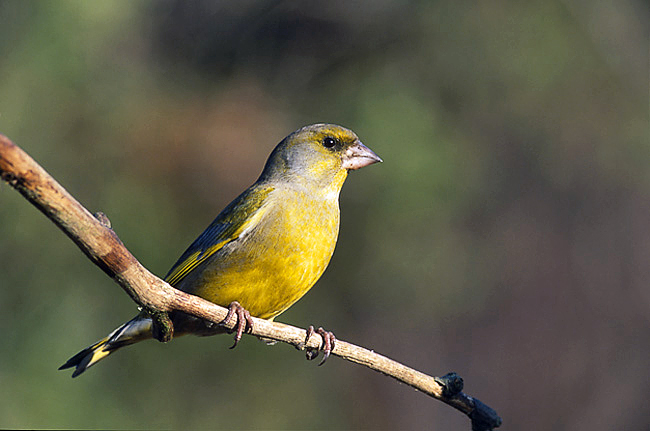
El verderón europeo es común en Martos
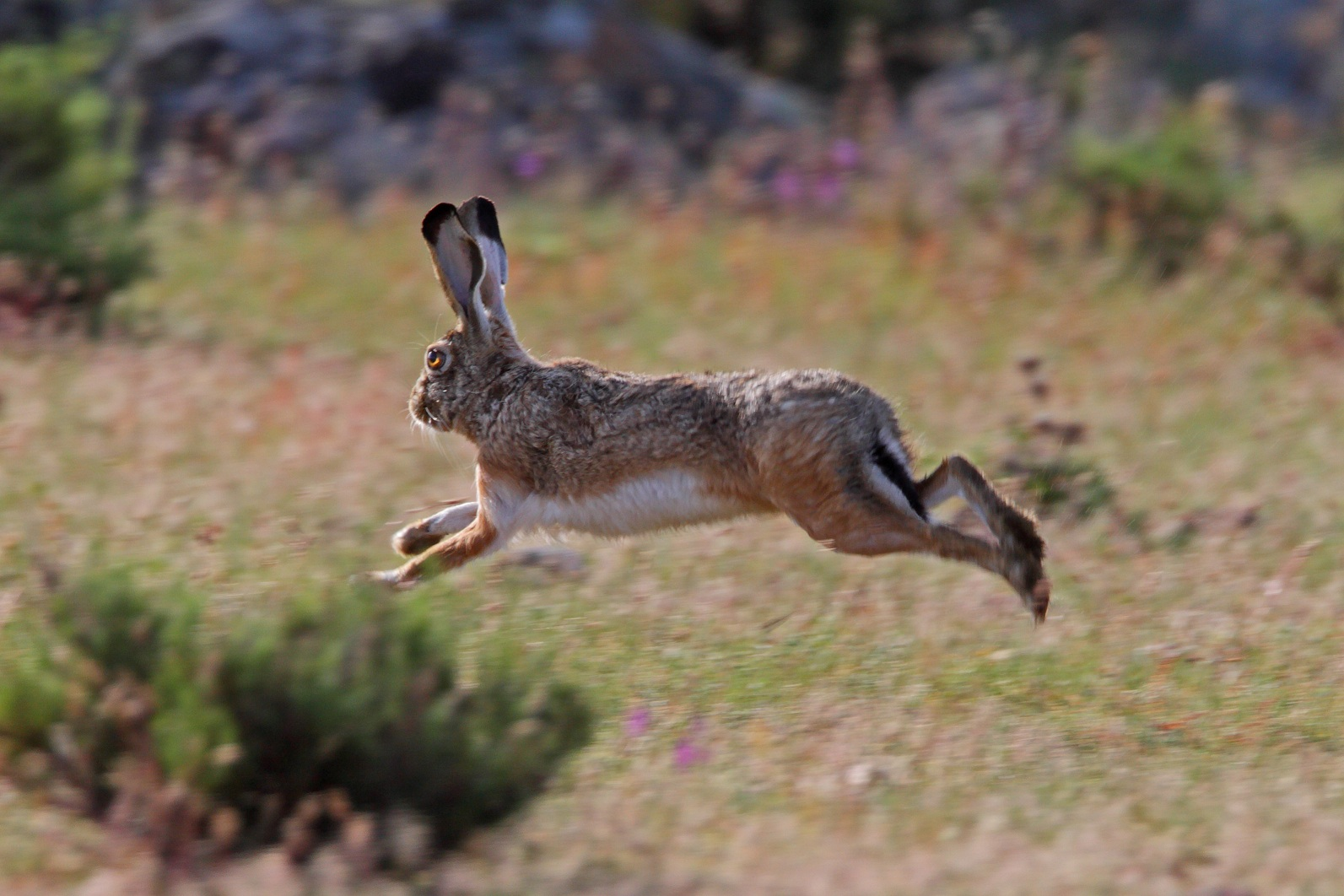
La liebre ibérica habita en el bosque mediterráneo
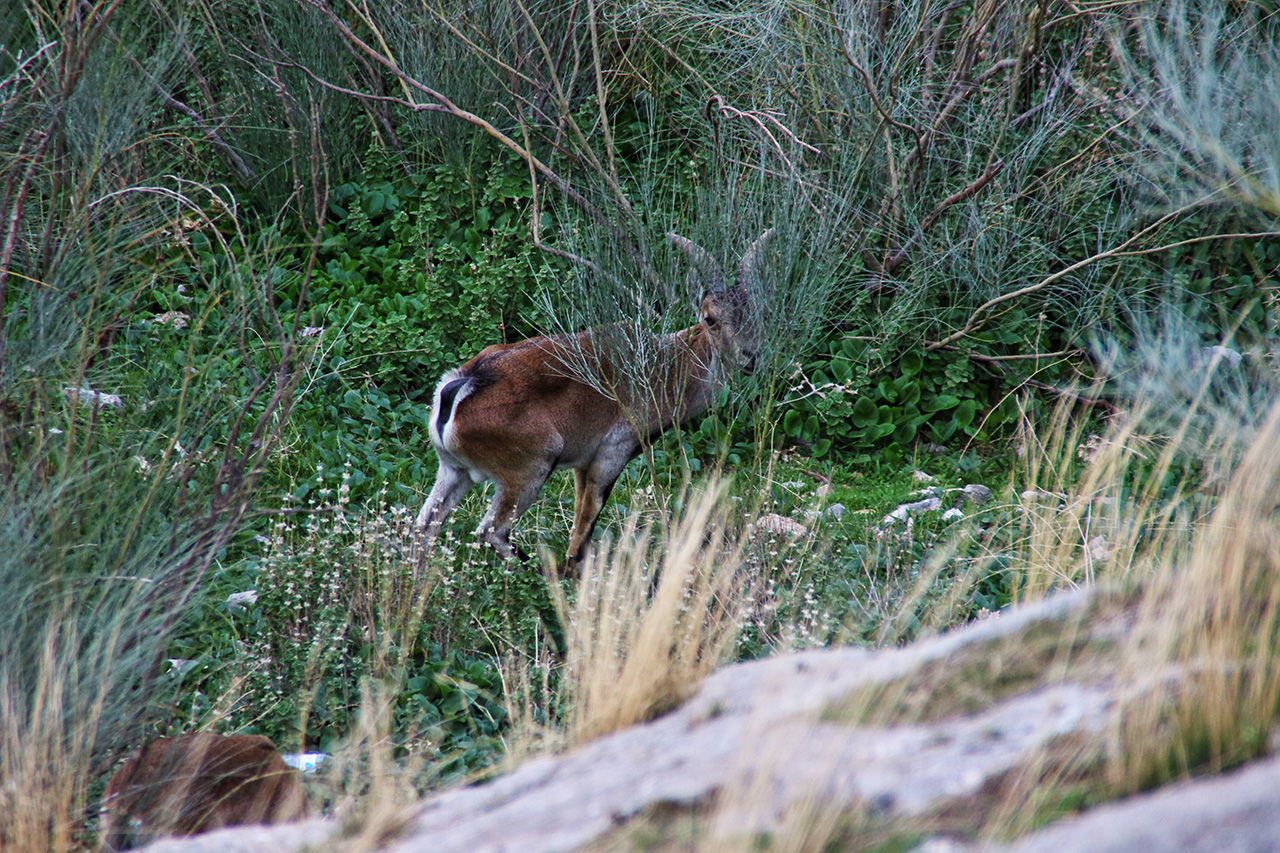
Ejemplar de cabra montés (Capra pyrenaica) en la peña de Martos

## Historia

### Prehistoria

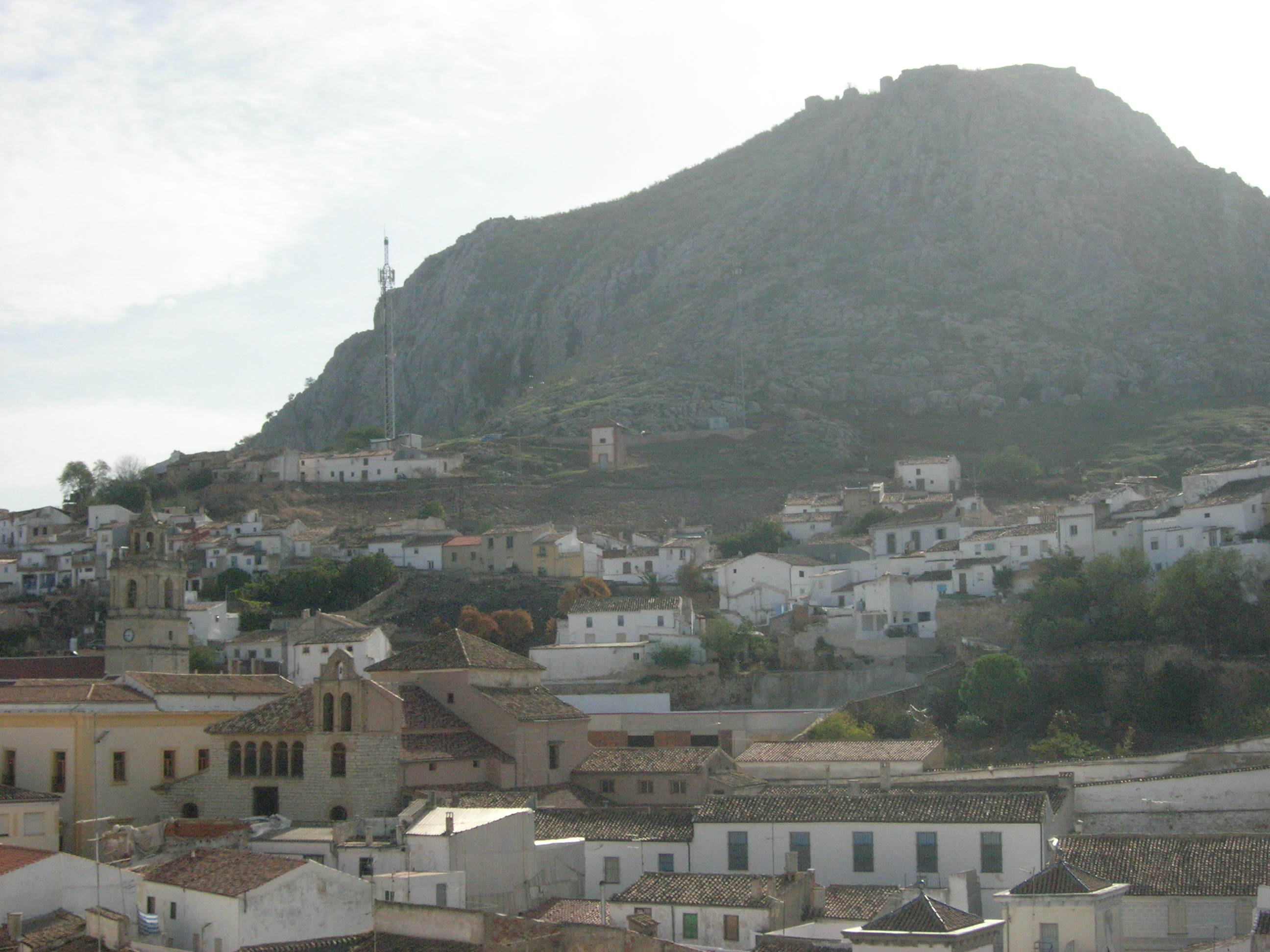
Casco histórico con la Peña al fondo, núcleo en torno al cual se empezó a desarrollar la ciudad

Los orígenes de Martos se remontan a la prehistoria, el desarrollo de un pueblo en una localización como esta, se debe sin duda a la existencia del núcleo coordinador de población durante toda la historia marteña, la Peña. Su situación estratégica, la existencia en sus inmediaciones de fuentes naturales de agua así como de manantiales, unido a la defensa natural que ofrecía, fueron los factores determinantes que propiciaron el asentamiento humano a sus faldas. A pesar de esa propia defensa que ofrece la Peña, las diferentes civilizaciones que han ido pasando por este asentamiento humano, han ido reforzándola con nuevas construcciones defensivas.
Existen evidencias que ponen de manifiesto que los primeros vestigios de ocupación humana corresponden al paleolítico, sin embargo, la información disponible de este periodo es muy escasa y fragmentaria, debido a que solo se han descubierto determinadas piezas de material lítico como una punta musteriense, de buena calidad, o una raedera convergente, encontradas en zonas cercanas a la actual Martos. Por otra parte, y ya en el periodo neolítico existen abundancia de manifestaciones documentadas como son los restos hallados en la zona del polideportivo municipal.

### Historia antigua
A partir del siglo V a. C., se produjo una concentración de la población en núcleos fortificados, los oppida, será pues en la época íbera cuando se configura como una compleja ciudad conocida con el nombre de Tucci. La constancia de la complejidad estructural de esta ciudad, se debe a los numerosos restos arqueológicos encontrados, y al testimonio de historiadores. Se han encontrado importantes necrópolis en torno a la Peña, como la del Sapillo y la de Santa Isabel, de las cuales se conservan numerosas muestras arqueológicas, la mayoría de ellas expuestas en el museo arqueológico del colegio San Antonio de Padua.

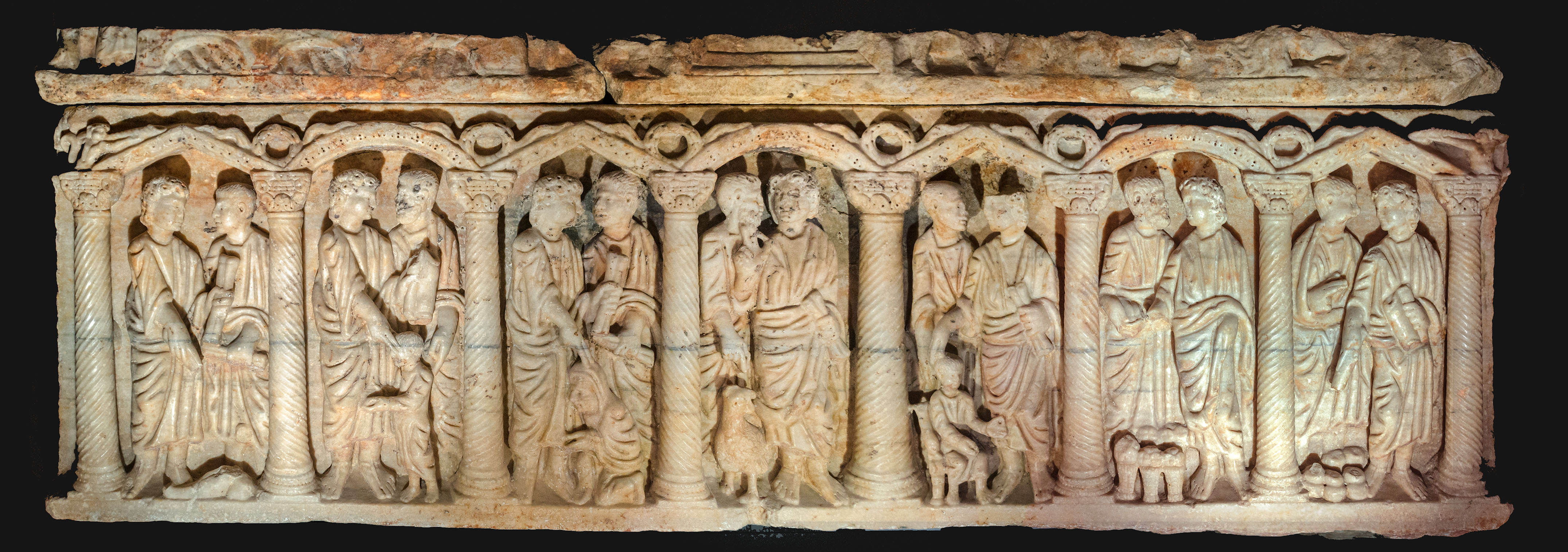
Sarcófago paleocristiano de Martos, expuesto en el Museo de Jaén

Durante la dominación romana de la península ibérica, la antigua ciudad íbera de Tucci fue convertida en colonia, su organización se llevó de la misma forma que se realizaba en la ciudad de Roma. La colonización de Tucci fue llevada a cabo en la época imperial, bajo el mandato del emperador César Augusto, recibiendo el nombre de colonia Augusta Gemella Tuccitana. Se conservan numerosos restos de esta época hallados dentro de la propia ciudad, y en sus inmediaciones que corresponden a villas romanas, mosaicos, monedas, cerámica, armas, retratos en mármol, etc, siendo los más importantes la colección de lápidas con inscripciones romanas expuestas en la fachada de la casa consistorial de Martos.

### Edad Media
Durante el bajo Imperio romano, Martos fue sede episcopal, y continuó siéndolo durante la época visigoda, hasta la conquista musulmana, es en esta época cuando el cristianismo alcanza sus más altas cotas de poder, así como su introducción en las estructuras administrativas de la ciudad. El desarrollo de la ciudad continuó en el interior del recinto amurallado, de esta época, los restos más importantes hallados en la ciudad, son los de un sarcófago paleocristiano, que data de los años 330 a 340, y que se encuentra en el museo de Jaén.
En el año 711, terminó la monarquía visigoda en la península ibérica, y se produjo la conquista islámica de esta, Martos, o Tuš, como la llamaron los árabes, se configuró desde el siglo IX como una de las plazas fronterizas más disputadas, por sus fértiles tierras, su posición estratégica y su facilidad defensiva, será así como la ciudad adquiere un especial carácter defensivo, que dejará un importante castillo situado en lo alto del principal emblema marteño, su peña, que es circundada por todo el pueblo; conocido como castillo de la Peña, así como las murallas y torreones del castillo bajo o castillo de la Villa, que defendían la ciudad. En el siglo XI al desaparecer el califato, y quedar al-Ándalus dividida en más de 30 reinos, Martos formó parte de la taifa de Granada qué, en 1078, el emir Abd Allah la cederá al taifa de Sevilla.

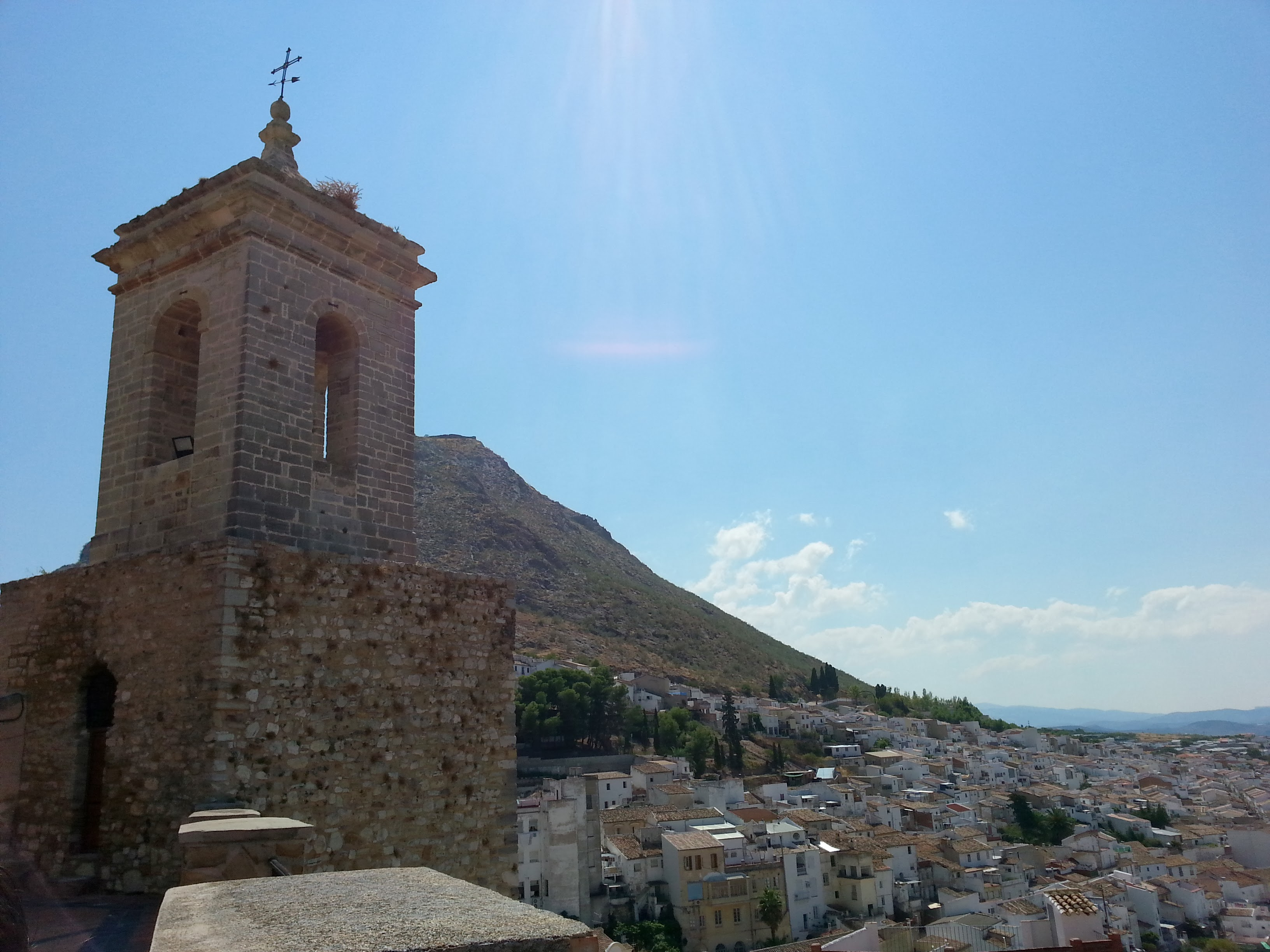
Torre-campanario de Santa María de la Villa, que formaba parte del recinto amurallado que rodeaba la ciudad

Fernando III el Santo firmó un pacto con al-Bayyasi (emir de Baeza), mediante el cual, a cambio de la ayuda cristiana frente a sus enemigos, el árabe le entregaría diversas localidades, así las fortalezas de Martos y Andújar fueron incorporadas a finales de agosto de 1225 al Reino de Castilla. En diciembre de 1228, Fernando III la donará al señorío de la Orden de Calatrava, con el objetivo de defender la franja entre Jaén y el sur de la provincia de Córdoba. Martos se convirtió entonces en la ciudad más importante que la orden poseía en el alto Guadalquivir, una de las mayores defensas frente al reino de Granada, siendo objeto de conquista en varias ocasiones. Por todo esto, en el siglo XIV verá reforzadas sus defensas, tanto las de la fortaleza alta, como las de la fortaleza urbana, quedando configurada como un bastión inexpugnable.
Ya como ciudad cristiana, Martos, se reorganizó en barrios o parroquias, a partir del siglo XIII la ciudad adquirió un gran esplendor, sobre todo con la construcción de sus dos templos principales en el punto más alto, el de santuario de Santa María de la Villa, y en el centro de la ciudad, la Real Iglesia de Santa Marta dedicada a la patrona de la villa. En el año 1489 finaliza la etapa de la villa de Martos como cabeza de la orden de Calatrava, al morir el último maestre de la orden, Alonso de Cárdenas, la administración pasó al rey Fernando el Católico, comenzando así un periodo de estabilidad y expansión económica que propició un notable aumento de población por los colonos castellanos atraídos por las posibilidades agropecuarias de la zona, y por la llegada de la población morisca vencida en las Alpujarras.

### Edad Moderna
El siglo XVI fue importante y significativo en el desarrollo de la villa ya que en ella se produjeron grandes cambios que configuraron su imagen moderna. A este desarrollo contribuyeron diferentes personalidades como el corregidor Pedro Aboz y Enríquez, el humanista Diego de Villalta y el arquitecto Francisco del Castillo, lo que este siglo supuso una etapa de expansión económica, social y de estabilidad institucional. En referencia a la economía, se produce una gran impronta agraria y ganadera, con dehesas, monte bajo, encinas, chaparros, quejidos, etc, todo esto unido a la trilogía mediterránea de la vid, cereal y olivo.
El arquitecto Francisco del Castillo es uno de los materialistas de la transformación de la villa, en 1558 le fue encargada la remodelación de la fortaleza baja o de la villa; a esto le sucedieron trabajos como la ampliación y remodelación de las iglesias de Santa María de la Villa y de Santa Marta, así como la construcción de sus campanarios, pero sin duda, su principal trabajo en la villa, fue la construcción de los edificios civiles del pilar de la fuente nueva, la hoy desaparecida fuente de Neptuno, y el edificio de la antigua cárcel y cabildo. La plaza de Santa Marta, con la Real Iglesia de Santa Marta, la fuente de Neptuno, y la cárcel y cabildo, se configuró como centro neurálgico de la villa, en torno a este centro surgen nuevas calles y barrios, y sobre todo, de la proliferación de numerosos conventos de franciscanos, clarisas, y trinitarias, junto al hospital de la orden mendicante de San Juan de Dios. En el siglo XVII se produjo la consolidación del desarrollo y expansión de la villa y de las órdenes religiosas. El crecimiento urbanístico de las casas-palacio y solariegas, se producirá en torno a las calles la fuente y las huertas, condicionado por el arroyo de la fuente de la villa.

### Edad Contemporánea

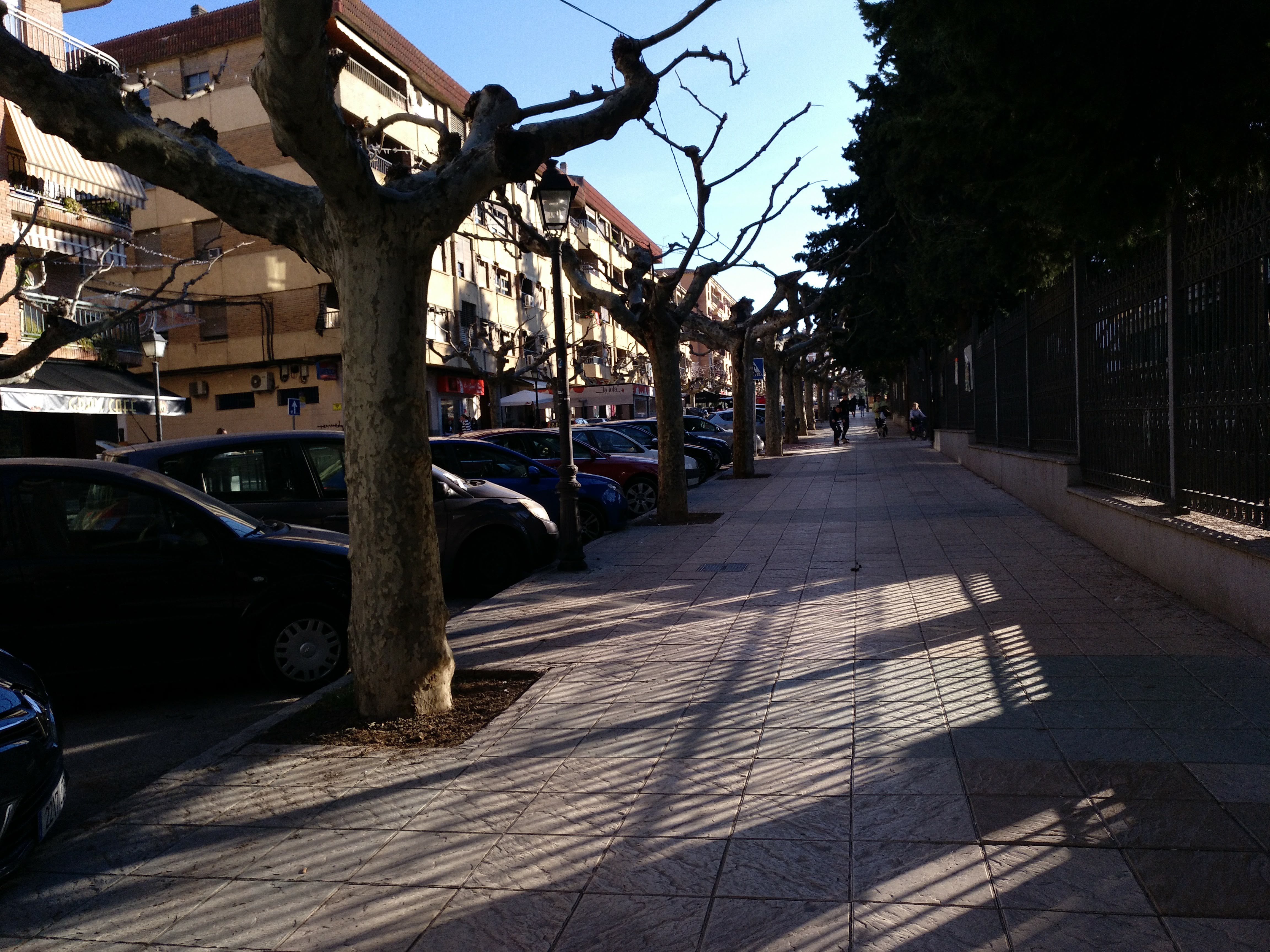
Avenida de Pierre Cibié, vial construido con motivo del Ensanche

A finales del siglo XIX y principios del siglo XX se produjo un gran desarrollo demográfico, urbano y arquitectónico. A este desarrollo contribuyó en gran parte el desarrollo del olivar. Este desarrollo del olivar vino acompañado con la llegada del ferrocarril a la ciudad en los años 1890. El ferrocarril, y la carretera N-321 de Úbeda a Málaga, fueron las dos principales vías de exportación del aceite de oliva. Así surgió la nueva burguesía, y el nuevo trazado de la ciudad, con grandes avenidas, rectas, y trazado regular, pero sin abandonar su dependencia al desnivel causado por la Peña. La desamortización de Mendizábal también provocó el reparto de huertos y propiedades, antes pertenecientes a la Iglesia católica.
Los ejes fundamentales de expansión en esta época, son la calle Real y Albollón, y el centro de la ciudad se traslada a la recién creada plaza de la Fuente Nueva, en torno a estos lugares, se edificaron casas señoriales de tipo historicista, así como otras viviendas rodeadas por jardines y verjas, y en muchos casos acompañadas por su propia fábrica de aceite. El estilo arquitectónico utilizado en las viviendas es el conocido como eclecticismo historicista, así como el modernismo y el regionalismo andaluz, proporcionando un catálogo de edificios singulares que nos hablan de la riqueza económica y artística que disfrutó la ciudad.
El siglo XX fue una época de continuación del desarrollo urbanístico, en 1924 se redactó un plan de ensanche, la población continuó en aumento hasta la mitad del siglo. Tras la guerra civil española, que también afectaría a la ciudad, se creó la Dirección General de Regiones Devastadas. mediante la cual se reconstruye la iglesia de Santa María de la Villa, la iglesia de San Amador, y se construye el mercado de Santa Marta en el antiguo solar del convento de las Claras.
En los años 1950 y 1960, se produjo un fuerte descenso de población, provocado por la emigración, por lo que la expansión de la ciudad también se frenó. A partir de los años 1960 se construye el parque municipal Manuel Carrasco, la piscina municipal, y la plaza de toros, por lo que la ciudad empezó a expandirse por la carretera de Alcaudete, avenida de la Paz y paseo de la Estación, extendiéndose en los últimos años la expansión de la ciudad por la vega, por el sur, y por la zona del polideportivo. En 1986 una turba de marteños incendió treinta viviendas de familias gitanas de la localidad, en lo que se ha interpretado como un episodio de violencia racista colectiva. En la actualidad, el desarrollo urbano, social y demográfico de la ciudad, provocado por el cultivo del olivar, se ha visto incrementado con la gran industrialización a la que la ciudad se ve sometida. No en vano, Martos es considerado como uno de los principales núcleos industriales de Andalucía.

## Demografía
Martos cuenta con una población de 24 452 habitantes (INE 2024).
| Gráfica de evolución demográfica de Martos entre 1842 y 2021 |
| |
| Población de derecho según los censos de población del INE Población de hecho según los censos de población del INEEn 1857 disminuye el término del municipio porque independiza a Fuensanta de Martos |

Como muestra la siguiente gráfica, la evolución de la población en Martos experimenta un importante crecimiento durante la primera mitad del siglo XX, ya que en los años 1950 la ciudad logra superar los 30 000 habitantes, la cifra de población más alta registrada en el municipio. Tras estos años la cifra comienza a descender debido a la masiva emigración que sufrió Andalucía, y en especial las provincias de Jaén y Almería debido a la falta de oportunidades laborales hacia otros lugares de España más prósperos como el Levante, Cataluña o Madrid. La población fue descendiendo paulatinamente hasta mediados de los años 1990, momento en que la cifra de población vuelve a experimentar un crecimiento positivo hasta actualmente gracias a la reciente industrialización del municipio, la mejora en las comunicaciones y principalmente a la inmigración procedente de otros países. Esta estructura de la población es típica en el régimen demográfico moderno, con una evolución hacia un envejecimiento de la población y una disminución de la natalidad anual.
La población extranjera, según datos del ayuntamiento, en el municipio en 2009 había censados 1100 habitantes extranjeros, siendo la nacionalidad más numerosa la marroquí con 563 habitantes seguida de la rumana y la británica con 104 y 74 habitantes respectivamente. La población inmigrante supone un 4,5 % del total de población censada.

### Entidades de población
La extensión del término municipal de Martos así como la disponibilidad de recursos necesarios para el ser humano ha propiciado el asentamiento de numerosos núcleos de población alejados del núcleo principal. El municipio está formado por el núcleo urbano principal, Martos, con numerosas urbanizaciones residenciales aledañas como es el caso de La Arija, Molino Bordo, El Moro o La Teja entre otras, tres núcleos de población secundarios o pedanías, y diseminados por todo el término municipal, es decir gran cantidad de caseríos rurales habitados o deshabitados, bien aislados o bien formando agrupaciones de pequeña o mediana entidad como es el caso de las barriadas rurales.
En este sentido es posible destacar la existencia de caseríos rurales habitables, usados como de segunda residencia como es el caso de Media Panilla, Mingo Yustre, Los Cortijuelos, Las Peñuelas o Venta de Pantalones, entre otros, que antaño fueron habitados durante todo el año debido a la población rural que vivía de la agricultura y la ganadería. Las principales entidades de población que componen el término municipal de Martos son los siguientes:
| Entidad de Población                                                                                               | Coordenadas                               | Pob. (2021) | Distancia (km) | Mapa |
| --- | ----------------------------------------- | ----------- | -------------- | --- |
| Baños de Agua Hedionda                                                                                             | 37°41′11″N 3°56′45″O / 37.68639, -3.94583 | 35          | 5              | \| Baños de Agua Hedionda La Carrasca Las Casillas El Madroño Martos Monte Lope- Álvarez Fuente del Espino Villarbajo \| |
| La Carrasca | 37°38′40″N 3°59′05″O / 37.64444, -3.98472 | 146         | 12             | \| Baños de Agua Hedionda La Carrasca Las Casillas El Madroño Martos Monte Lope- Álvarez Fuente del Espino Villarbajo \| |
| Las Casillas | 37°38′21″N 4°0′6″O / 37.63917, -4.00167   | 248         | 14             | \| Baños de Agua Hedionda La Carrasca Las Casillas El Madroño Martos Monte Lope- Álvarez Fuente del Espino Villarbajo \| |
| El Madroño | 37°44′50″N 4°03′35″O / 37.74722, -4.05972 | 10          | 10             | \| Baños de Agua Hedionda La Carrasca Las Casillas El Madroño Martos Monte Lope- Álvarez Fuente del Espino Villarbajo \| |
| Martos | 37°43′0″N 3°58′0″O / 37.71667, -3.96667   | 23 177      | 0              | \| Baños de Agua Hedionda La Carrasca Las Casillas El Madroño Martos Monte Lope- Álvarez Fuente del Espino Villarbajo \| |
| Monte Lope-Álvarez                                                                                                 | 37°42′11″N 4°6′50″O / 37.70306, -4.11389  | 759         | 14             | \| Baños de Agua Hedionda La Carrasca Las Casillas El Madroño Martos Monte Lope- Álvarez Fuente del Espino Villarbajo \| |
| Villarbajo | 37°36′54″N 3°58′51″O / 37.61500, -3.98083 | 120         | 20             | \| Baños de Agua Hedionda La Carrasca Las Casillas El Madroño Martos Monte Lope- Álvarez Fuente del Espino Villarbajo \| |
| Total |                                           | 24 271      |                | \| Baños de Agua Hedionda La Carrasca Las Casillas El Madroño Martos Monte Lope- Álvarez Fuente del Espino Villarbajo \| |
| Las entidades y sus datos de población según el nomenclátor del INE                                                |                                           |             |                | \| Baños de Agua Hedionda La Carrasca Las Casillas El Madroño Martos Monte Lope- Álvarez Fuente del Espino Villarbajo \| |
| Baños de Agua Hedionda La Carrasca Las Casillas El Madroño Martos Monte Lope- Álvarez Fuente del Espino Villarbajo |                                           |             |                | \| Baños de Agua Hedionda La Carrasca Las Casillas El Madroño Martos Monte Lope- Álvarez Fuente del Espino Villarbajo \| |

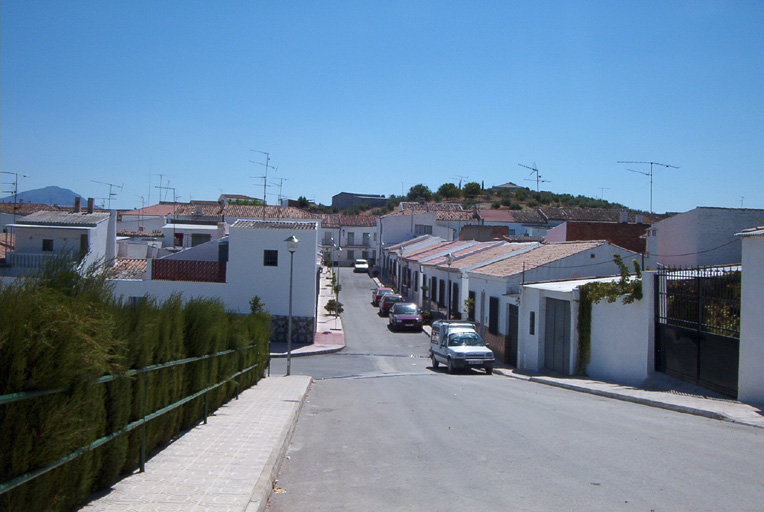
Calle Andalucía de Monte Lope-Álvarez
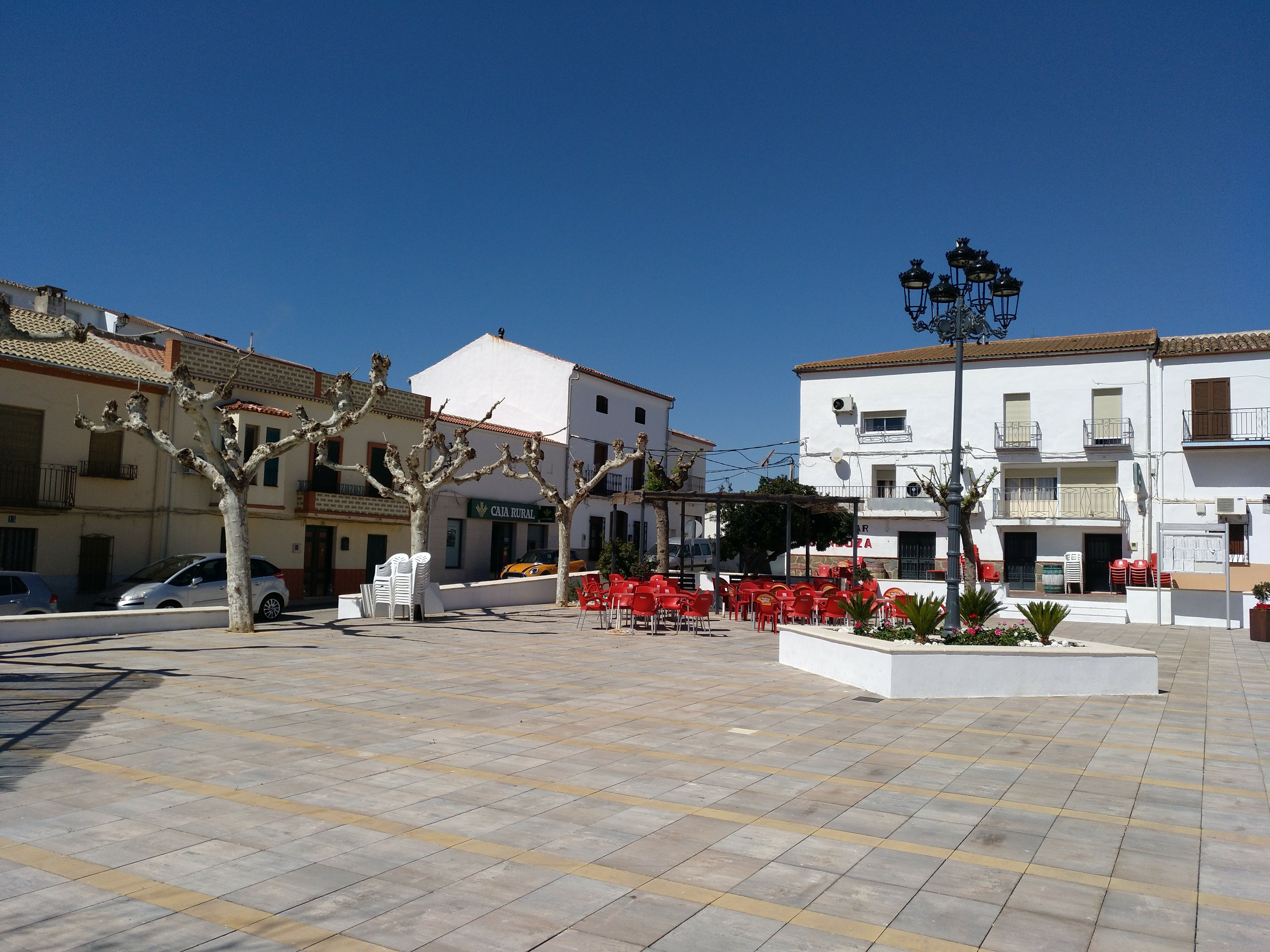
Plaza de la Constitución de las Casillas
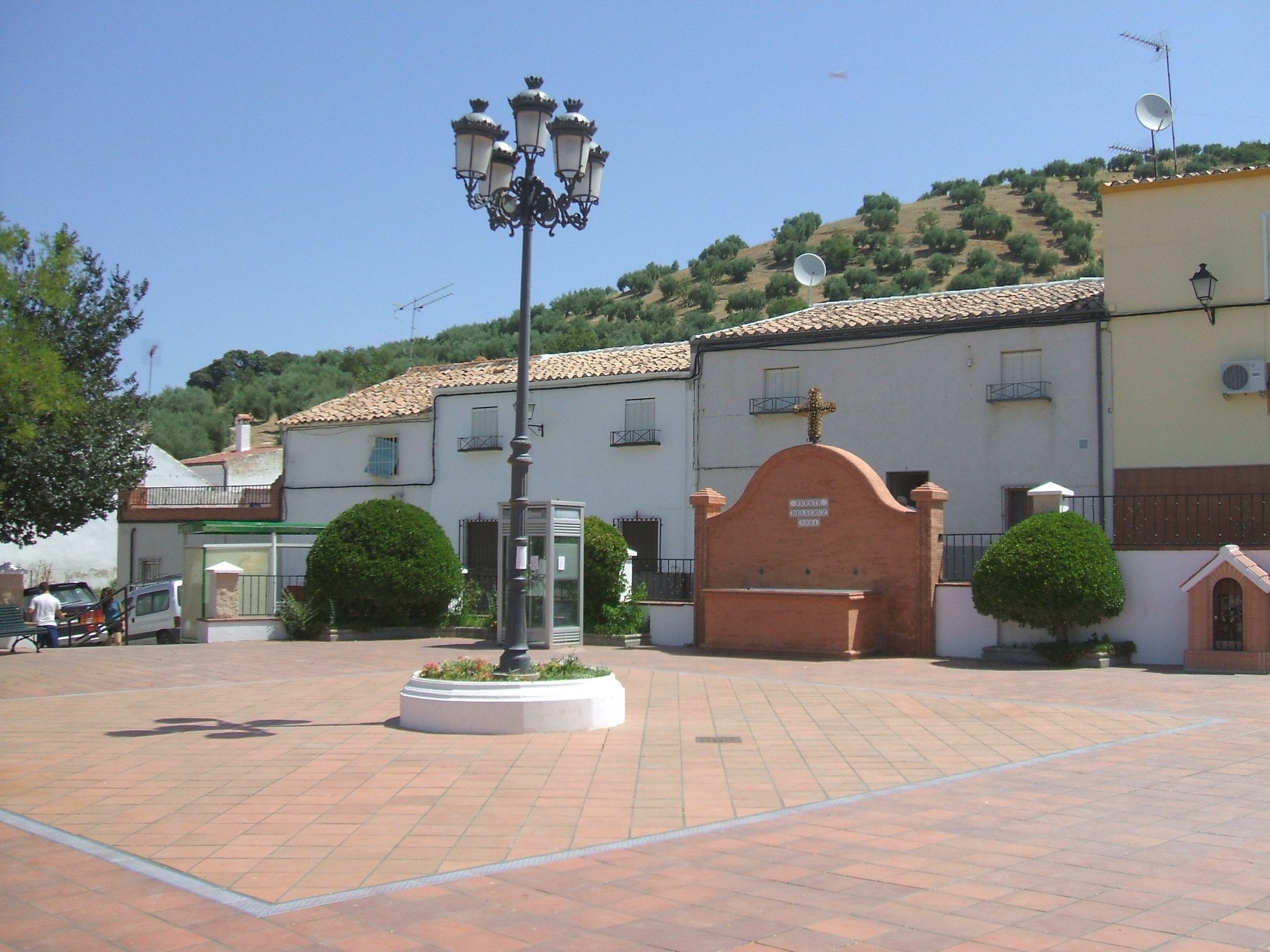
Plaza Manuel Carrasco de La Carrasca
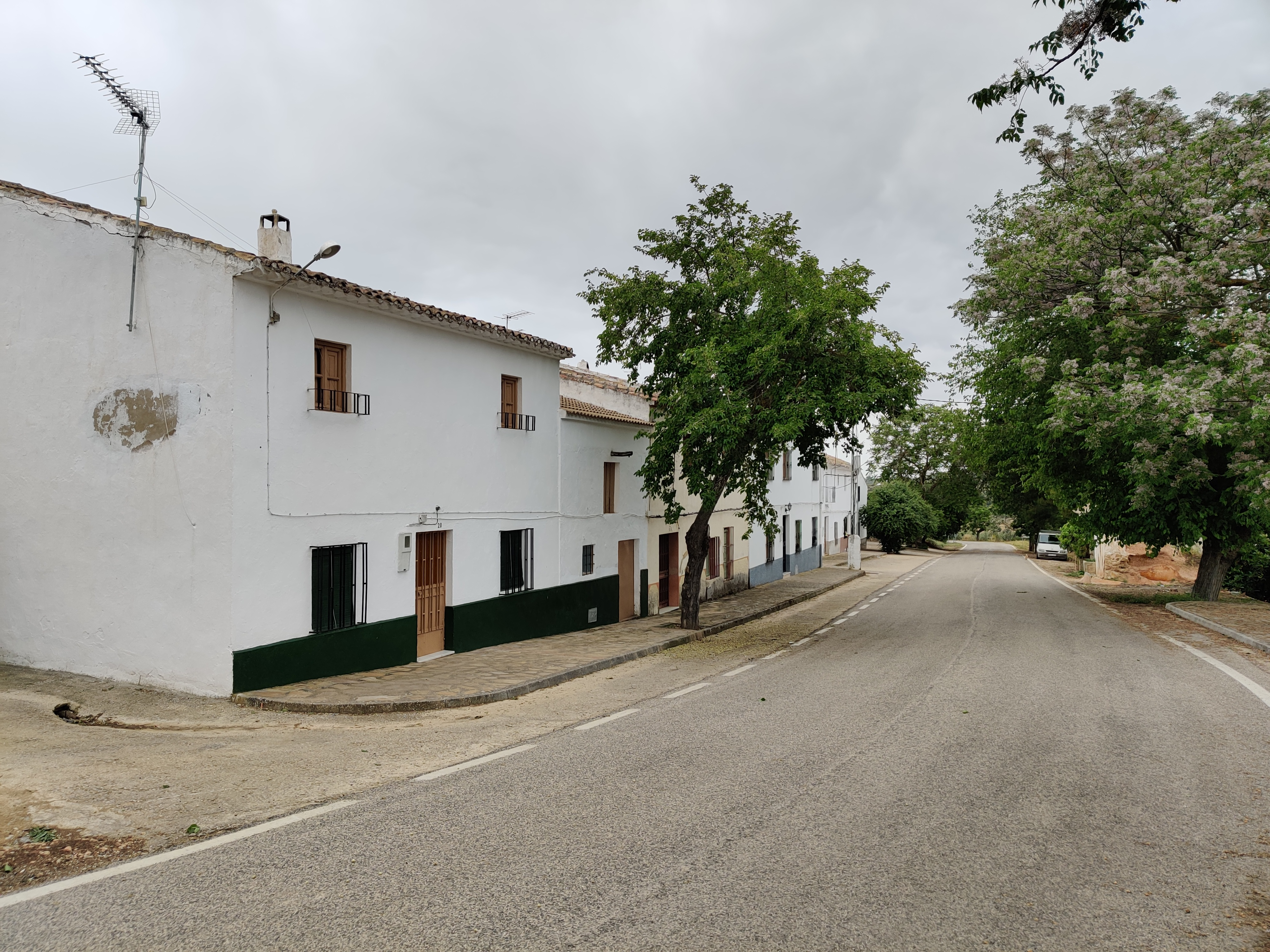
Venta de Pantalones

### Urbanismo
El urbanismo de Martos, históricamente ha estado condicionado por la orografía, prueba de ello es el asentamiento urbano primitivo durante la historia antigua, el cual se ha producido al pie de la ladera oeste de la peña. La trama urbana más antigua se dispone abrigando a la Peña por el oeste y el norte, mirando hacia las tierras más llanas del valle del Guadalquivir, hecho que ha propiciado el crecimiento hacia el oeste y sur de la ciudad. La orografía condiciona por tanto, la estructura irregular de las calles del casco antiguo, los entrantes y salientes del perímetro urbano y el crecimiento ramificado a partir del centro, pero también explica su carácter defensivo, forjado sobre todo en el periodo histórico que situó a Martos en tierras fronterizas entre musulmanes y cristianos.
La Edad Contemporánea supuso un hito en la historia urbanística de la ciudad con la llegada del ferrocarril a Martos, en la última década del siglo XIX, con la línea Jaén-Campo Real (Puente Genil). Paralelamente se traza la que en el futuro sería la N-321, convirtiéndose en las primeras salidas comerciales de la producción aceitera y un verdadero motor del desarrollo económico de la comarca. El camino que une a la población con la estación del tren, el paseo de la estación (avenida San Amador), se convierte en otro de las líneas de expansión de Martos.
El desarrollo urbanístico durante el siglo XX se culminó con la redacción de un plan de ensanche en 1924, que significó la consolidación de los procesos de expansión urbana hacia el llano. Es durante este siglo cuando se construyeron equipamientos como el parque Manuel Carrasco, el mayor parque urbano de la ciudad, o el edificio de correos entre otros. Las últimas décadas se han materializado con la construcción de un gran polígono industrial y el desarrollo de nuevos barrios, bulevares y complejos residenciales, que buscan la conexión con el polígono industrial hacia el suroeste. El crecimiento urbanístico actual de la ciudad está condicionado por los nuevos planes generales de ordenación urbana (PGOU) como recoge la Ley de Ordenación Urbanística de Andalucía, Ley 7/2002, a través de la Concejalía de Urbanismo.

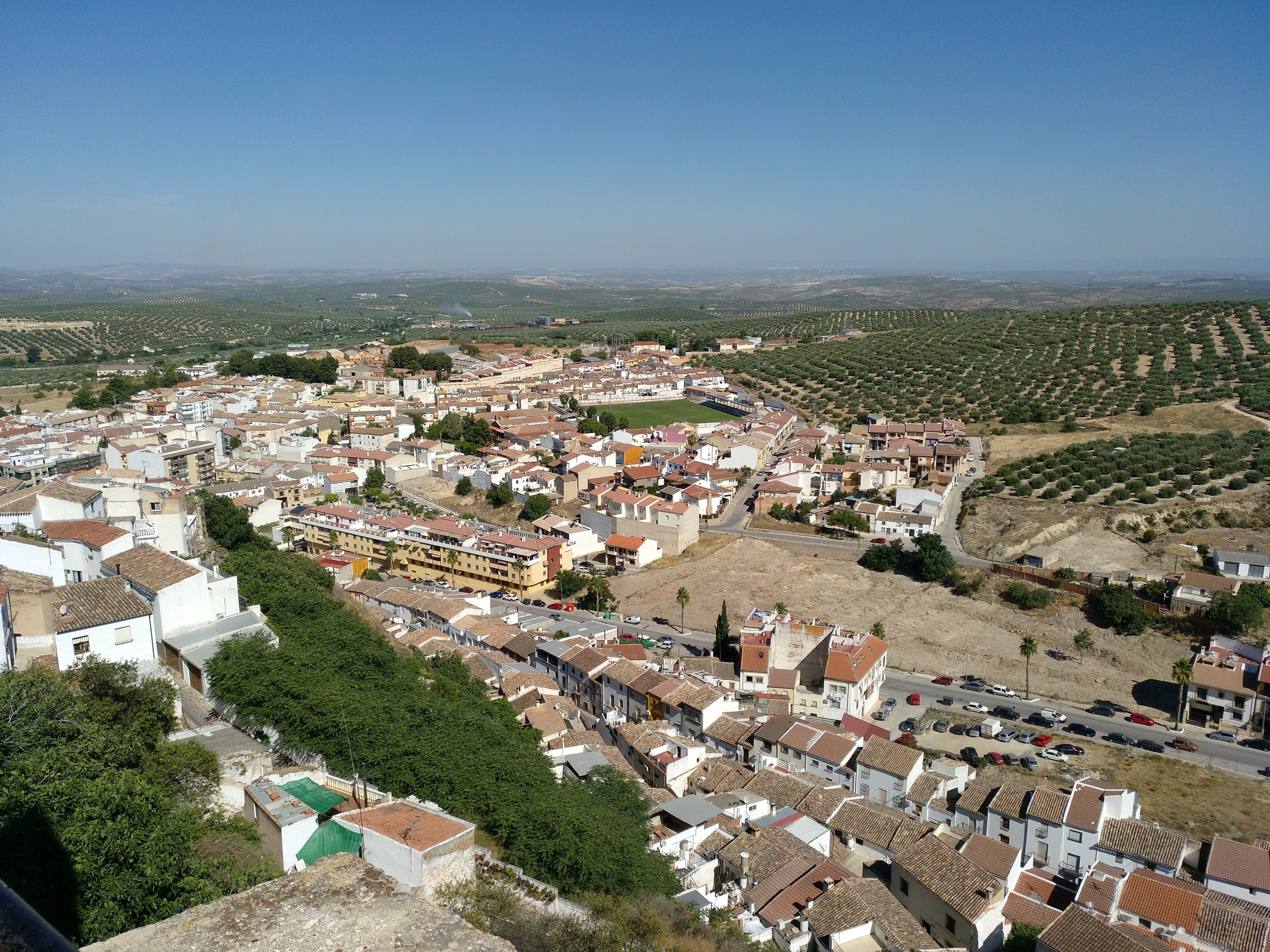
Martos norte
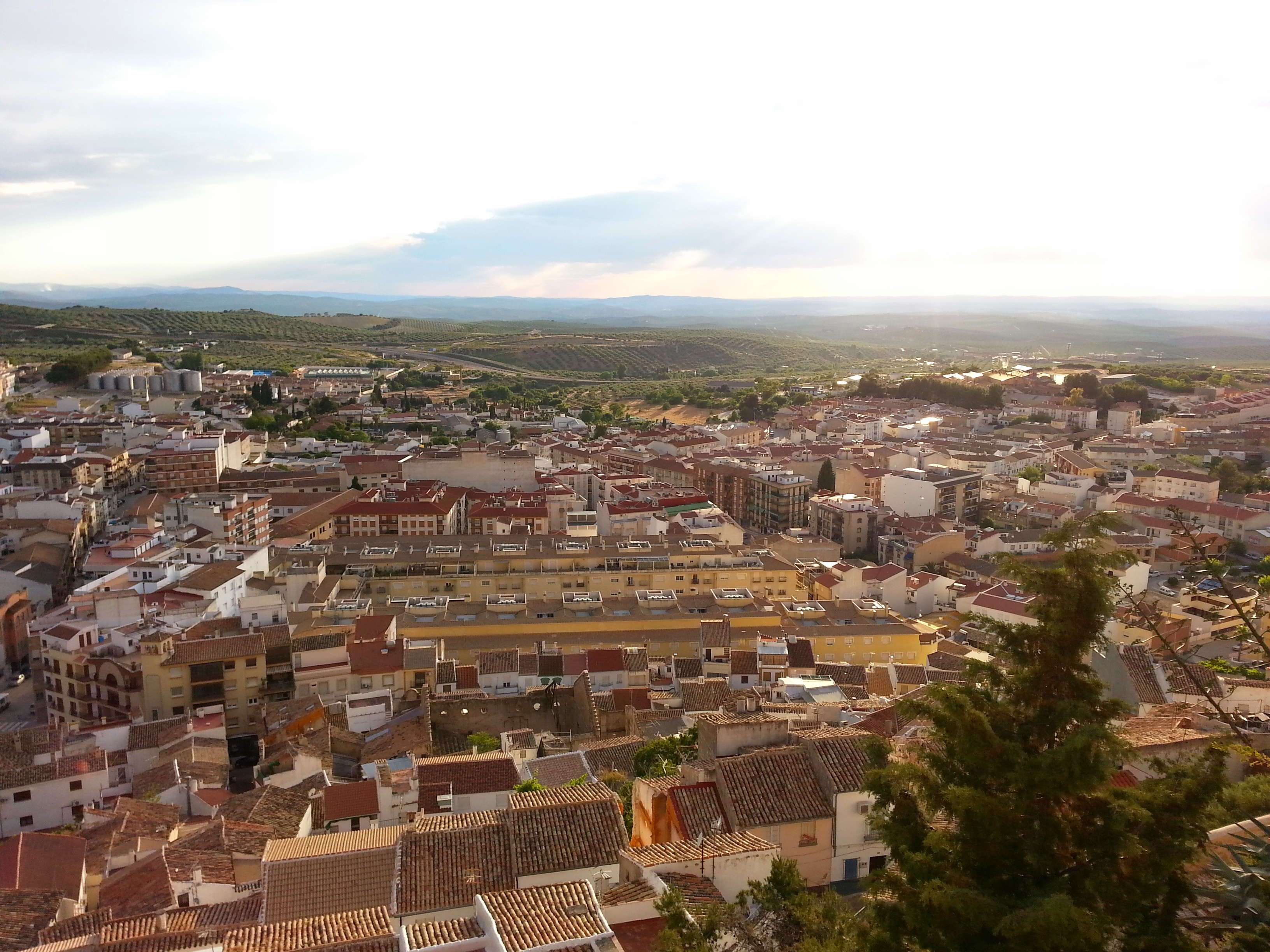
Martos oeste
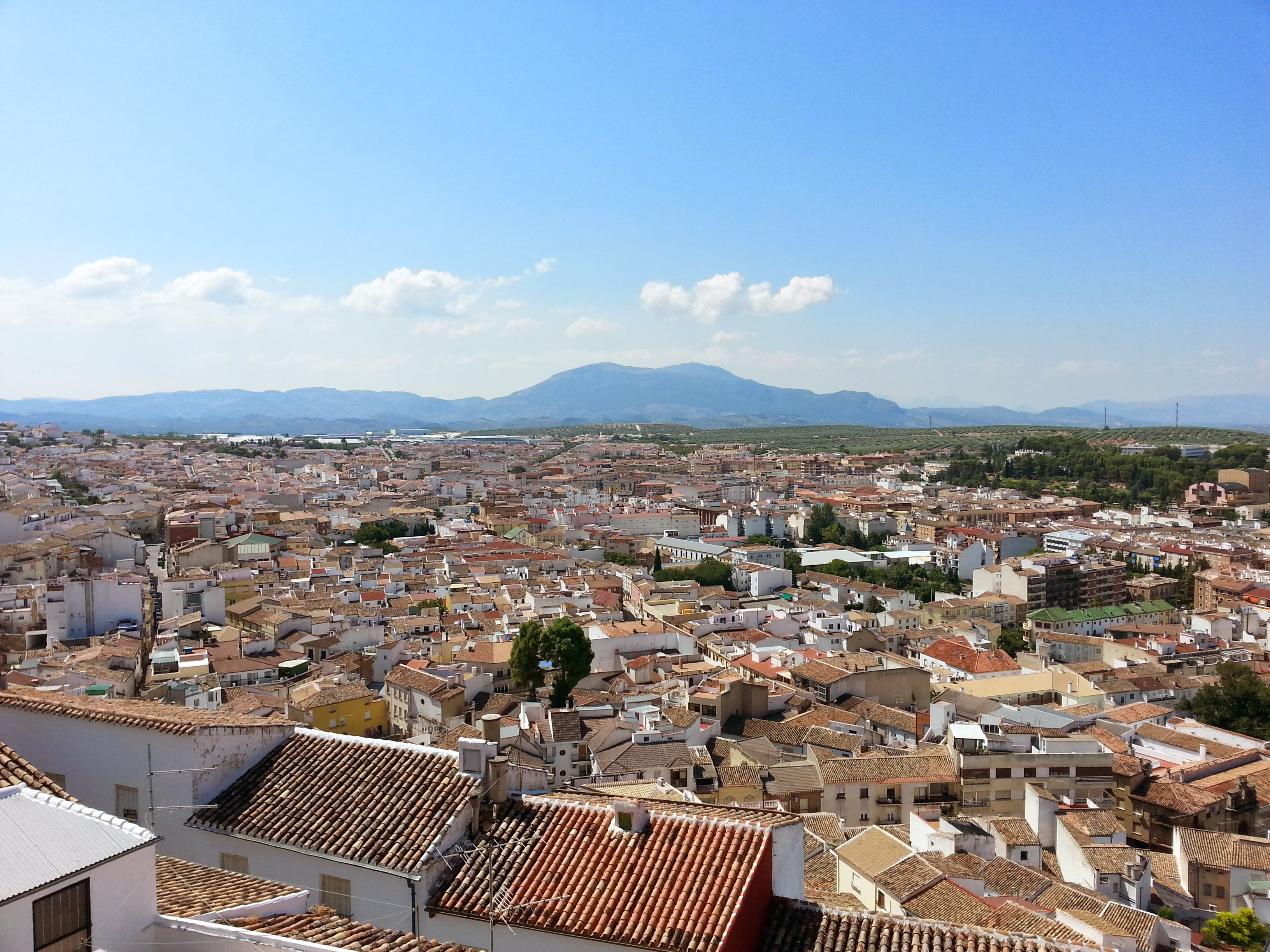
Martos sur

#### Área metropolitana
Martos pertenece al área metropolitana de Jaén, que está compuesta por 15 municipios de la provincia con una población estimada de 222 844 habitantes (según los datos del INE para 2015), ocupando una superficie de 1498,69 km². El área metropolitana abarca numerosos de los municipios de la comarca metropolitana de Jaén y de otras comarcas. La pertenencia a dicha área supone determinadas ventajas administrativas en cuanto a comunicaciones y transporte con la capital provincial, debido a los flujos de movilidad.

## Economía

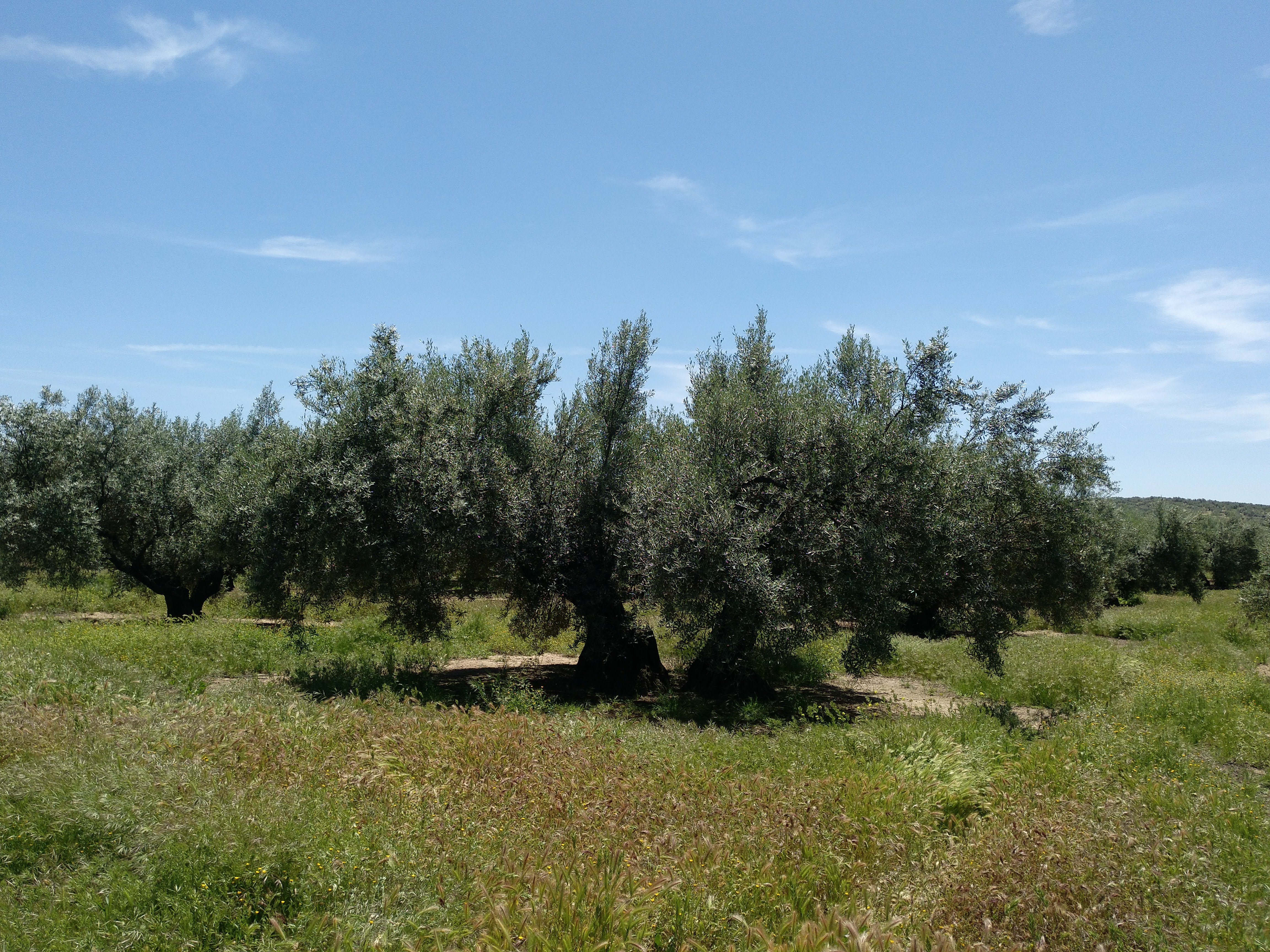
El olivo es símbolo de la economía tradicional en Martos

Históricamente la economía marteña ha girado en torno al sector agrario, debido a la riqueza y diversidad de su medio natural, en base al cual la población ha encontrado su principal fuente de supervivencia, aunque actualmente la economía se apoya en dos ejes productivos principales: El agrícola y el industrial, con gran presencia de este último en el municipio. Por otra parte el sector de la construcción ha sido otro eje principal en la economía marteña hasta el inicio de la crisis económica de 2008-2010, hecho que ha supuesto consecuencias nefastas en la economía local y que se ha materializado con el cierre de un gran número de empresas. De acuerdo con la información que facilita el Instituto de Estadística de Andalucía (IEA), en el ejercicio de 2008 se produjeron un total de 10 997 declaraciones de IRPF, con una renta neta media declarada de 16 061 euros.

### Sector primario
Tradicionalmente la agricultura ha sido la base de la economía local, con la explotación del monocultivo del olivar, ya que Martos es considerado como el mayor productor mundial de aceite de oliva, aunque también es destacable la presencia de pequeñas huertas con cultivos de hortalizas. Casi la totalidad del paisaje agrícola lo ocupa el olivar, que con 22 millares de hectáreas labradas es capaz de ofrecer 1174 unidades de trabajo anuales, existiendo así una variedad de aceituna propia de la localidad, la picual o marteña. En este sentido se ha desarrollado la actividad relacionada con la elaboración de aceites, ya que en el municipio existen numerosas cooperativas de productores, almazaras privadas, extractoras de orujo, y envasadoras de aceite de oliva. El olivar de Martos se caracteriza por ser de cultivo tradicional, principalmente en secano, aunque progresivamente se están instalando sistemas de riego por goteo en gran cantidad de fincas, un nivel de mecanización alto y escasez de cultivos ecológicos.

### Sector secundario

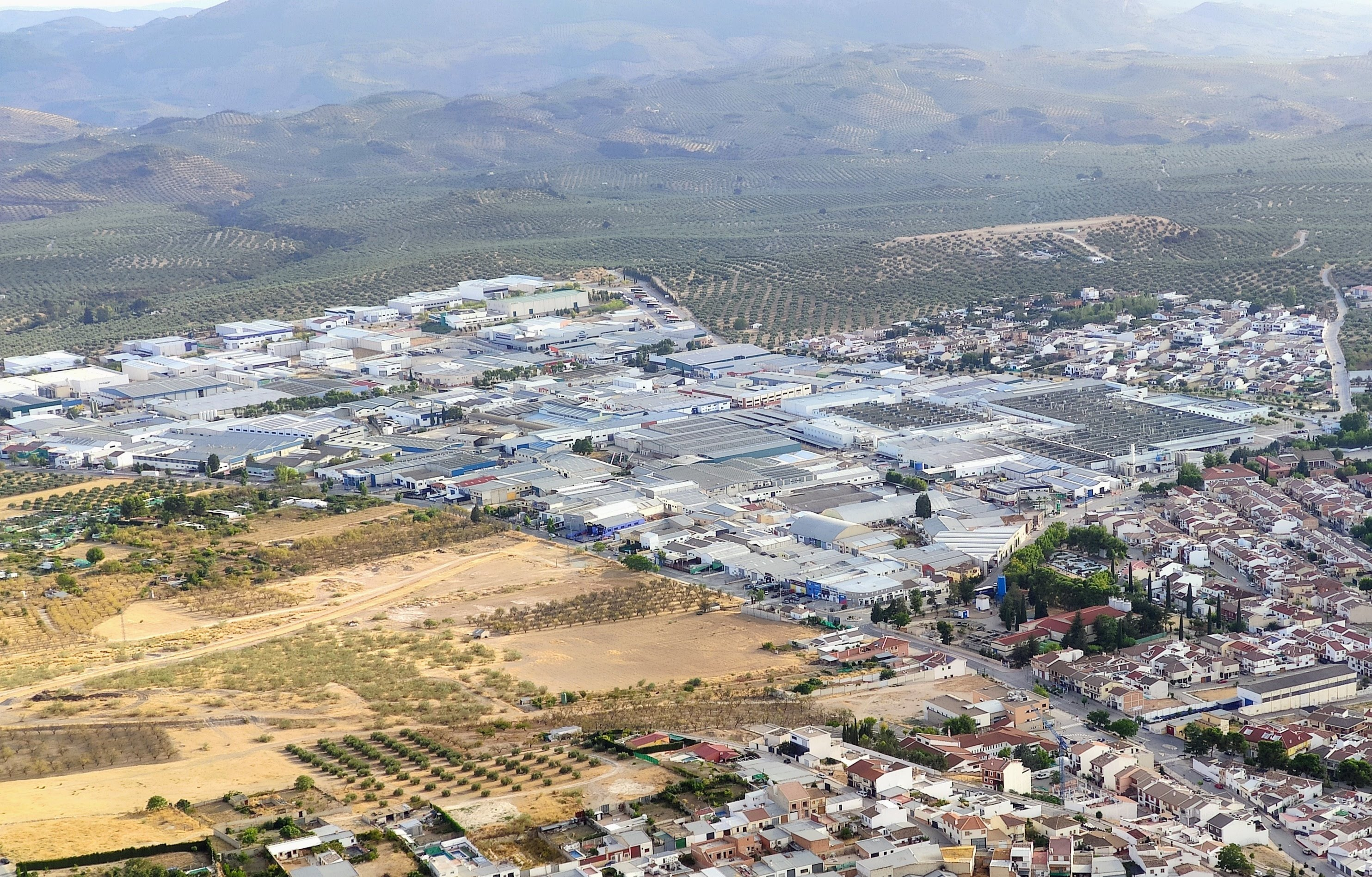
Vista general del polígono industrial Cañada de la Fuente

El desarrollo del sector industrial en Martos ha sido notable gracias a la industria automovilística debido a la instalación, en los años 1970, de la multinacional francesa Valeo, división iluminación, dedicada a la fabricación y diseño de proyectores y pilotos de coches. Este hecho supuso la construcción del polígono industrial Cañada de la Fuente, recientemente ampliado, lo que ha provocado la consolidación de un importante tejido empresarial que directa o indirectamente genera numerosos puestos de trabajo gracias a su actividad y producción.
También existen otras industrias del ramo del metal, algunas de ellas de fabricación de maquinaria, pero sobre todo una de transformados metálicos. Cabe destacar otras actividades industriales, entre las cuales se encuentran, la industria química, elaboración de plásticos, la industria cerámica, de gran tradición, la cual se ha desarrollado complementando su actividad con el trabajo de otros materiales, todos ellos productos para la construcción, la confección de prendas de vestir y la fabricación de muebles de madera, si bien en menos medida. El crecimiento de la industria del plástico ha convertido a Martos en el epicentro del sector del plástico técnico en Andalucía con la implantación del Centro Tecnológico del Plástico. Por otra parte está en proyecto la construcción del polígono olivarero, se trata de un complejo en el cual se situarán todas las empresas relacionadas con la transformación del aceite de oliva (cooperativas, almazaras, extractoras, envasadoras, etc), así como también contará con zonas de servicios.

### Sector terciario

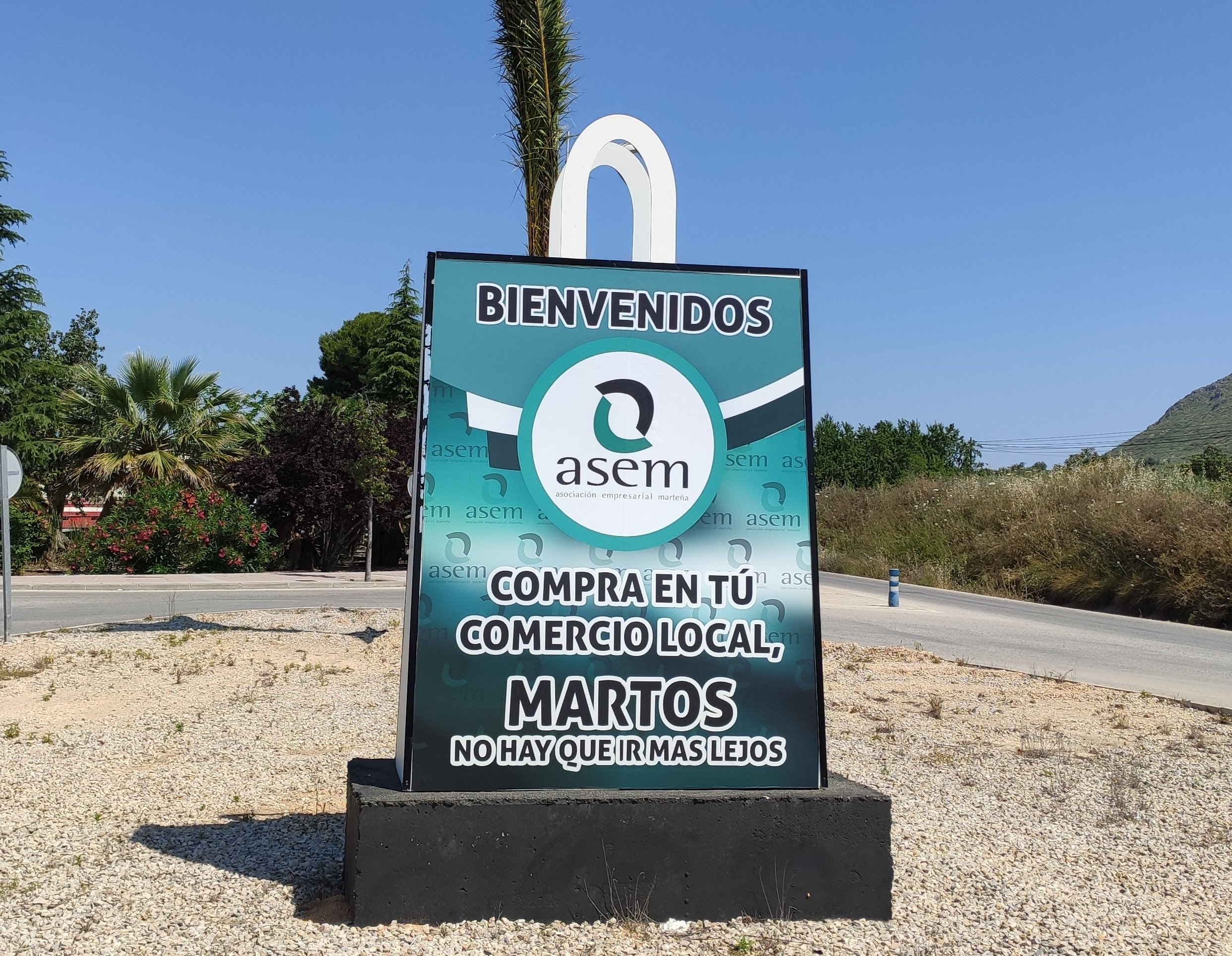
Escultura de la Asociación empresarial marteña, ubicada en una rotonda del municipio

El sector terciario en Martos está compuesto por todos aquellos servicios necesarios para la población. La ausencia de grandes superficies en el municipio hace que todos estos servicios sean ofrecidos mayoritariamente por entidades minoristas, seguidas de entidades mayoristas. Dentro de este sector es considerable la existencia de comercios de ropa, bancos, cajas de ahorros y demás servicios públicos. Para unificar y fortalecer la actividad empresarial marteña se creó el centro comercial abierto La Peña, perteneciente a la red de centros comerciales abiertos de Andalucía, y promovido por la asociación empresarial marteña (ASEM). En este sentido la ciudad cuenta con una de las diez antenas locales, que la Cámara Oficial de Comercio e Industria de Jaén tiene repartidas en la provincia, cuyo objetivo es dar servicio a las pymes de Martos y localidades cercanas.

#### Turismo
En cuanto al turismo la acuñación de Cuna del olivar, debido a la gran producción de aceite de oliva, junto a la fiesta de la Aceituna, se ha forjado un incipiente atractivo turístico, que aparejado a su gran patrimonio cultural y natural, a la Feria y fiestas de San Bartolomé, y en especial a su Semana Santa, declarada Fiesta de Interés Turístico Nacional, al igual que la romería de la virgen de la Victoria y otros eventos y festivales de interés ha generado en Martos un considerable flujo de turismo, lo que se traduce en una importante fuente de ingresos para la ciudad. La infraestructura hotelera en Martos está compuesta por tres hoteles con un total 116 plazas, de los cuales uno es de tres estrellas y los otros dos de dos estrellas. Igualmente hay que destacar la existencia de seis casas rurales en todo el municipio con un total de 66 plazas y que prestan servicio al turismo rural. En cuanto a la hostelería, el municipio contaba en 2010 con 118 bares y restaurantes, lo que pone de manifiesto la importancia de este sector en el municipio.
Por otra parte es un hecho destacable el auge que está cogiendo en Martos un nuevo modelo de Turismo ecológico, el Astroturismo fortalecido gracias a declaración de la Sierra Sur de Jaén como Reserva Astronómica Internacional Starlight por la Fundación Starlight y apoyada por la Unesco y la Asociación Astronómica Hubble, distinción que identifica a Martos y su comarca como destino turístico Starlight gracias a sus cielos nocturnos limpios y no contaminados. A raíz de esta declaración y consolidación de este tipo de turismo se ha creado en Martos la empresa AstroÁndalus, la primera agencia de viajes en línea que opera en España y especializada en turismo astronómico y científico, con el objetivo de ofrecer destinos y experiencias turísticas vinculadas a la observación del firmamento.

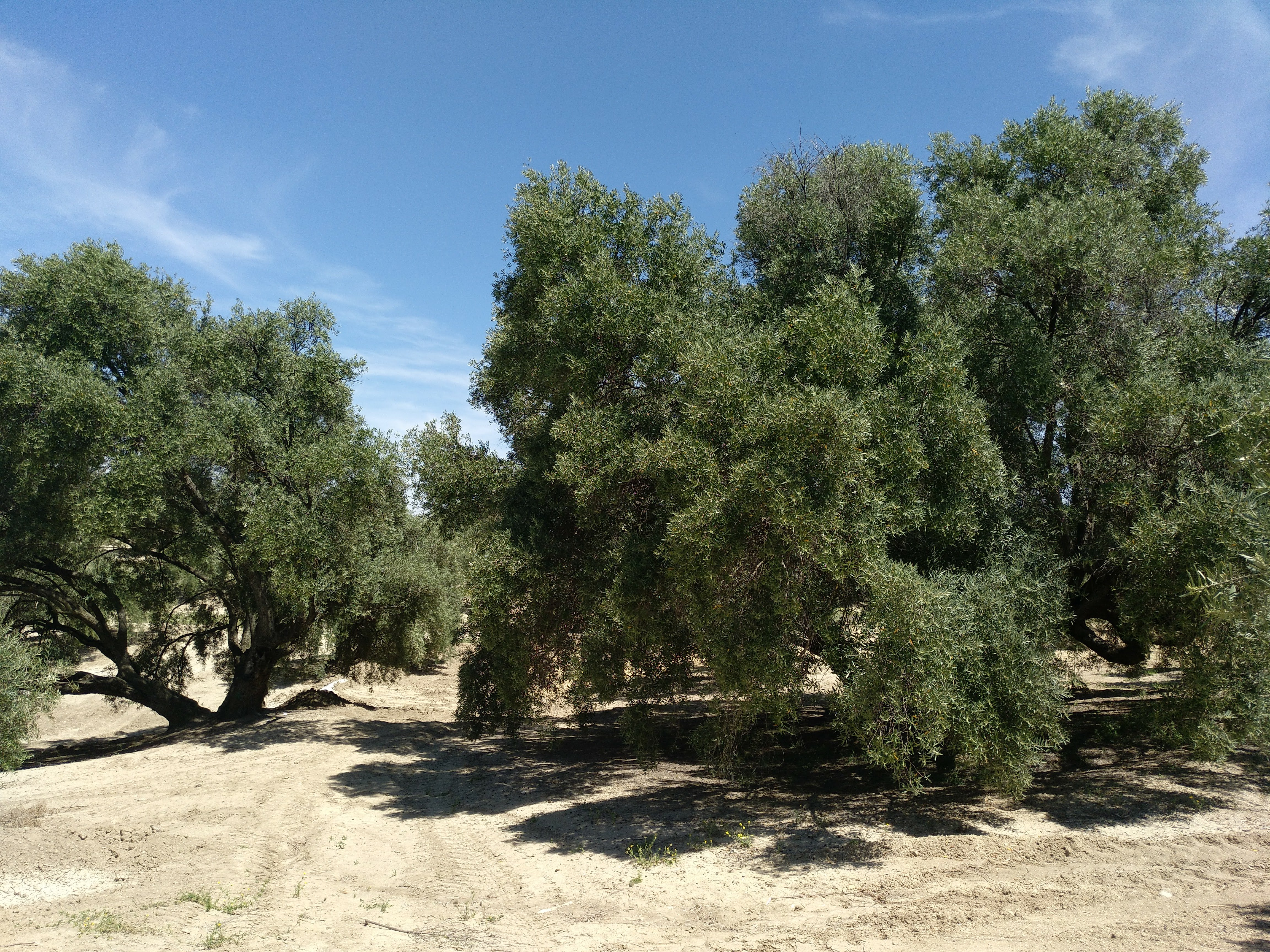
Olivos centenarios de la Candonga, uno de los reclamos del oleoturismo en Martos
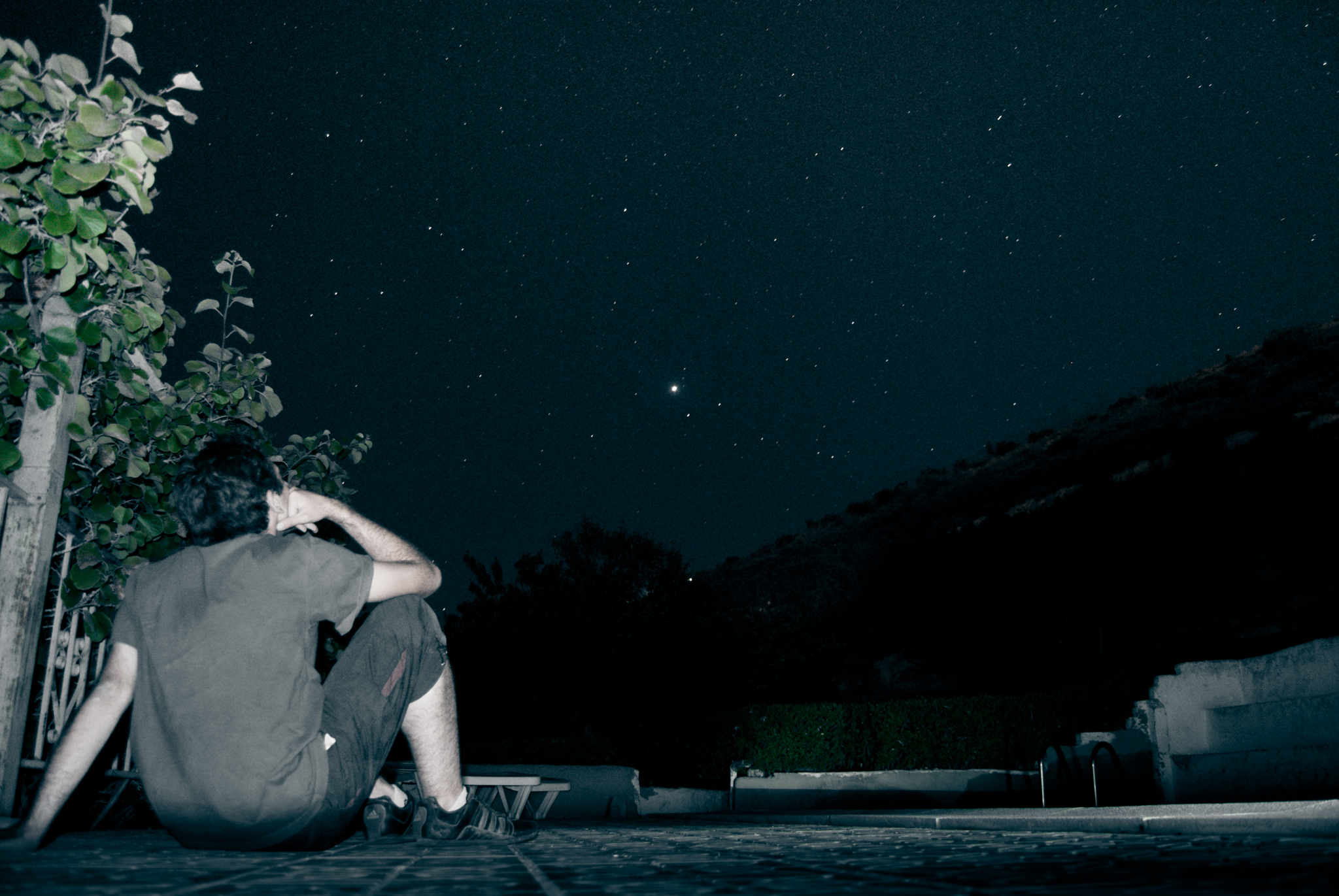
El Astroturismo se ha fortalecido tras la declaración de Reserva Starlight

## Símbolos
Escudo

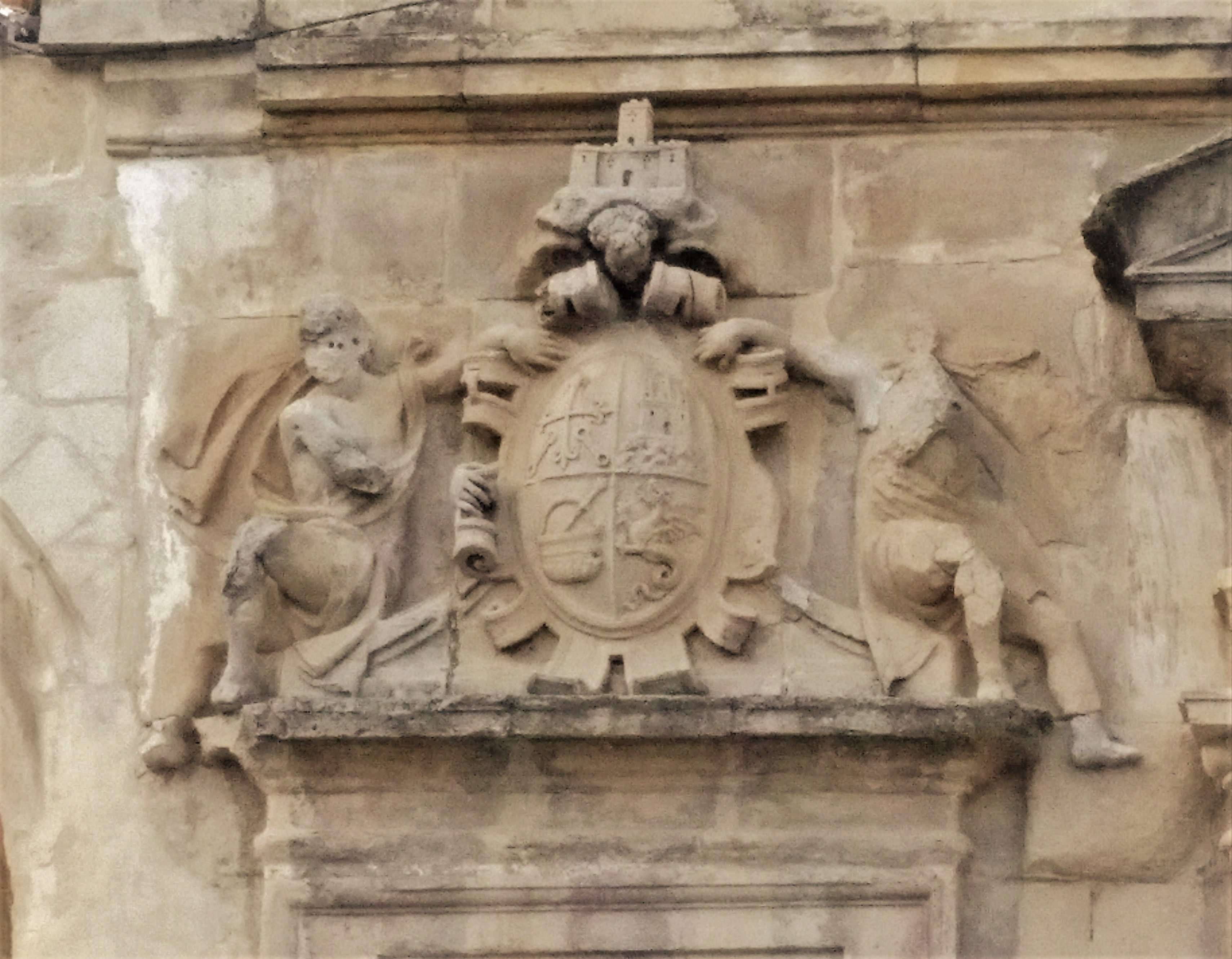
Representación del Escudo de Martos esculpida en la fachada del ayuntamiento

El diseño del escudo oficial de la ciudad de Martos está basado en el significado que tanto historia como leyenda han tenido para la ciudad. El escudo de armas de la villa de Martos se divide en cuatro partes, y cuya simbología representan: La cruz de Calatrava, símbolo del gobierno de la orden militar de Calatrava; el castillo sobre la Peña, que muestra la importante fortaleza que era Martos; y ocupando dos cuarteles: el acetre con el hisopo y el dragón, símbolos de la religiosidad hacia santa Marta:

Cuartelado. I: en campo de oro, una cruz de Calatrava, de gules. II: En campo de azur, un castillo en oro, almenado de tres almenas, aclarado y mazonado de sable, sumado a una peña de su color. III: En campo de gules, un acetre con hisopo en oro. IV: En campo de argén, un dragón rampante en sinople. Como timbre, corona real abierta, que está compuesta por un cerco de metal precioso y pedrería decorado con ocho florones con forma de hojas de acanto, cinco cuando no está realizada en tres dimensiones, que se sostienen sobre puntas elaboradas con el mismo metal que la base.

Bandera

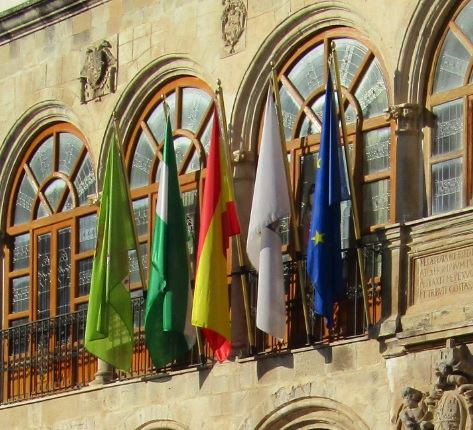
Banderas ubicadas en la fachada del ayuntamiento, entre ellas la marteña

La bandera municipal de la ciudad fue descrita oficialmente el 10 de abril de 2015 y publicada por el Boletín Oficial de la Junta de Andalucía, registrándose de esta forma la bandera y el escudo de la ciudad en el Registro Andaluz de Entidades Locales. De esta forma la bandera marteña es descrita como blanca y de forma rectangular con una proporción entre la anchura y la longitud de 2 a 3, situándose en el centro el escudo oficial de la ciudad. Se desconoce la simbología de la bandera marteña sin embargo la descripción oficial se basa en la bandera que tradicional e históricamente ha utilizado el consistorio marteño.
Himno
El himno a Martos fue interpretado por Juan Aranda, junto con Manuel Escabias, y la letra compuesta por los poetas, Miguel Calvo Morillo y Julio Pulido Moulet. La idea de dotar a Martos de un himno tuvo su origen en el florecimiento cultural de las bandas de música municipales, y cuyo estreno se llevó a cabo el 21 de junio de 1981 a cargo de la coral Tuccitana y la banda de música Maestro Soler; la letra del himno resume las esencias de identidad marteñas.
Sellos

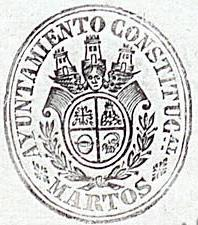
Antiguo sello de la alcaldía

En 1833, durante la regencia de María Cristina, se creó una división territorial de España formando 49 provincias, siendo una de ellas la provincia de Jaén. Una Real Orden de 22 de septiembre de 1876 comunicó a los gobernadores que advirtiesen a los ayuntamientos de sus provincias para remitir los sellos de sus respectivos gobiernos, y a su vez enviarlos al Archivo Histórico Nacional, con el fin de que sirviesen de colección, estos fondos valen para dotar a los ayuntamientos de un verdadero sello y blasón concejiles, normalizados por la ley 6/2003 de 9 de octubre, publicada en el BOJA n.º 210 de 31 de octubre de 2003, derogando el Decreto 14/1995, de 31 de enero publicado en el BOJA n.º 38 de 9 de marzo de 1995.

## Administración y política

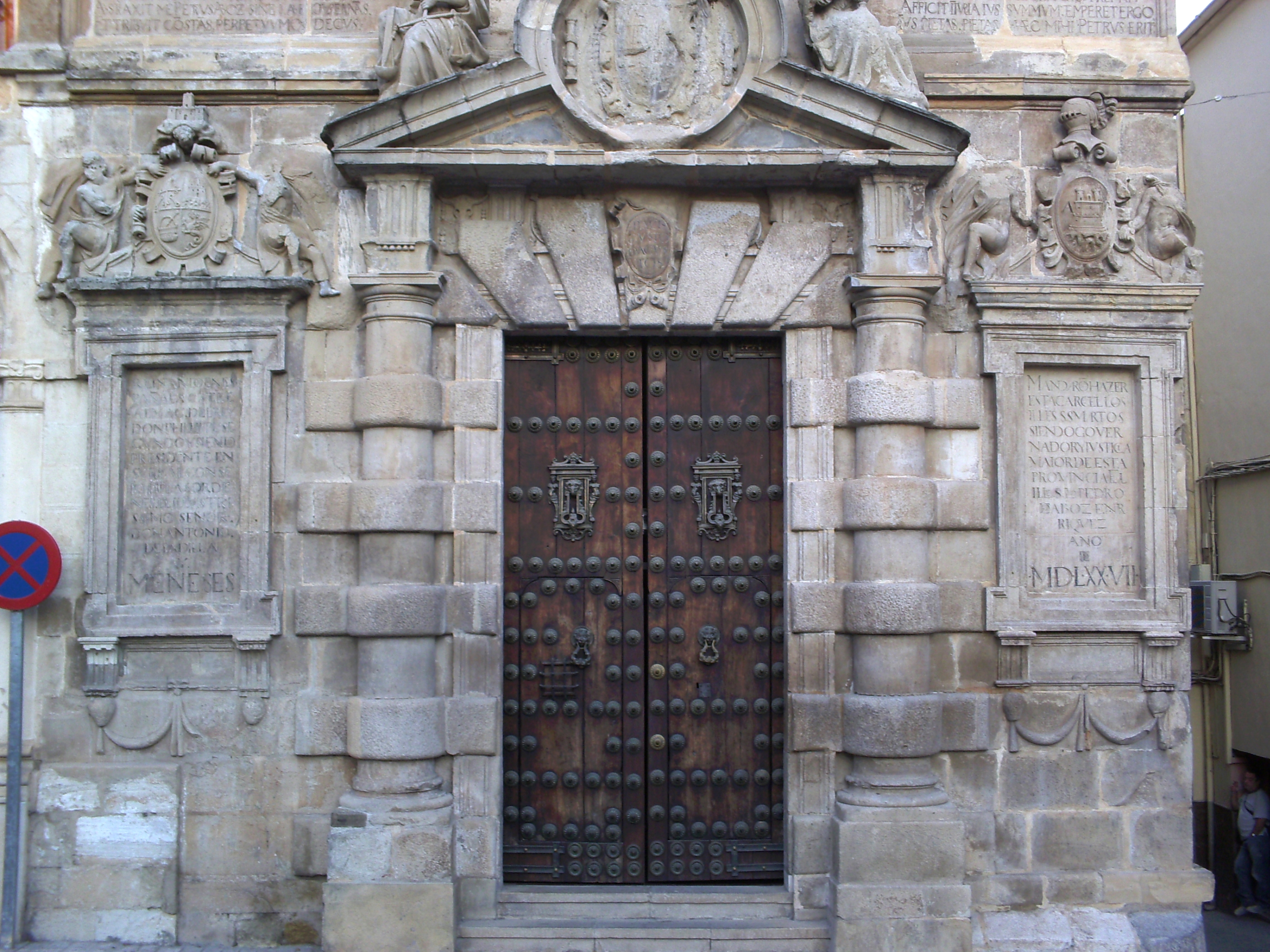
Ayuntamiento de Martos

### Gobierno municipal
La administración municipal es llevada a cabo por el Ayuntamiento de Martos, institución que gobierna el municipio y cuyos miembros son elegidos cada cuatro años por sufragio universal desde las primeras elecciones municipales tras la reinstauración de la democracia en España, en 1979. Al consistorio marteño le corresponde 21 concejales según lo dispuesto en la ley orgánica del Régimen Electoral General, que establece el número de concejales elegibles en función de la población del municipio. El censo electoral está formado por los residentes mayores de 18 años empadronados en el municipio, ya sean de nacionalidad española o de cualquier país miembro de la Unión Europea.
| Periodo   | Nombre                         | Partido | Partido                                    |
| --------- | ------------------------------ | ------- | ------------------------------------------ |
| 1979-1995 | Antonio Villargordo Hernández  |         | Partido Socialista Obrero Español (PSOE)   |
| 1995-1999 | Fernando García Pulido         |         | Agrupación Progresista Independiente (API) |
| 1999-2008 | José Antonio Saavedra Moreno   |         | Partido Socialista Obrero Español (PSOE)   |
| 2008-2011 | Sofía Nieto Villargordo        |         | Partido Socialista Obrero Español (PSOE)   |
| 2011-2013 | Custodia Martos Luque          |         | Partido Andalucista (PA)                   |
| 2013-2015 | Francisco Delgado Vílchez      |         | Partido Popular (PP)                       |
| 2015-2022 | Víctor Manuel Torres Caballero |         | Partido Socialista Obrero Español (PSOE)   |
| 2022-act. | Emilio Torres Velasco          |         | Partido Socialista Obrero Español (PSOE)   |

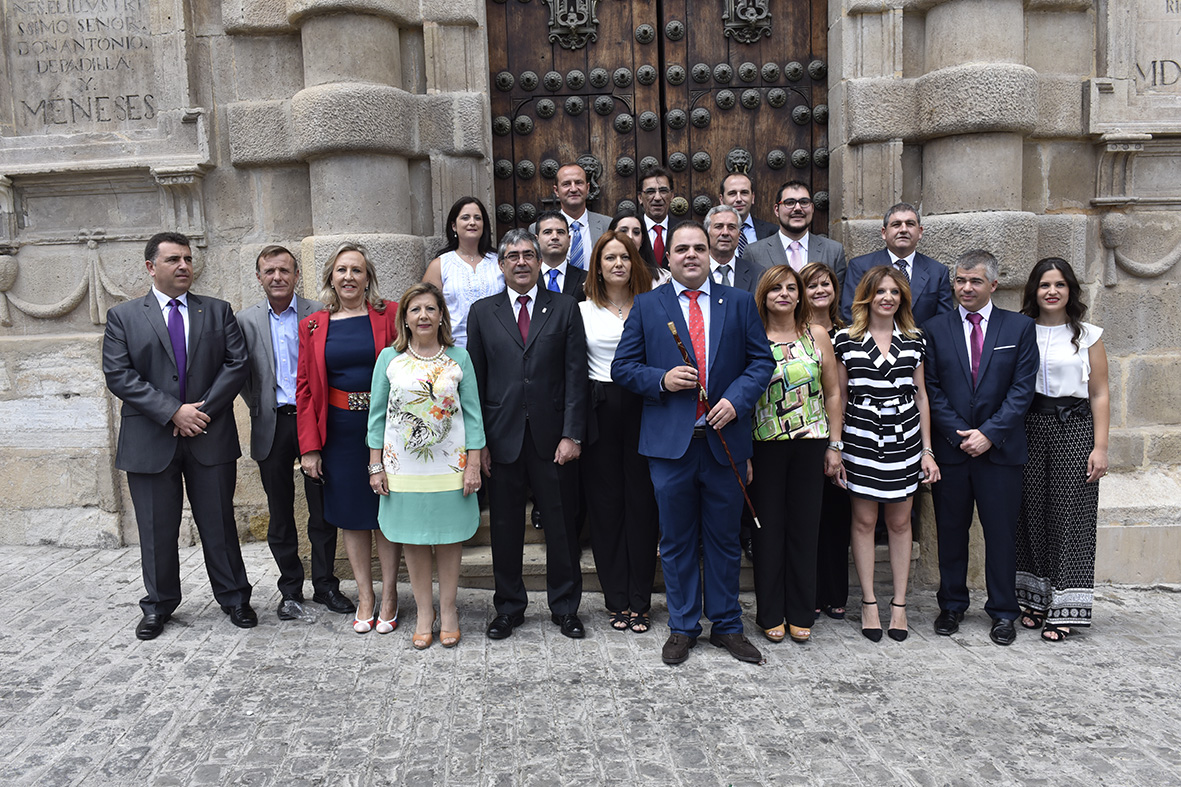
Corporación municipal de la legislatura 2015-2019, con Víctor Manuel Torres como alcalde de Martos

Las cuatro primeras elecciones democráticas municipales, celebradas en el municipio de Martos, la fuerza política más votada fue el PSOE, liderada por Antonio Villargordo Hernández, que obtuvo mayoría absoluta excepto en las elecciones municipales de 1987, que gobernó en coalición con el CDS. En las elecciones de 1995 el PSOE volvió a perder la mayoría absoluta, lo que permitió a Fernando García Pulido, de la Agrupación Progresista Independiente (API), ser alcalde mediante un pacto tripartito de gobierno entre el API, PP y PA, rompiéndose así la hegemonía del PSOE en el Ayuntamiento de Martos. En las tres siguientes elecciones municipales volvió a triunfar el PSOE liderado por José Antonio Saavedra Moreno, con mayoría absoluta, sin embargo durante la legislatura de 2007 José Antonio Saavedra, es trasladado de cargo a la Junta de Andalucía. Así pues la renuncia de José Antonio Saavedra permitió que Sofía Nieto Villargordo, entonces primera teniente de alcalde y nieta del que fuese alcalde durante dieciséis años, Antonio Villargordo, fuese nombrada alcaldesa de Martos.
En las elecciones municipales de 2011 el PSOE perdió la mayoría absoluta consiguiendo un notable retroceso, al conseguir 8 concejales frente a los 11 que marca la mayoría absoluta, hecho que hizo posible la formación de un gobierno de coalición entre el PP y el PA. En las elecciones municipales de 2015 el PSOE volvió a recuperar la gobernabilidad del municipio al obtener la mayoría absoluta en 11 concejales lo que hizo posible que Víctor Manuel Torres Caballero fuese elegido el alcalde más joven hasta la fecha, al contar con 30 años de edad en el momento de su elección. En las elecciones municipales de 2019 el PSOE volvió a ser la lista más votada, no obstante perdió la mayoría absoluta al obtener 10 concejales, un concejal menos de lo que marca la mayoría, por lo que Víctor Manuel Torres Caballero volvió a ser reelegido alcalde de Martos conformando un gobierno de coalición con Adelante Martos (candidatura de Izquierda Unida), cuyo único concejal, Antonio Funes, fue nombrado séptimo teniente de alcalde y concejal de Medio Ambiente, Agricultura y Olivar. En julio de 2022, Víctor Manuel Torres Caballero presenta su dimisión tras ser elegido parlamentario en las elecciones al Parlamento de Andalucía celebradas el 19 de junio de ese mismo año. Tras su renuncia, Emilio Torres Velasco, hasta entonces segundo teniente de alcalde y concejal de Urbanismo, Obras y Turismo, fue elegido alcalde el 17 de julio contando con el apoyo de 12 concejales de los 20 presentes en sesión plenaria. En las elecciones municipales de 2023 el PSOE, con el actual alcalde Emilio Torres Velasco como candidato, volvió a conseguir la mayoría absoluta con 11 concejales, superando a PP y Vox, que aumentaron su representación respecto a los anteriores comicios. Izquierda Unida - Para la Gente se quedó fuera del ayuntamiento al no lograr superar el umbral del 5 %.
| Partido político | Partido político                                                    | 1979   | 1983   | 1987   | 1991   | 1995   | 1999   | 2003   | 2007   | 2011   | 2015   | 2019   | 2023   |
| Partido político | Partido político                                                    | Ediles | Ediles | Ediles | Ediles | Ediles | Ediles | Ediles | Ediles | Ediles | Ediles | Ediles | Ediles |
|                  | Partido Socialista Obrero Español (PSOE)                            | 12     | 13     | 8      | 12     | 8      | 11     | 14     | 11     | 8      | 11     | 10     | 11     |
|                  | Partido Popular (PP)-Alianza Popular (AP)                           | 3      | 3      | 2      | 4      | 6      | 4      | 4      | 5      | 6      | 5      | 4      | 6      |
|                  | Vox                                                                 | –      | –      | –      | –      | –      | –      | –      | –      | –      | –      | 2      | 4      |
|                  | Izquierda Unida (IU)-Partido Comunista de España (PCE)              | 2      | 1      | 0      | 0      | 2      | 0      | 0      | 1      | 1      | 1      | 1      | 0      |
|                  | Ciudadanos (CS)                                                     | –      | –      | –      | –      | –      | –      | –      | –      | –      | –      | 4      | –      |
|                  | Partido Andalucista (PA)                                            | –      | –      | –      | 2      | 1      | 1      | 1      | 4      | 6      | 4      | –      | –      |
|                  | Agrupación Progresista Independiente (API)                          | –      | 4      | 4      | 3      | 4      | 5      | 2      | –      | –      | –      | –      | –      |
|                  | Centro Democrático y Social (CDS)-Unión de Centro Democrático (UCD) | 4      | –      | 7      | 0      | –      | –      | –      | –      | –      | –      | –      | –      |

### Justicia
Martos es la cabecera del partido judicial número 9 de la provincia de Jaén, que comprende ocho municipios y cuya demarcación da cobertura a una población de más de 50 000 habitantes. Los órganos jurisdiccionales que posee son:
- Juzgado de Primera Instancia número 1 y 2
- Juzgado de Instrucción número 1 y 2

## Servicios

### Educación
Martos ofrece una oferta educativa basada en 14 centros educativos que están situados entre el núcleo principal y los anejos, de los cuales doce son públicos y dos concertados, que es el caso del colegio San Antonio de Padua y el colegio Divina Pastora. En los dos institutos de enseñanza secundaria existentes en la ciudad, aparte de impartir la ESO y el bachillerato, también se imparten cursos de formación profesional de grado medio y superior. En cuanto a otras enseñanzas destacan el centro ocupacional La Peña, para personas discapacitadas, la escuela taller y la escuela municipal de teatro, música y danza.
| Centro                                               | Enseñanza                       |
| ---------------------------------------------------- | ------------------------------- |
| Colegio de educación infantil San Fernando           | Infantil                        |
| Colegio San Amador                                   | Infantil y Primaria             |
| Colegio Tucci                                        | Infantil y Primaria             |
| Colegio Virgen de la Villa                           | Primaria                        |
| Colegio Hermanos Carvajales                          | Primaria                        |
| Colegio Fernando IV                                  | Infantil y Primaria             |
| Colegio Antonio Pérez Cerezo                         | Infantil y Primaria             |
| Colegio San Antonio de Padua (Franciscanos)          | Infantil, Primaria y Secundaria |
| Colegio Divina Pastora (Calasancias)                 | Infantil, Primaria y Secundaria |
| IES Fernando III                                     | Secundaria                      |
| IES San Felipe Neri                                  | Secundaria                      |
| Centro de educación de adultos Federico García Lorca | Educación de adultos            |

### Sanidad
La sanidad pública en Martos está gestionada principalmente por competencias autonómicas mediante la Consejería de Salud de la Junta de Andalucía, a través del Servicio Andaluz de Salud (SAS). De esta forma la ciudad se encuentra, según el mapa sanitario de Andalucía, en el distrito sanitario Jaén Sur, cuya sede está situada en Alcalá la Real. Dicha demarcación está dividida en cinco zonas básicas de salud, siendo Martos una de ellas. La gestión municipal de la sanidad está regulada por la concejalía de comercio, sanidad y consumo del ayuntamiento, como establece el artículo 42 de la Ley General de Sanidad. Por otra parte, hay que destacar las prestaciones que realiza la sanidad privada a través de los diferentes gabinetes privados del personal médico existentes en la ciudad. También existen dos centros de salud ubicados en las zonas sur y norte de la ciudad, este último inaugurado en marzo de 2011 y que da cobertura a una población de 5000 personas residentes en el casco antiguo, y tres consultorios médicos localizados en las pedanías.
| Centro                             | Tipo de centro       |
| ---------------------------------- | -------------------- |
| Centro de salud de Martos          | Centro de salud      |
| Centro de salud Fuente de la Villa | Centro de salud      |
| Consultorio de Monte Lope Álvarez  | Consultorio local    |
| Consultorio de las Casillas        | Consultorio local    |
| Consultorio de La Carrasca         | Consultorio auxiliar |

### Servicios sociales
Los servicios sociales en Martos son de competencia municipal al tratarse de una población superior a los 20 000 habitantes, como establece el artículo 19 de la Ley 15/2001 del 26 de diciembre, y están gestionados a través de la concejalía de servicios sociales del ayuntamiento de Martos. Así pues, Martos cuenta con un centro de servicios sociales, situado en la calle Dolores Escobedo n.º 7, y que comprende demarcaciones territoriales determinadas, o también conocidas como zonas de trabajo social (ZTS), las cuales están divididas a su vez en unidades de trabajo social (UTS), concretamente la población de Martos está dividida en cuatro UTS, donde una de ellas pertenece a los anejos (UTS 3) Monte Lope Álvarez, Las Casillas, La Carrasca y Villarbajo. Dicho centro se compone de un equipo definido y estructurado de profesionales y de centros especializados.
El trabajo de los servicios sociales municipales centran su trabajo en las actividades de los servicios sociales comunitarios, dirigidos a mejorar el bienestar social de los individuos y grupos, y los servicios sociales especializados, dirigidos hacia un sector de la población que por sus características es susceptible de necesitar una especial atención. Entre los numerosos servicios que se ofrecen podemos distinguir: un centro ocupacional, un comedor escolar municipal, un consejo local de la discapacidad, un equipo de tratamiento familiar, una guardería infantil, un servicio de temporeros y un centro social.

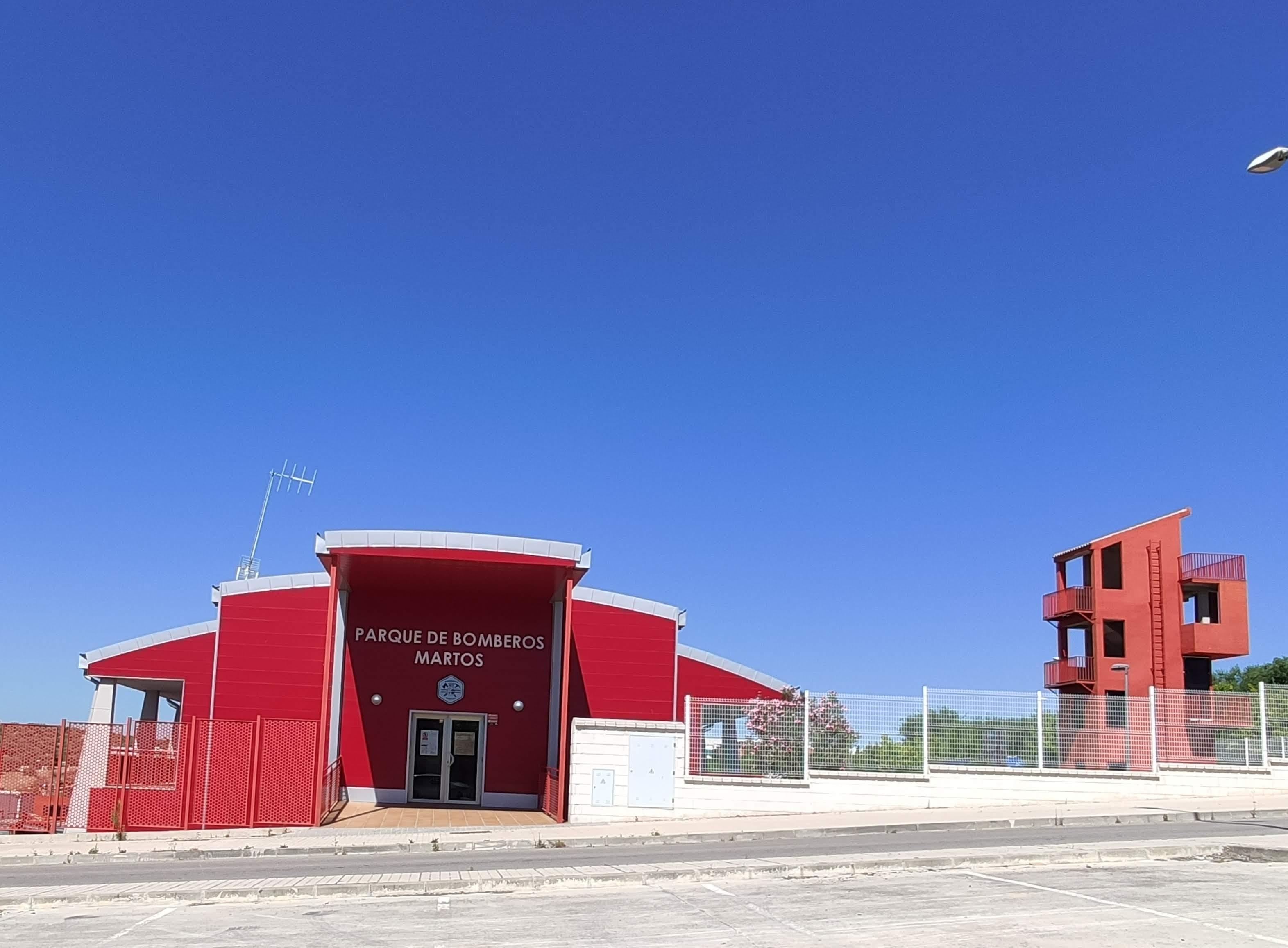
Parque de bomberos

### Seguridad ciudadana
Las fuerzas de seguridad ciudadana en Martos están compuestas por la policía local, la guardia civil y protección civil local, también existe una sede de Cruz Roja, que colabora en cuando hay eventos especiales de multitud de personas. En Martos hay también un parque de bomberos que da servicio tanto a Martos, como a Fuensanta de Martos, Jamilena, Santiago de Calatrava, Higuera de Calatrava, Torredonjimeno y Villardompardo. En caso de emergencias, está disponible el teléfono de emergencias 112, operativo en toda la Unión Europea. Las emergencias en materia sanitaria, extinción de incendios y salvamento, seguridad ciudadana y Protección Civil, en la provincia de Jaén están gestionadas por el Centro de Emergencias 112 Andalucía con sede en Jaén. Así mismo, Martos cuenta con un parque de bomberos ubicado en el polígono industrial Cañada de la Fuente.

### Recolección de residuos sólidos
La recogida de residuos sólidos, tanto urbanos como industriales, así como la limpieza de vías públicas en el municipio es llevada a cabo por la empresa concesionaria CESPA S. A. Los residuos sólidos urbanos son llevados al vertedero de Fuerte del Rey. Actualmente se encuentra en servicio las instalaciones de un Punto limpio permanente destinado al reciclaje y clasificación de residuos domésticos que no tienen cabida en la basura ordinaria. Es destacable la existencia de numerosos contenedores especializados en la recogida selectiva de basura, así pues para los residuos orgánicos son utilizados los contenedores de color verde, para el cartón y el papel son utilizados contenedores de color azul y para vidrio se utilizan contenedores de color amarillo. Por otra parte es destacable la existencia de contederes soterrados en algunas zonas de la ciudad.

### Abastecimiento
Energía

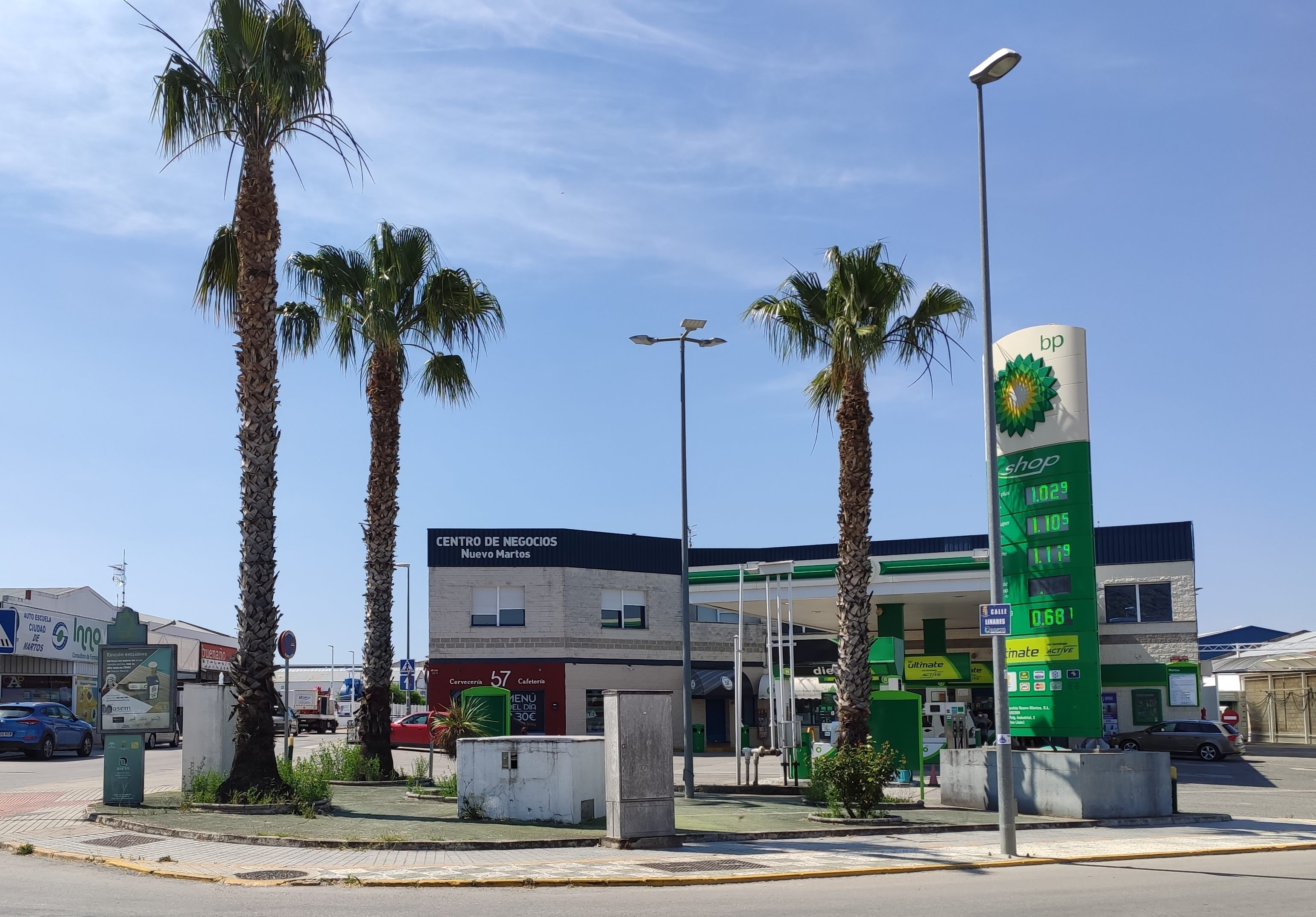
Área de servicio en Martos

La distribución de la electricidad en Martos la realiza la compañía Sevillana-Endesa, existe una subestación de transformación de la cual tienen su destino u origen numerosas líneas de alta y media tensión. El suministro eléctrico del núcleo urbano se realiza a través de dos líneas de media tensión de 25 kilovatios con origen en la subestación Martos B y Martos A conformando una red, generalmente subterránea en las zonas edificadas, a la cual se conectan los diferentes centros de transformación de cada zona o barrio.
En cuanto al abastecimiento energético de combustibles derivados del petróleo (gasolina y gasóleo), existen cuatro estaciones de servicio que abastecen al núcleo urbano de esta fuente de energía, dos son de la compañía Repsol, una es de BP y otra de Petroprix, empresa nacional de estaciones de autoservicio de bajo coste con sede en Martos. Dichas estaciones se nutren de combustible, al igual que el resto de la provincia, de las instalaciones de almacenamiento que la Compañía Logística de Hidrocarburos posee en Córdoba.
Referente al suministro y abastecimiento de gas natural, este es gestionado por la por la empresa concesionaria Meridional de Gas, gracias al gasoducto Córdoba, Jaén, Granada. El punto de distribución está situado en el paraje de Motril, al noreste de Martos, del cual parte la red primaria de distribución desde la central, hasta el núcleo urbano con un trazado en paralelo a la autovía del olivar hasta terminar en el polígono industrial.
Agua potable
El suministro de agua potable en Martos pertenece al sistema de abastecimiento del Víboras, llevado a cabo por la empresa concesionaria Aqualia a través de la captación de los principales recursos hídricos situados en la cabecera del río Víboras y del pantano del Víboras mediante conducciones por gravedad. Desde estas captaciones, se conduce el agua hasta la estación de tratamiento de agua potable (ETAP) de Martos, propiedad de la confederación hidrográfica del Guadalquivir, donde el agua es tratada y enviada a los depósitos reguladores o al resto de los sistemas con los que se conecta. Mediante dicha ETAP se da cobertura a otros municipios como Torredonjimeno, Torredelcampo y Jamilena. Por otra parte está la estación depuradora de aguas residuales (EDAR) que da cobertura al municipio.
Alimentos perecederos
El suministro de alimentos perecederos es llevado a cabo mediante la existencia del mercado municipal de Santa Marta situado en la plaza de la Constitución, y que garantiza el abastecimiento de fruta, verdura, pescado, carne, etc. Por otra parte es posible encontrar en la ciudad numerosas cadenas de supermercados, como Mercadona, Masymas, Carrefour Market o DIA, que garantizan la alimentación y distribución comercial.

### Transporte
Carreteras

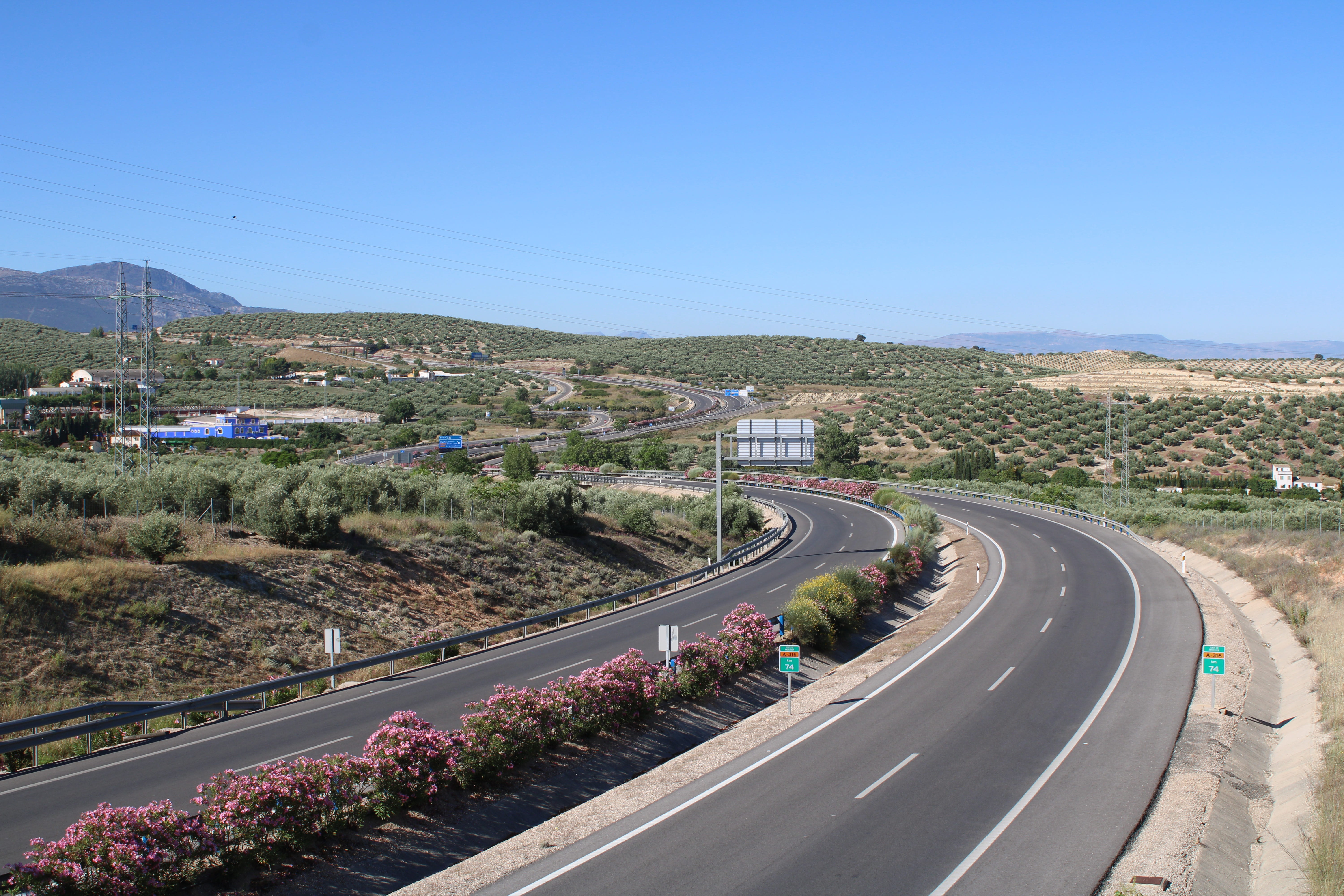
Autovía del Olivar a su paso por la circunvalación de Martos

El tráfico urbano está regulado por el Cuerpo de policía local de Martos y gestionado por la concejalía de servicios públicos, tráfico y seguridad ciudadana del ayuntamiento, de acuerdo al artículo 7 de la Ley sobre tráfico, circulación de vehículos a motor y seguridad vial aprobado por RDL 6/2015, el cual atribuye a los municipios competencias específicas en materia de tráfico.
El parque automovilístico en el municipio está a razón de 380 automóviles por cada 1000 habitantes, prácticamente igualado a la media provincial que es de 379 automóviles por cada 1000 habitantes, de acuerdo con los datos existentes en la base de datos del Anuario Económico de España 2010, publicado por La Caixa. Los datos también reflejan la existencia de un número cuantioso de vehículos de transporte como camiones y furgonetas debido a la importancia de la actividad logística en la ciudad. El parque de vehículos de motor en Martos en 2009, arrojaba las siguientes cifras: 9376 automóviles, 3746 camiones y furgonetas y 3390 correspodían a otro tipo de vehículos, principalmente tractores debido a la demanda agrícola del olivar. Las cifras totales referentes al año 2009 fueron de 16 512 vehículos.
La principal vía de comunicación que enlaza Martos con otras poblaciones es la autovía del Olivar, conocida como eje diagonal intermedio y que circunvala la ciudad con tres accesos al núcleo urbano. Además de esta vía de comunicación, Martos está comunicada con otras poblaciones cercanas mediante una carretera complementaria o comarcal, de titularidad de la Junta de Andalucía, y cuatro carreteras provinciales, de titularidad de la diputación provincial.
| Tipo                                                  | Identificador | Denominación              | Itinerario                                                 | Mapa |
| ----------------------------------------------------- | ------------- | ------------------------- | ---------------------------------------------------------- | ---- |
| Autovía (Red Básica)                                  | A-316         | Autovía del Olivar        | Úbeda/A-32-Baeza-Jaén/A-44-Martos-Cabra-Lucena-Estepa/A-92 |      |
| Red Complementaria                                    | A-6052        | Carretera de Santiago     | Martos-Santiago de Calatrava-Porcuna                       |      |
| Red provincial                                        | JA-3308       | Carretera del Monte       | Martos-Monte Lope Álvarez                                  |      |
| Red provincial                                        | JA-3305       | Carretera de Fuensanta    | Martos-Fuensanta de Martos                                 |      |
| Red provincial                                        | JA-3306       | Carretera de La Carrasca  | Martos-La Carrasca                                         |      |
| Red provincial                                        | JA-3300       | Carretera de Los Villares | Martos-Los Villares                                        |      |
| Red provincial                                        | JA-3309       | Carretera de Jamilena     | Martos-Jamilena                                            |      |
| Fuente: Catálogo de la Red de carreteras de Andalucía |               |                           |                                                            |      |

Martos está integrado en el consorcio de transportes del área de Jaén. Entidad creada en 2007 con objeto de articular la cooperación económica, técnica y administrativa de todos los medios de transporte públicos de los municipios consorciados del ámbito metropolitano de Jaén, permitiendo por tanto aplicar un considerable ahorro económico en la utilización de los medios de transporte públicos, posibilitando la realización de transbordos. La tarjeta también puede ser utilizada en los otros consorcios de transporte metropolitano de Andalucía.
Autobuses y taxis

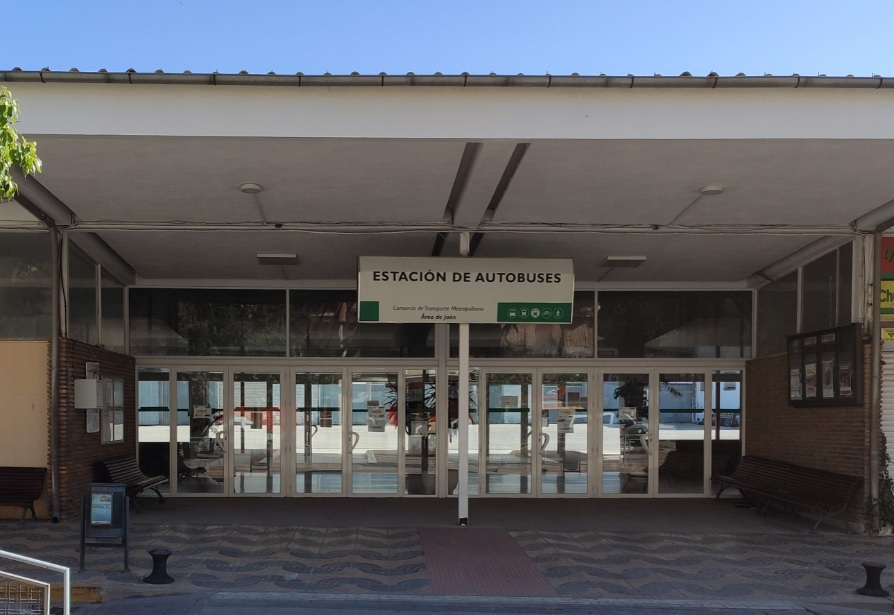
Estación municipal de autobuses de Martos

El servicio de autobuses urbanos en la localidad está gestionado por el Ayuntamiento de Martos y es explotado a través de la empresa concesionaria del servicio Autocares Calvo S.L. bajo la marca comercial Tuccibus, el cual está formado por tres líneas que a su vez se subdividen en varias rutas que dan servicio al casco histórico, los barrios periféricos, el polígono industrial, así como otros puntos de interés de la ciudad y las pedanías. Dicho servicio se encuentra bajo la influencia del Consorcio de Transporte Metropolitano del área de Jaén, por lo que los usuarios pueden acceder con la tarjeta monedero del Consorcio tanto a los autobuses urbanos de la ciudad como a los autobuses de los servicios metropolitanos del consorcio, así como su uso en el Transporte urbano de la ciudad de Jaén, aplicando un considerable descuento.. Los autobuses urbanos de Martos utilizan como imagen corporativa los colores de la bandera y el escudo municipal.
Martos dispone de una estación de autobuses que funciona como intercambiador de transportes, permitiendo por tanto la intermodalidad entre diferentes medios de transporte como autobuses interurbanos, autobuses urbanos y taxis. Desde la estación de autobuses parten líneas interurbanas con otras localidades cercanas, a través del consorcio de transportes del área de Jaén. Existe una línea metropolitana Martos-Jaén que conecta ambas localidades con otras de paso como Torredonjimeno y Torredelcampo, cuya frecuencia de viajes es de una hora los días laborables. Por otra parte existen otras líneas que conectan Martos con las localidades de Las Casillas, La Carrasca, y Fuensanta de Martos. Las líneas interurbanas que operan en la estación de autobuses de Martos son las siguientes:
| Líneas adscritas al Consorcio de transportes | Líneas adscritas al Consorcio de transportes | Líneas adscritas al Consorcio de transportes | Líneas no adscritas al Consorcio de transportes   | Líneas no adscritas al Consorcio de transportes |
| Línea                                        | Trayecto                                     | Operador                                     | Trayecto                                          | Operador                                        |
| -------------------------------------------- | -------------------------------------------- | -------------------------------------------- | ------------------------------------------------- | ----------------------------------------------- |
| M02-01                                       | Jaén-Martos                                  | Cambus Group                                 | Martos-Santiago de Calatrava-Higuera de Calatrava | Cambus Group                                    |
| M02-04                                       | Jaén-Alcaudete                               | Cambus Group                                 | Alcalá la Real-Alcaudete-Martos-Jaén              | Autocares Contreras                             |
| M02-06                                       | Jaén-Martos (directo)                        | Cambus Group                                 | Martos-Málaga                                     | ALSA                                            |
| M02-19                                       | Fuensanta de Martos-Jaén                     | Cambus Group                                 | Martos-Linares-Úbeda                              | ALSA                                            |
| M02-26                                       | Jaén-Jamilena-Martos                         | Cambus Group                                 |                                                   |                                                 |

Martos cuenta con trece licencias de taxi, cuyo servicio tiene parada en la avenida Moris Marrodán, junto a la estación de autobuses. Los taxis en Martos son de color blanco con una banda oblicua de color rojo a ambos lados, junto con el escudo de la ciudad.
Ferrocarril

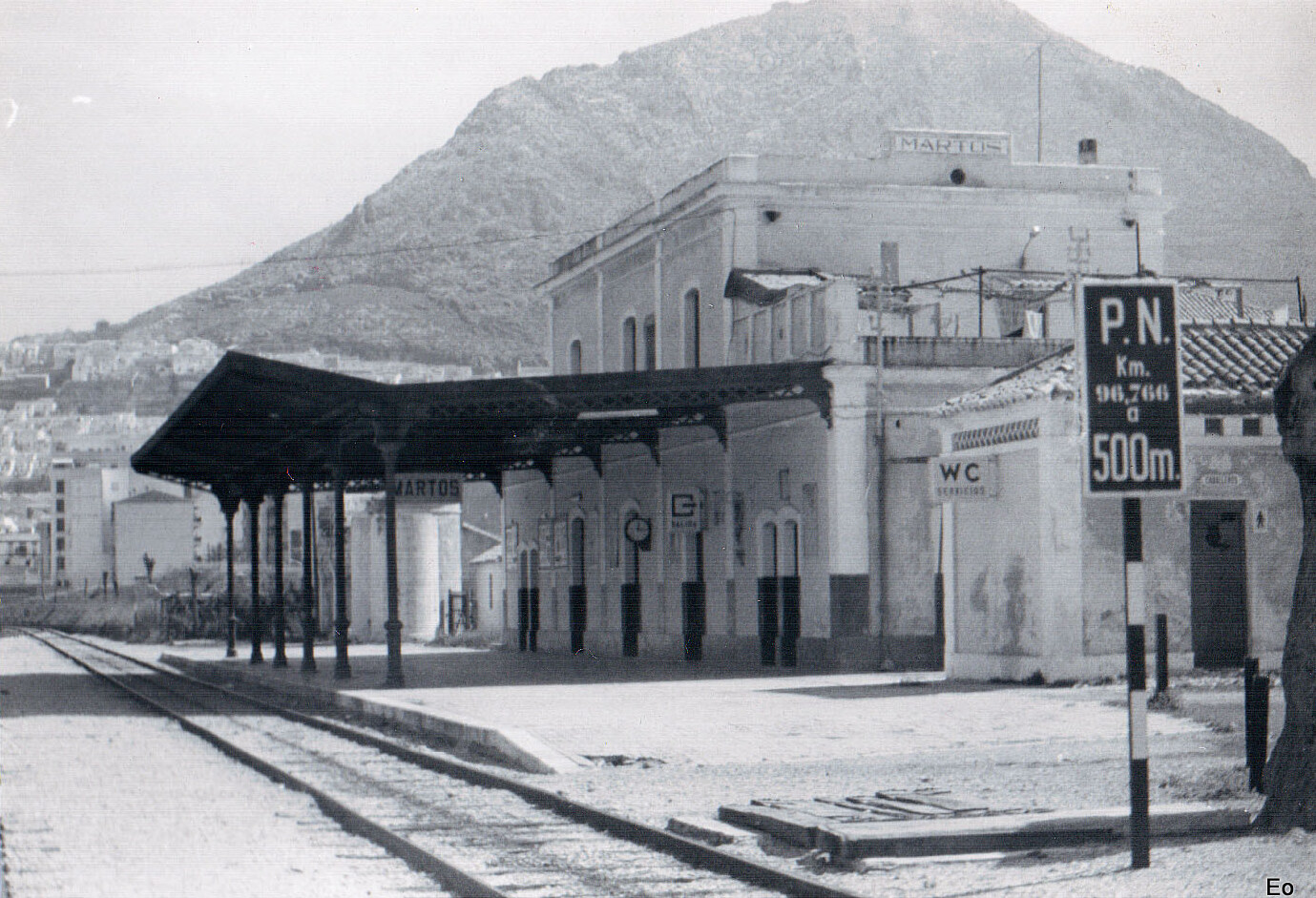
Antigua estación de ferrocarril de Martos, en los años 1970

Actualmente la ciudad no cuenta con ningún servicio de ferrocarril, sin embargo hasta los años 1980 la ciudad contó con estación propia con el llamado tren del Aceite, que unía Jaén con Campo Real (Puente Genil), que permitió gracias al ramal Jaén-Espeluy, unir dos puntos del ferrocarril Córdoba-Málaga. Debido al abandono y falta de mantenimiento, la línea fue decayendo hasta ser completamente desmantelada el día 31 de diciembre de 1984. La estación de ferrocarril (Adif-Renfe) más cercana es la estación de Jaén, situada a 25 km de Martos, conecta la capital provincial con otras capitales como Madrid, Córdoba, Sevilla y Cádiz. La estación de Jaén verá incrementada su importancia con la puesta en marcha de la futura Línea de alta velocidad Madrid-Jaén.

## Patrimonio

### Arquitectura civil
- Antigua Cárcel y Cabildo. Edificio construido en el siglo XVI por el arquitecto Francisco del Castillo. Es considerado como joya del manierismo andaluz, constituyendo una de las obras más emblemáticas e identificativas de la ciudad de Martos, y fue destinado al uso como cárcel y cabildo de la villa en el año 1557. Actualmente el edificio tiene uso público ya que es sede del Ayuntamiento de Martos.[109]

- Pilar de la Fuente Nueva. Fuente ornamental construida por el mismo arquitecto y escultor Francisco del Castillo. El inmueble es representativo de la floreciente época histórica marteña, de finales del siglo XVI, perteneciendo al estilo renacentista manierista. Originalmente estaba situada sobre un muro de la plaza San Francisco o de la Fuente Nueva, actualmente se encuentra en el cruce de la avenida Miraflores con la avenida Pierre Cibié.[109]
- Castillo de la Peña. Fortificación construida por la orden de Calatrava en el siglo XIV, aunque existen datos que constatan que en el lugar hubo fortificaciones anteriores que pertenecían a otras épocas. Está situada en la cima del peñón que le da nombre, a unos 1000 m sobre el nivel del mar, y a unos 250 m sobre la ciudad, y desgraciadamente tan solo se conservan algunas ruinas, manteniéndose su torre principal en un estado considerable.[110]

- Castillo de la Villa. Fortaleza urbana construida por la orden de Calatrava, que junto con el castillo de la Peña compone una de las defensas más importantes que poseía la orden de Calatrava frente al reino de Granada. Se asienta sobre un cerro rocoso en el que en época íbero-romana se encontraba la acrópolis de la ciudad de Tucci, convertido en época islámica en un Hisn (castillo fortificado).[111]

- Muralla urbana. Por otra parte cabe destacar el recinto amurallado que rodeaba la villa, del que aun se conservan algunos fragmentos. Algunos de estos fragmentos tales como la torre almedina, torre del homenaje, torre albarrana, o el imponente castillo de la Villa se conservan en buen estado, tras recientes reconstrucciones.[112]

- Castillo de la Encomienda de Víboras. Construcción del siglo IX localizada junto al río del mismo nombre y muy próximo a la actual presa hidráulica en la pedanía de Las Casillas. En el castillo, que aprovecha como murallas naturales las formaciones rocosas sobre las que se asienta, se pueden distinguir dos recintos; el recinto mayor y el recinto menor, donde se encuentra la torre del homenaje.[113]

- Círculo Nueva Amistad. Edificio construido en la década de 1920, de estilo ecléctico-barroco que sigue los patrones historicista, modernista y eclécticos de la época, propiciada por la burguesía local, al calor de la explosión olivarera.[114]

- Puente romano. Puente sobre el arroyo Salado construido en las inmediaciones de Martos, se trata de una importante obra de ingeniería realizada durante la época romana.[115]

El conjunto histórico de Martos fue declarado Bien de Interés Cultural, según Resolución de 28 de julio de 2003 de la dirección general de bienes culturales, como muestra de sus importantes valores históricos, arquitectónicos, urbanos, paisajísticos, estéticos y sociales.

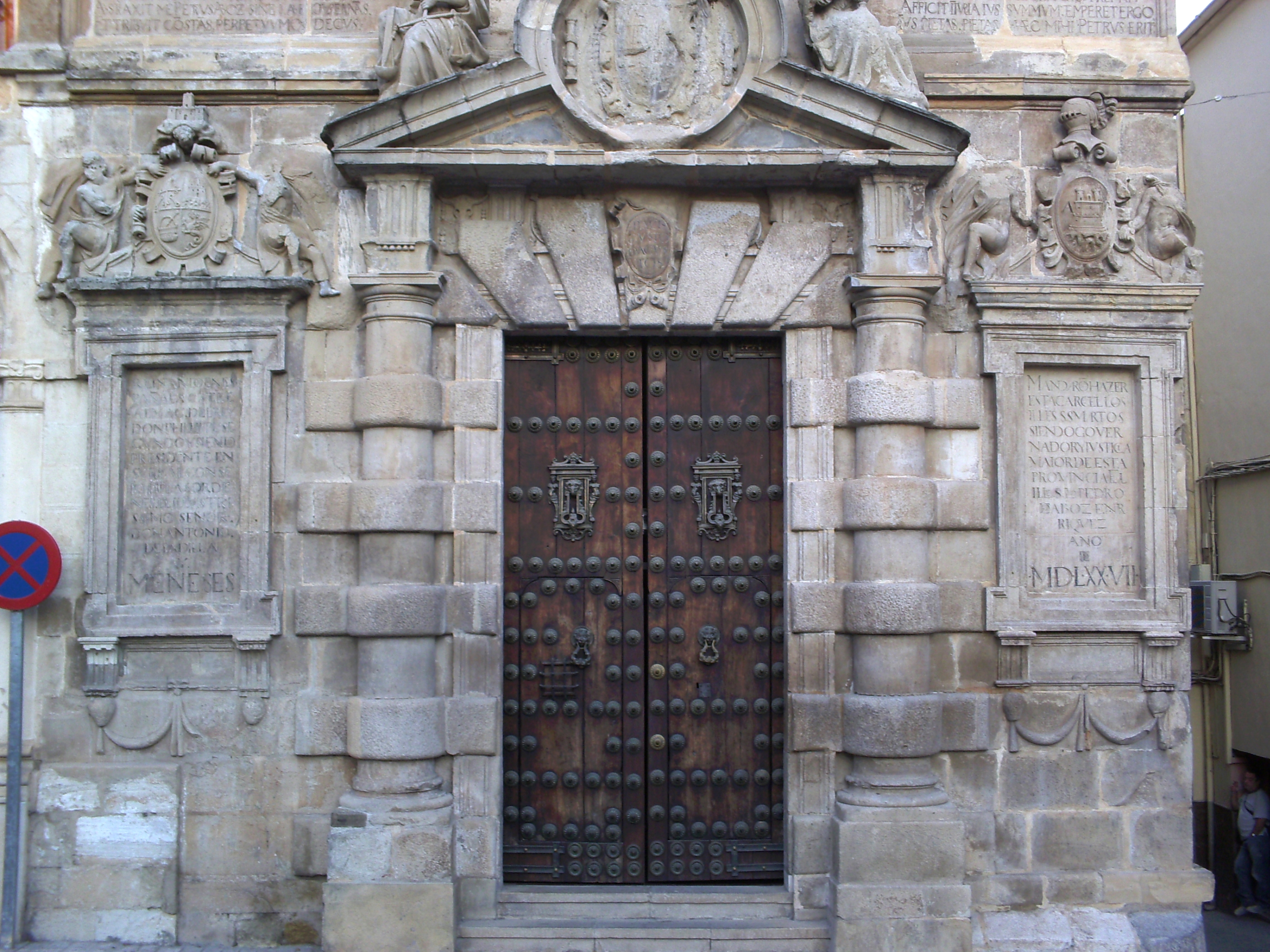
Antigua cárcel y cabildo
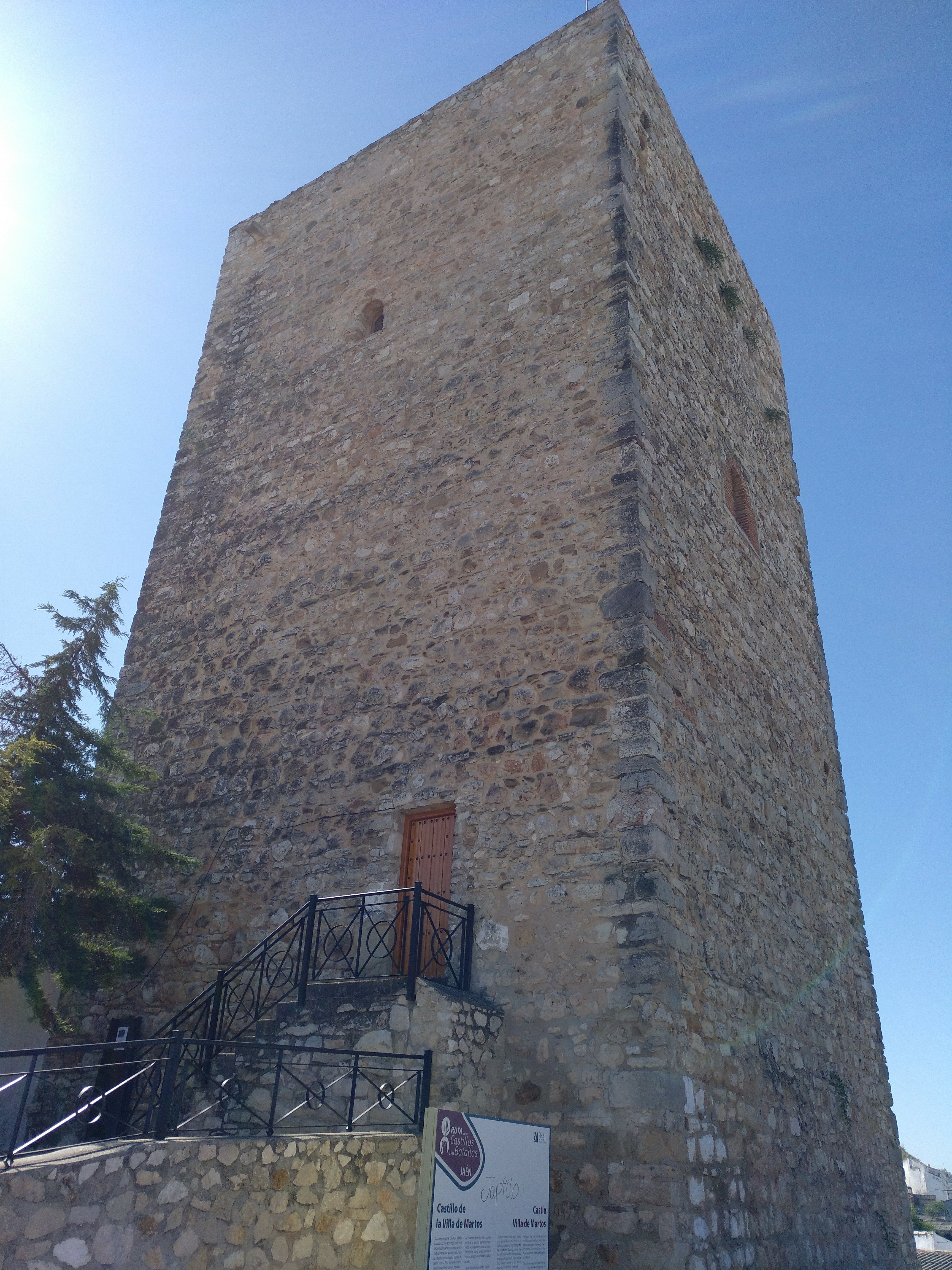
Torre del Homenaje del castillo de la Villa
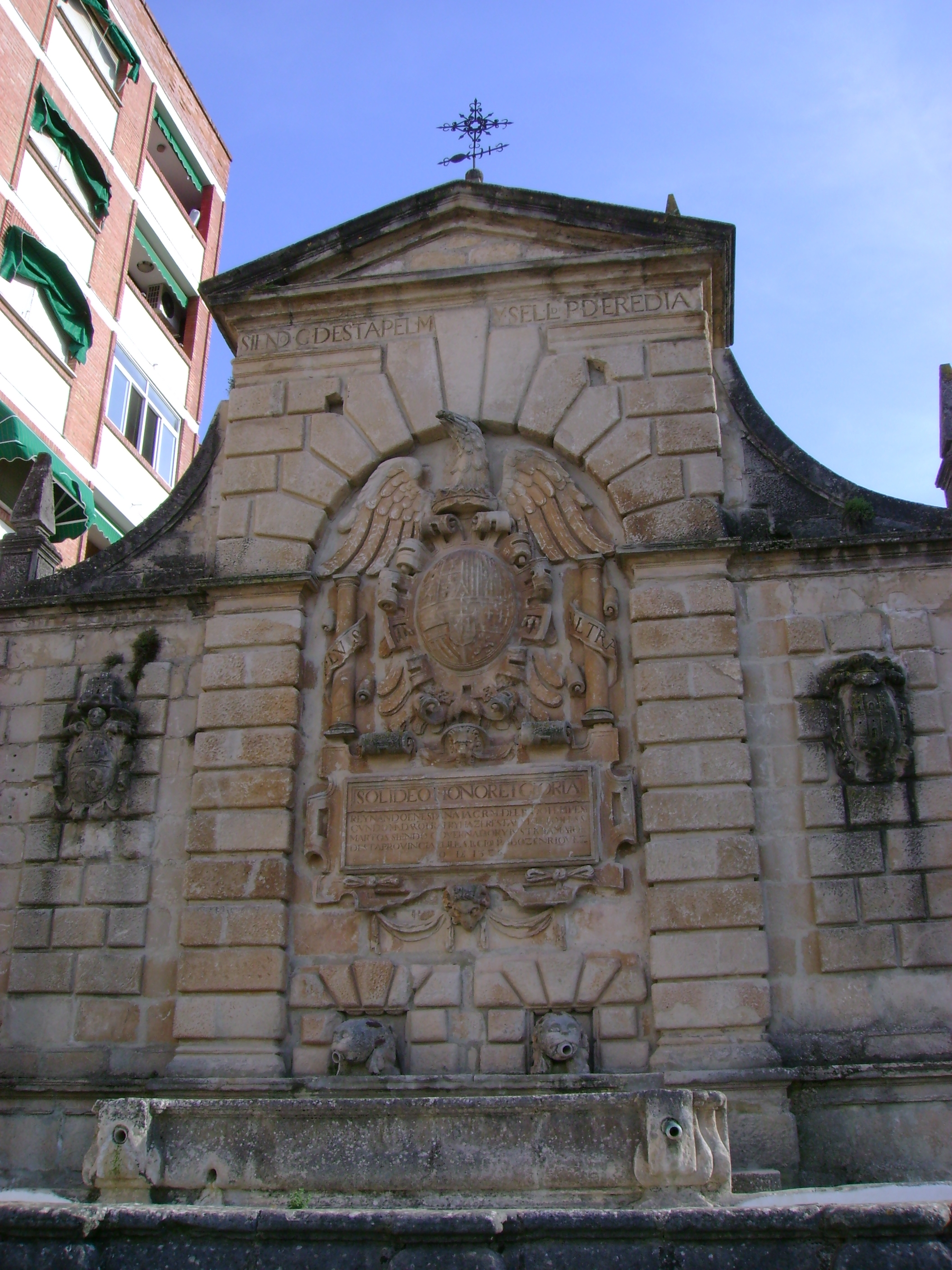
El Pilar de la Fuente Nueva
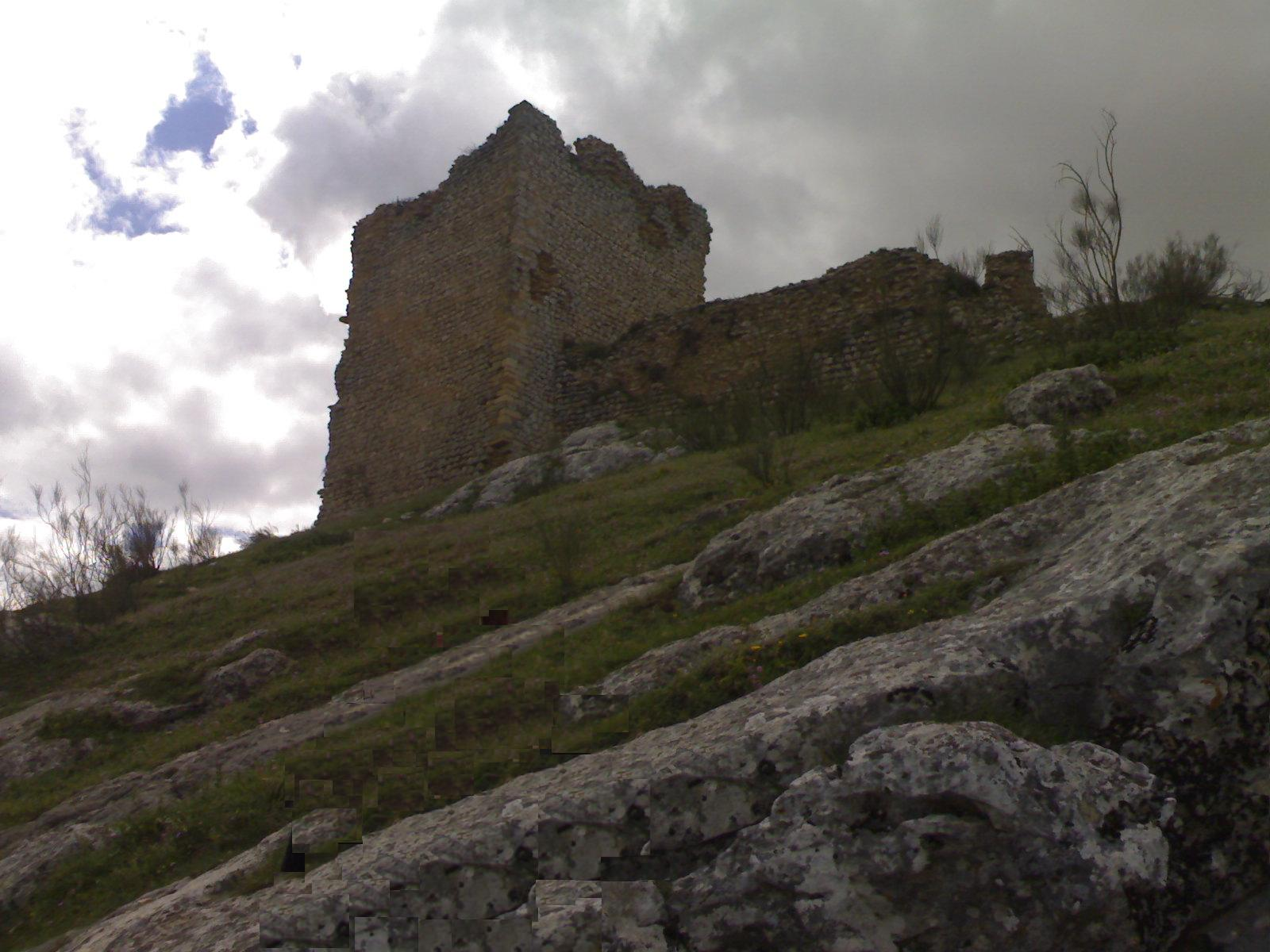
Castillo de la Peña
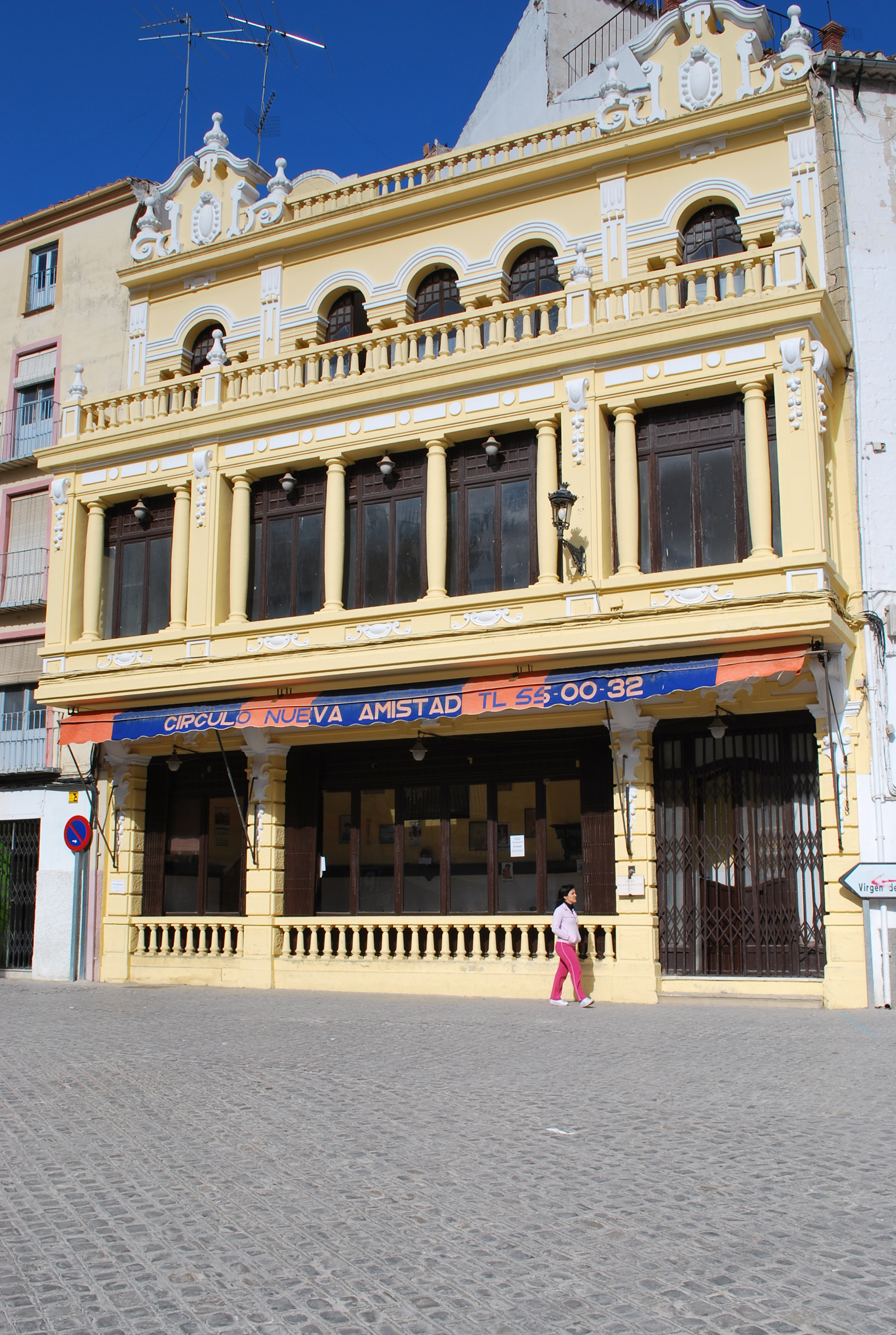
Círculo Nueva Amistad

### Arquitectura religiosa
- Santuario y Torre-Campanario de Santa María de la Villa. Templo en el que se venera la imagen de Santa María de la Villa, la Labradora. La primera construcción de este edificio data los años inmediatamente posteriores a la conquista cristiana. En el siglo XVI fue totalmente remodelado por el arquitecto Francisco del Castillo, que fue enterrado en la misma. En la guerra civil el templo fue parcialmente destruido y quemado por el bando republicano y en la década de 1940 fue demolido y reconstruido sobre el mismo solar, en estilo neobarroco. En la cripta reposan los restos de los mártires de la guerra civil.[116]

- Real Iglesia Parroquial de Santa Marta. Construcción levantada en el corazón de la vieja villa, sobre las ruinas de una mezquita árabe. En 1225 los árabes entregan la villa a Fernando III de Castilla. La iglesia está consagrada a la patrona de la ciudad, santa Marta de Betania, en ella se encuentran sepultados, según la tradición, los restos de los hermanos Carvajal, caballeros de la orden de Calatrava, que fueron ejecutados en Martos en 1312 por orden de Fernando IV el Emplazado, rey de Castilla y León.[117] Junto a ella se levanta la capilla de Nuestro Padre Jesús Nazareno, construida durante el siglo XVII, decorada con frescos barrocos atribuidos a Antonio García Reinoso.

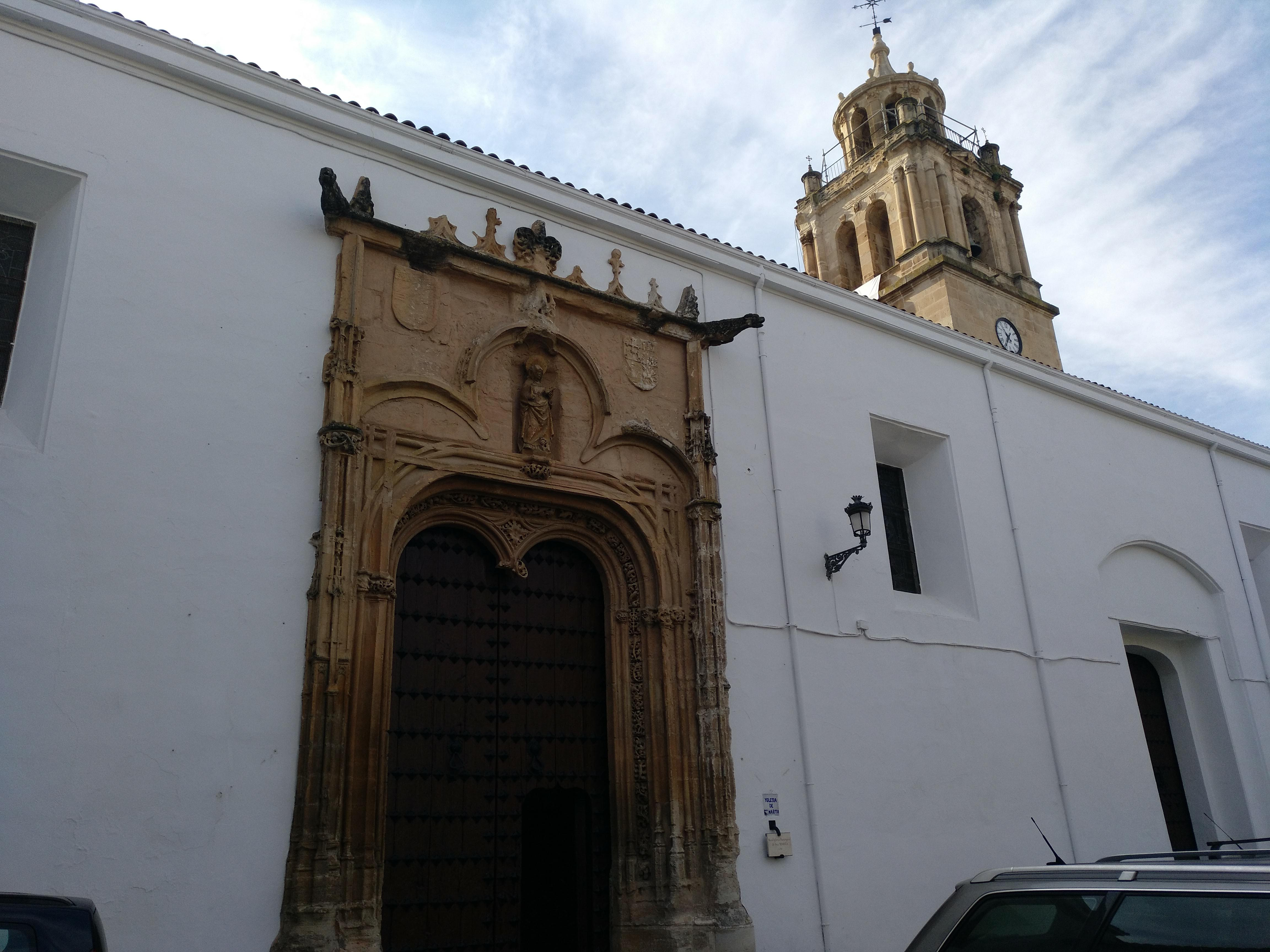
Real Iglesia parroquial de Santa Marta

- Iglesia parroquial de San Amador y Santa Ana. Iglesia levantada en honor del patrón de la ciudad, san Amador de Tucci.[118]

- Monasterio de la Santísima Trinidad. Templo con portada principal renacentista compuesta en orden toscano, fundado en 1595. Se trata de un convento de monjas de clausura de la orden trinitaria.[118]
- Antiguo Hospital e iglesia de San Juan de Dios. Edificio erigido por la orden hospitalaria de San Juan de Dios como centro de asistencia pública en el siglo XVII cuya fachada está en consonancia con la arquitectura señorial de la zona de la plaza. Destaca su patio interior, sus arcos, y el interior de la iglesia. Actualmente es edificio público al ser sede de la oficina municipal del SAE.[119]

- Portada de la iglesia parroquial de San Francisco de Asís. Se trata del antiguo convento de San Francisco ubicado en la plaza de la Fuente Nueva donde se desarrolla la orden religiosa de este nombre, que llega a Martos en el siglo XVI, de cuya antigua iglesia solo se conserva la bella portada de estilo barroco de influencia colonial.[116]
- Ermita de San Bartolomé. Es una de las primeras obras levantadas en Martos tras la reconquista cristiana, entre finales del siglo XII y principios del siglo XIII, alberga la venerada imagen de María Santísima de la Victoria, reina y señora de la Peña de Martos.[120]

- Ermita de San Miguel. Templo dedicado a la advocación del Arcángel San Miguel y está situado en la plaza del Llanete, en el casco antiguo, y se desconoce su fecha de construcción, aunque hay indicios de que pudo ser construido en el siglo XIV. Se trata de un edificio con un estilo arquitectónico sencillo, sin grandes adornos y ha sufrido numerosas restauraciones.[121]

- Ermita de Santa Lucía. Templo levantado en honor a Lucía de Siracusa, mártir y santa de la Iglesia católica, dicho edificio se ubica en el barrio de San Amador.[122]

### Arquitectura historicista
A partir del siglo XIX se produce una transformación urbana auspiciada por los cambios sociales como la afluencia de inversores vascos y catalanes, debido a la revalorización del olivar y a los espacios urbanos surgidos tras la aplicación del proceso desamortizador. Así pues surge una nueva arquitectura palaciega de estilo modernista, regionalista, o historicista, que revela el auge de estas nuevas capas sociales. El fachadismo; la ostentación ornamental; el cuidado de elementos como el mirador, el jardín, el reloj, o la incorporación de nuevos materiales como la cerámica, el hierro, el cristal, o la madera, son las características principales de esta nueva corriente arquitectónica. En este sentido se pueden nombrar edificios como el antiguo Instituto de artes y oficios, ubicado en la calle Dolores Torres, el Círculo Nueva Amistad, así como numerosas mansiones ubicadas en la zona de la vega como el Hotelito. Fuera del casco urbano es destacable la presencia de cortijos, caseríos y haciendas de estilo señorial, en un paisaje agrario predominantemente olivarero como el cortijo de Cazalla, hacienda Vado Jaén o el cortijo el Madroño.

### Patrimonio natural

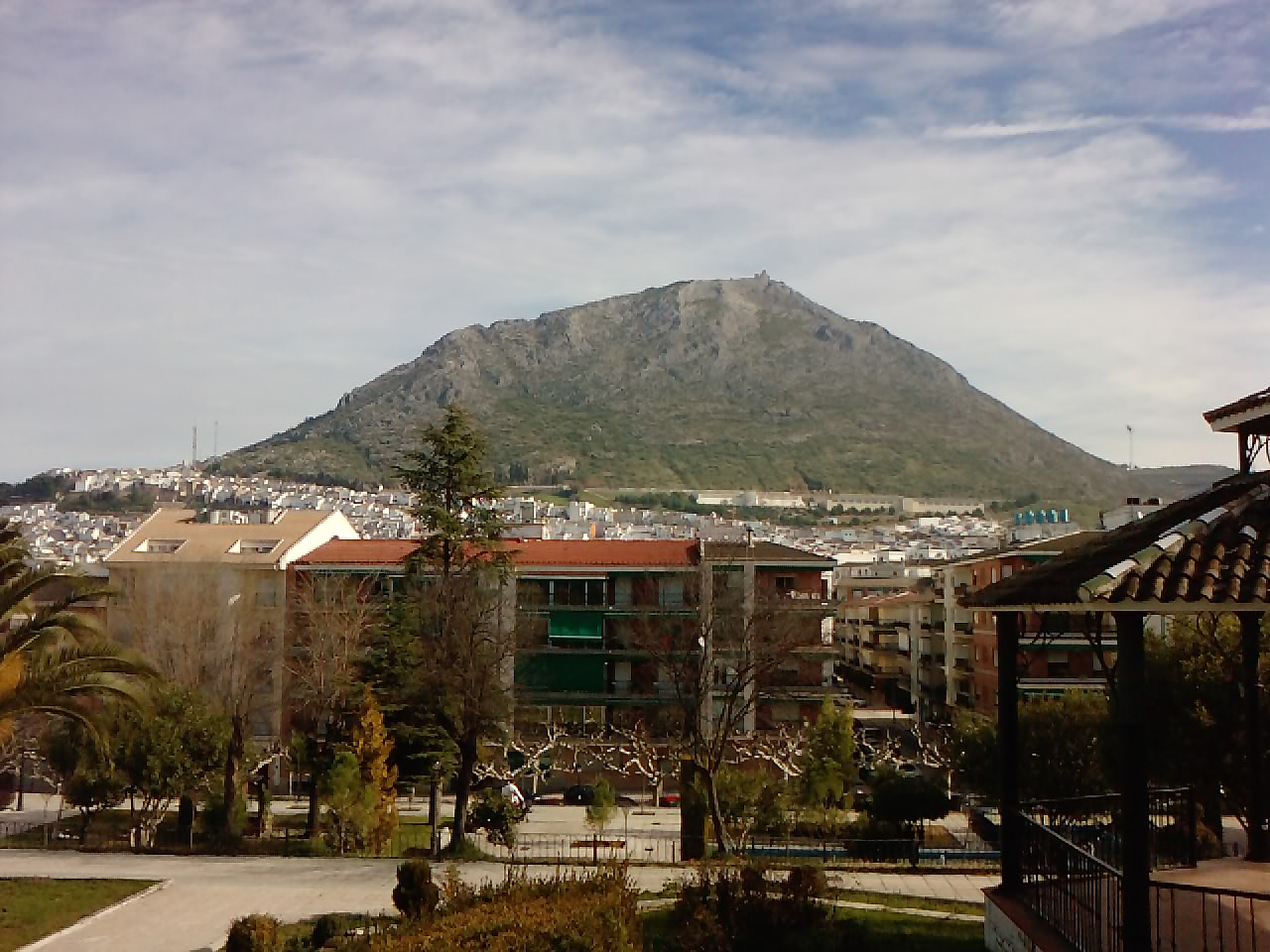
Peña de Martos vista desde el parque Manuel Carrasco

- La Peña. En la mitología ibérica, era llamada la «tercera columna de Hércules». Se trata de un cerro testigo del prebético formado básicamente por roca caliza que alcanza los 1003 m de altitud, en la cima de la Peña, a la que se accede mediante una vereda, existen los restos de un castillo medieval, el castillo de la Peña. La cuenca visual desde este enclave es impresionante, destacando las panorámicas del núcleo urbano y los olivares que lo circundan. Está situado junto al núcleo urbano.

Aparece en algunos escritos, tales como La Lozana Andaluza, en el cual se dice de la peña de Martos:

Porque allí puso Hércules la tercera piedra o colonna que, al presente, es puesta en el templo; hallóse el año MDIV: y la Peña de Martos nunca la pudo tomar Alejandro Magno ni su gente, porque es inexpugnable a quien la quisiese por fuerza, ha sido honra y defensión de toda Castilla. Al pie de la cual se han hallado ataúdes de plomo y marmóreos escritos de letras gódicas y egipciacas
Francisco Delicado

La Peña de Martos, cuenta también con una leyenda sobre una mitológica cueva de Hércules, y sus maravillosos tesoros.
- Laguna del Hituelo-Madroño. Se trata de un interesante humedal donde anidan patos, fochas y otras ánades. Está situado al noroeste del núcleo urbano, junto al cortijo del mismo nombre (cortijo El Madroño).[124]

- Laguna Las Aceras. Se trata de una extensa laguna natural que, en años lluviosos, puede albergar especies tan interesantes como los flamencos. Está situado al oeste del casco urbano, junto a la cortijada de La Acera.[125]

- Sierra La Grana. Este macizo, que alcanza una altitud de 1254 m, presenta en su cima magníficos miradores naturales desde los que podemos contemplar impresionantes vistas de la sierra y de la campiña olivarera de Martos. Está situado al noroeste de la localidad, muy cerca de la misma.[126]

#### Parques, zonas verdes y recreativas

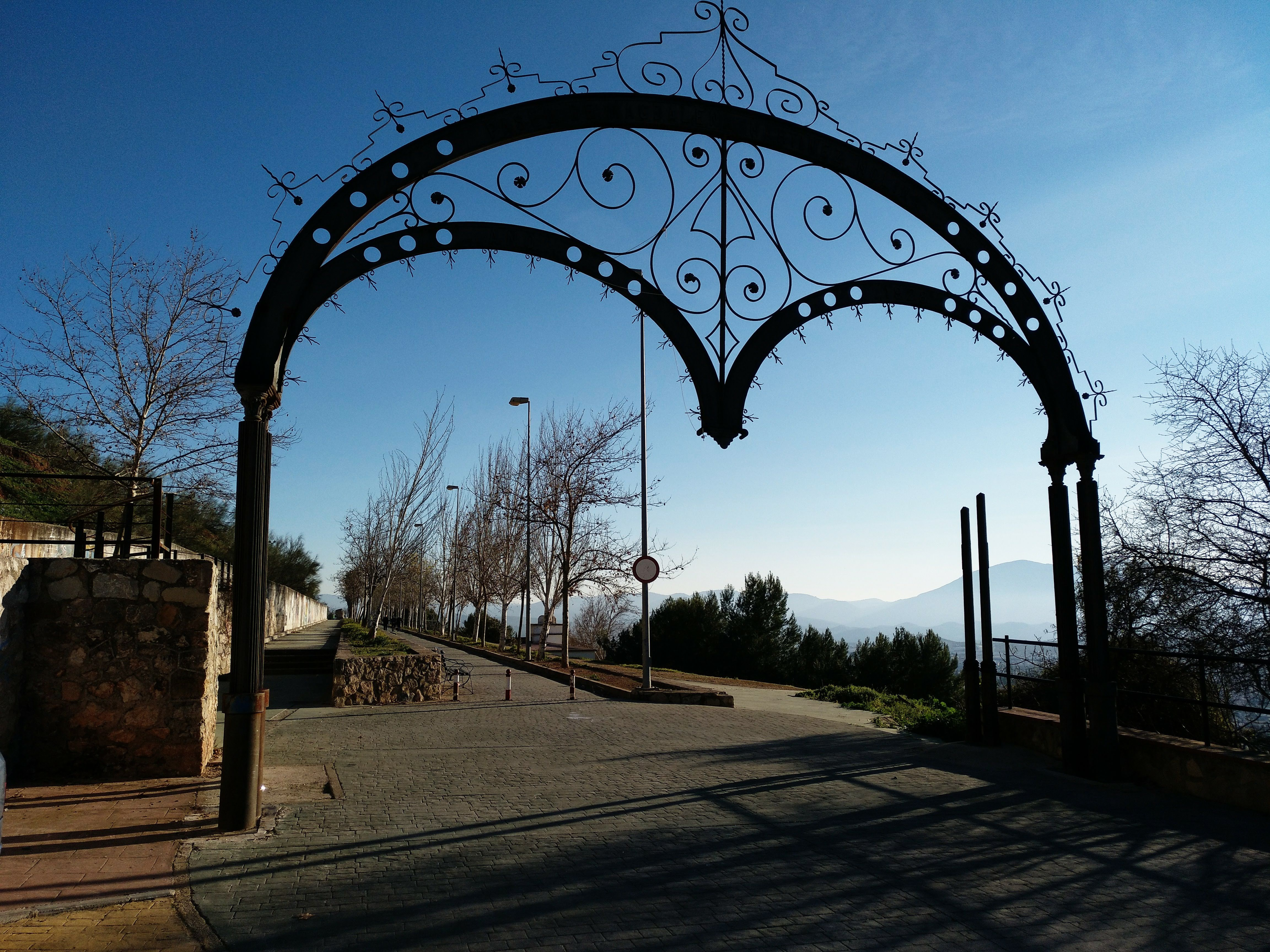
Paseo del Calvario

- Parque Manuel Carrasco. Se trata del parque urbano más grande de la ciudad, con una extensión aproximada de 65 000 m², cuenta con un parque infantil y numerosos equipamientos culturales y de ocio. A finales de febrero del 2011 fue remodelado el parque infantil, el cual es cerrado con horario restringido de mañana y tarde. La entrada al parque está custodiada por el monumento a los Aceituneros.[127]

- Parque Periurbano del antiguo vertedero. Situado a 3 km del núcleo urbano junto a la carretera de Los Villares con una superficie de 31 586 m². Está dotado de mobiliario de uso público, senderos y aparcamientos.[128]

- Parque Periurbano del pantano del Víboras. Situado en la pedanía de Las Casillas junto al embalse del Víboras dotado de mobiliario y ajardinamiento, presentando un importante valor como mirador natural ya que ofrece maravillosas vistas de la campiña, así como un merendero donde pasar un día en plena naturaleza. Dicho pantano recoge el agua del río Víboras y cuenta con una gran selección de peces exóticos muy variados como la carpa, la trucha (procedente del río Víboras), el barbo y la lubina negra. Muy cerca del pantano se encuentra el castillo de la Encomienda de Víboras.[129]

- Área recreativa de la ermita de la Virgen de la Victoria. Lugar de celebración de la romería de la Virgen de la Victoria. Situada al este de la Peña de Martos y presenta dotaciones como mobiliario urbano, ajardinamiento, además de una gran área de aparcamiento para albergar los vehículos de los asistentes al recinto de la ermita.[130]

- Paseo del Calvario. Se trata de un bulevar-mirador de unos 450 m de longitud situado a las faldas de la Peña y lugar de reunión de numerosos jóvenes. Es un mirador que ofrece unas fantásticas vistas de la ciudad.[131]

### Rutas turísticas

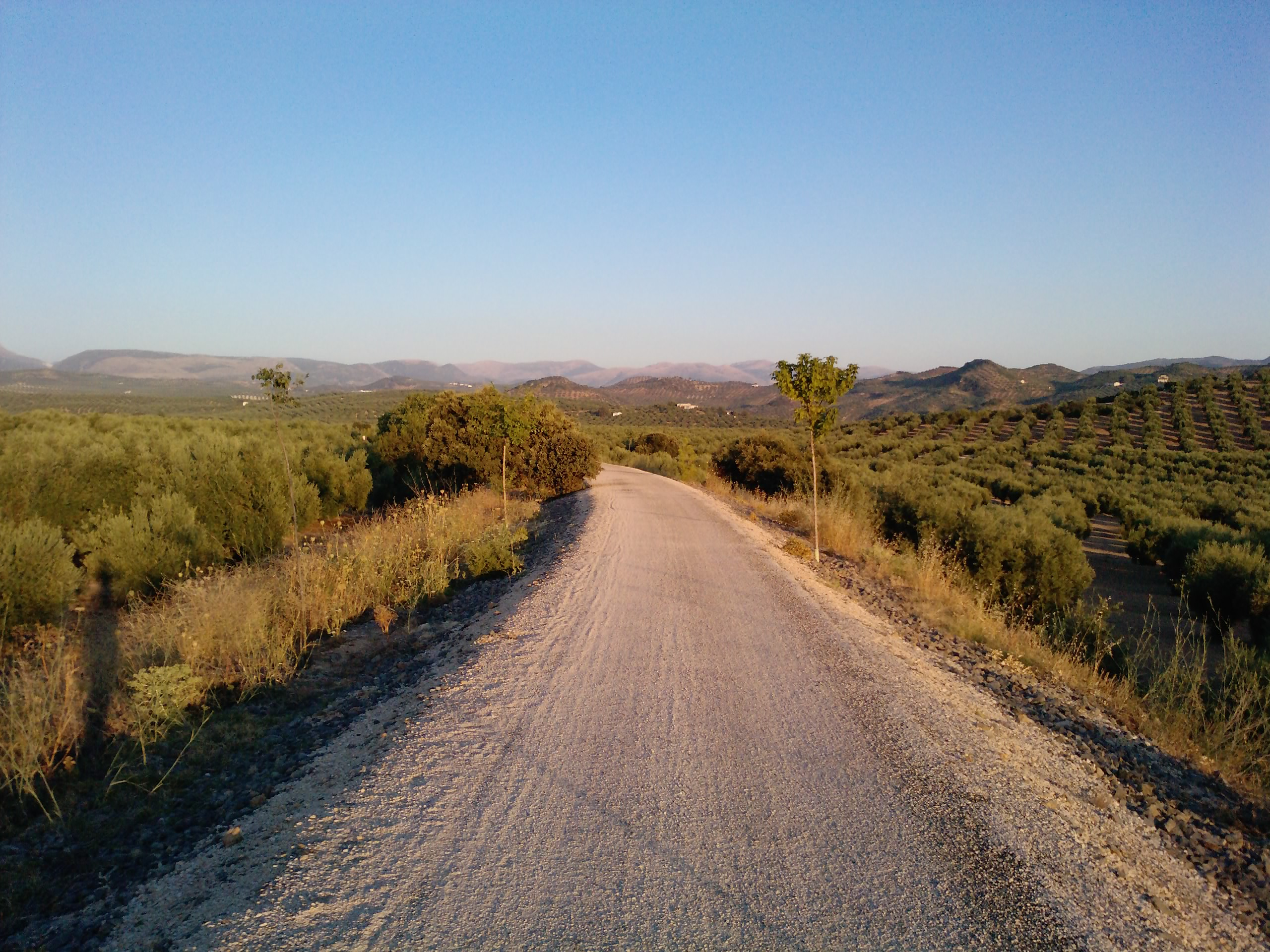
Vía verde del Aceite a su paso por el término municipal de Martos

- Ruta de los Castillos y las Batallas. Es un recorrido histórico-turístico proyecto de la diputación provincial en colaboración con la Consejería de Turismo, Comercio y Deporte de la Junta de Andalucía y la federación empresarial de gremios de turismo y hostelería de la provincia de Jaén. Discurre fundamentalmente por la provincia de Jaén aunque también incluye algunos puntos de las provincias de Ciudad Real y Granada.
- Ruta Mozárabe. Ruta perteneciente al camino mozárabe de peregrinos para ir a Santiago de Compostela. Enlaza con la ciudad de Baena y de esta a la ciudad de Mérida, donde se une a la Vía de la Plata.[132]

- Ruta de los Nazaríes. Ruta perteneciente a «El legado andalusí» que une Navas de Tolosa con Granada. La ruta recorre la mayor parte de las tierras fronterizas entre ambas provincias, Jaén y Granada, que formaban las líneas defensivas musulmana y cristiana durante los siglos XIII y XV.
- Ruta de los Olivos centenarios. El olivar marteño es de cultivo tradicional, por lo que un gran porcentaje de olivos existentes en todo el término municipal tiene una edad superior a los 200 años. Por otra parte numerosos olivos situados en el llano de Motril, a 1 km al oeste del núcleo urbano, tienen más de 500 años.[133]

- Ruta del Renacimiento. Recorrido proyectado gracias a la declaración de Úbeda y Baeza como patrimonio de la humanidad, que pretende reflejar la importancia de la arquitectura del Renacimiento en la provincia de Jaén. La inclusión de Martos en esta ruta se debe al Santuario de Santa María de la Villa, cuya arquitectura sigue un patrón renacentista.[134]

- Tierras de Romance y Leyendas. Ruta que nace como iniciativa de Turismo sostenible de la comarca de la Sierra Sur. Tiene como objetivo dar a conocer las fortalezas y castillos de la Sierra Sur, así como las historias y leyendas más arraigadas a estos.[135]

- Vía Verde del Aceite. Por Martos discurre parte de la famosa Vía Verde del Aceite que también recorre las localidades de Jaén, Torredelcampo, Torredonjimeno, y Alcaudete, hasta adentrarse en la provincia de Córdoba. El caminante podrá admirar desde esta ruta para ciclistas o a pie, algunas de las imágenes más bellas de la comarca, así como contemplar imponentes puentes de hierro trazados sobre ríos y arroyos, todo ello discurriendo por la antigua línea ferroviaria Jaén-Campo Real.

### Bienes de interés cultural
Entre los monumentos, restos arqueológicos, bienes inmuebles, y demás elementos culturales con los que cuenta la ciudad, los siguientes están declarados como Bien de Interés Cultural:
| - Ayuntamiento, antigua cárcel y cabildo (desde 1931) - Castillo de la Peña (desde 1985) - Castillo de la Villa (desde 1985) - Castillo de la Encomienda de Víboras (desde 1985) - Centro histórico de Martos (desde 2005) |  | - Pilar de la Fuente Nueva (desde 1985) - Real Iglesia de Santa Marta (desde 1981) - Muralla urbana (desde 1985) - Torre del Castillejo de Belda (desde 1985) - Zona arqueológica de Martos (polideportivo) (desde 2003) |

## Cultura

### Infraestructuras culturales

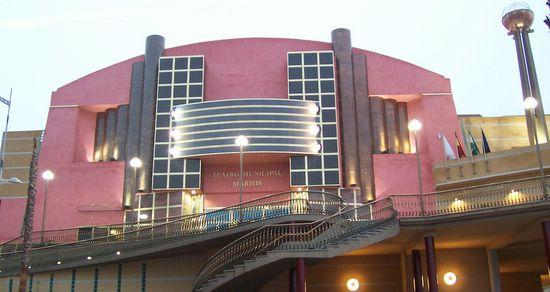
Teatro Maestro Álvarez Alonso

Martos cuenta con varios equipamientos culturales, entre los que destacan, dos bibliotecas públicas municipales: Una central y otra biblioteca multicultural ubicada en el casco histórico. La biblioteca central tiene su sede en el restaurado El Hotelito, que además es sede de la casa municipal de cultura Francisco Delicado, del archivo municipal]] y del área de cultura del Ayuntamiento de Martos. Igualmente estas instalaciones disponen de varios servicios como un centro de información juvenil (CIJ), una sala de exposiciones o una sala de usos múltiples entre otros.
Por otra parte, en Martos hay tres museos, como son el museo de arqueología, el museo de ciencia y el museo de ciencias naturales, ubicados en el colegio San Antonio de Padua. En este sentido se dispone del centro de interpretación cultural e histórico de Martos dentro del programa de la Ruta de los Castillos y de las Batallas y que se ubica en el interior de la torre del homenaje del castillo de la Villa; compuesto de una primera planta dedicada a las distintas civilizaciones y pueblos que han poblado Martos; una segunda planta dedicada a la época medieval, y a la importancia de la orden de Calatrava en la ciudad; y en la planta superior se puede disfrutar de una magnífica panorámica de Martos y su comarca, este centro de interpretación se encuentra abierto de manera temporal. Martos también cuenta con un auditorio municipal, en el cual se desarrollan numerosos actos y conciertos entre otros, y el teatro municipal Maestro Álvarez Alonso, con un estilo moderno y vanguardista.

### Arte

#### Literatura
Martos es una ciudad rica en contenidos literarios escritos a lo largo de la historia, este hecho es constatable desde la época paleocristiana, con el texto poético escrito en el baptisterio procedente de la sede tuccitana:

Abierta está la entrada al sagrado recinto de Cristo; / corred a porfía, naciones y pueblos venid, / y recibid sedientos, como don de Dios, la vida.

Durante la Edad Media la ciudad aparece citada en numerosas ocasiones por autores como Alfonso X de Castilla, que ubica en ella alguna de sus cantigas, sin embargo, posteriormente tuvo lugar un suceso de especial interés por parte de la cultura literaria, se trata de la trágica muerte de los hermanos Carvajales. Este asunto comenzó a desarrollarse en el romancero tradicional y hubo numerosas versiones literarias contradictorias, de diferentes autores, en torno a lo esencial de la anécdota. Entre ellas cabe destacar La inocente sangre (1623), de Lope de Vega; La prudencia en la mujer (1634), de Tirso de Molina; y también Antonio Machado se hizo eco del suceso. Pero la aportación más notable de Martos a la literatura nacional queda reflejada en la novela de Francisco Delicado, Retrato de la Lozana Andaluza (Venecia, 1528).
Otros nombres de la literatura que hicieron honor a Martos fueron Gonzalo Argote de Molina, en su Nobleza del Andalucía (1588); Juan de Mena, en su Laberinto de Fortuna o las Trescientas, Andrea Navagero, el cual realizó un viaje a la provincia de Jaén en 1526 y en una de sus obras describe «El día diez (de diciembre) fuimos a Martos, a tres leguas y por el camino cruzamos un río llamado Víbora, que toma el nombre de un castillo vecino así llamado», o Alberto Álvarez de Cienfuegos Cobos, entre otros.

#### Cine y teatro
Desde antaño, tanto el cine como el teatro han tenido una gran tradición cultural entre la población marteña. En este sentido se puede destacar la existencia de los antiguos y notables cine San Miguel y cine Olimpia, fueron escenarios de la proyección de importantes películas del panorama cinematográfico de la época, y que suponía la principal fuente de ocio de los jóvenes. No sin ello mencionar la existencia del antiguo cine de verano, ubicado junto al cine San Miguel, en la plaza de la Fuente Nueva. Hoy en día estos edificios se encuentran en desuso.
Tras la construcción del nuevo teatro Maestro Álvarez Alonso en 2006, la ciudad ha experimentado un considerable crecimiento en materia cultural, con la realización de numerosas obras de teatro y eventos culturales. Entre las actividades culturales más notables llevadas a cabo en el nuevo espacio escénico se pueden nombrar: el estreno mundial de la película Cándida, producción dirigida por Guillermo Fesser, importantes obras de teatro conocidas a nivel nacional como Brujas o el Día que nació Isaac, entre otras, y el estreno a nivel nacional de la gira 2009 del musical FAMA DANCE. Por otra parte el auditorio municipal es utilizado actualmente como cine de verano, con la proyección de numerosos estrenos de películas.

#### Pintura

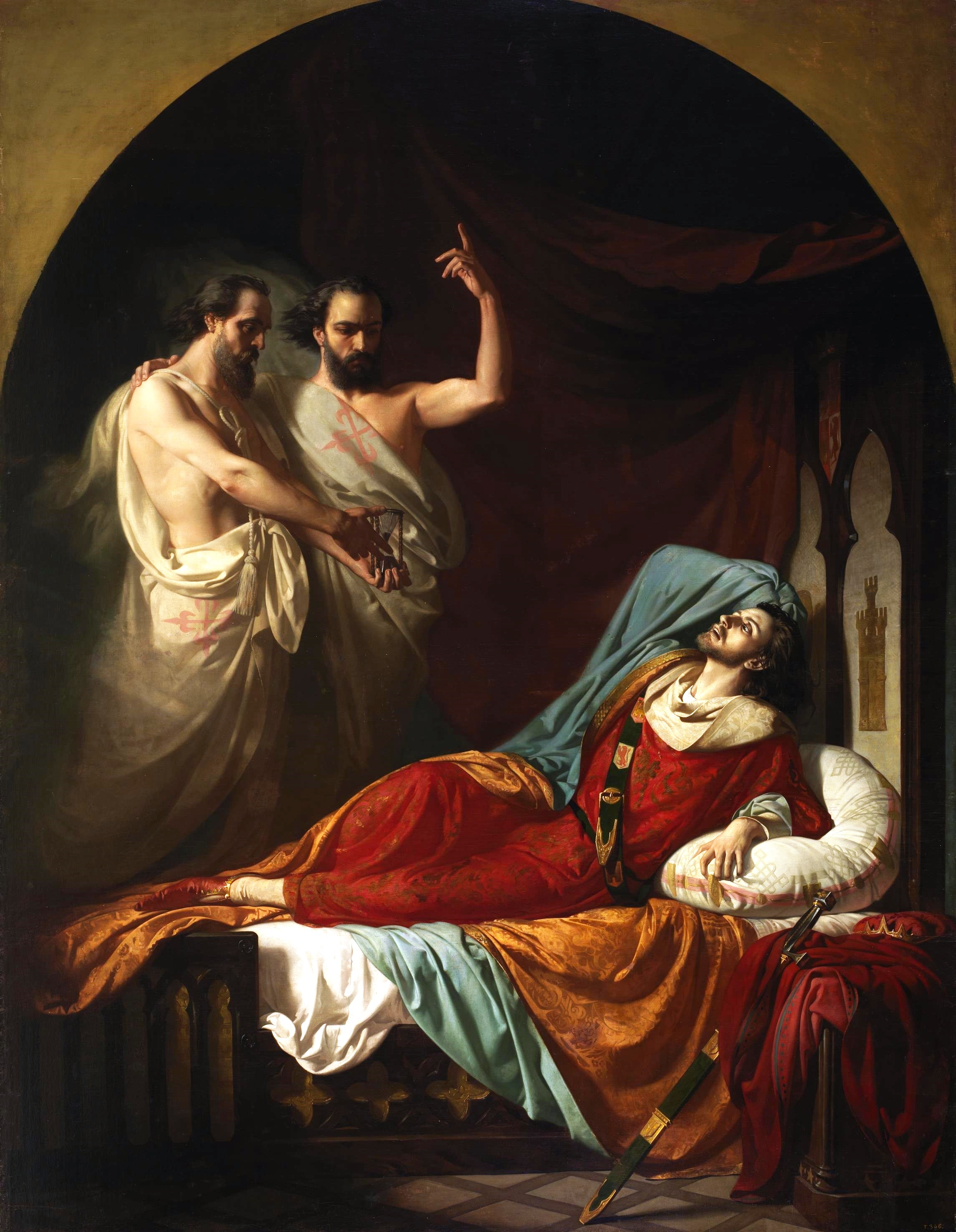
Últimos momentos de Fernando IV el Emplazado, de José Casado del Alisal

La pintura tiene un hueco importante en el patrimonio artístico de la ciudad, sobre todo en el arte religioso. Entre las obras más destacadas se tiene constancia de un cuadro de ánimas existente en la iglesia de San Amador y Santa Ana, que fue destrozado en 1936. Por otro lado las obras que intentan plasmar la ciudad en perspectiva de la pintura, o en torno a ella, adquieren importancia personalidades como Antonio García Reinoso, alumno del pintor jiennense, Sebastián Martínez Domedel. Este autor realizó importantes obras en las capillas de Martos, como las pinturas existentes en la bóveda mayor de la capilla de la iglesia de Santa Marta, en la cual se pueden contemplar cuatro pechinas en las que están representados los evangelistas; luego, en la cúpula que aparece sobre el altar mayor, y un conjunto de figuras agrupadas a manera de corte celestial. Las otras telas que hay en dicha iglesia, probablemente de finales del siglo XVII, proceden de un retablo que había en el antiguo hospital de San Juan de Dios, al igual que un mural con el bautismo de Cristo cuyo autor es el linarense Francisco Baños Martos. También en el Santuario de Santa María de la Villa existen algunos lienzos, entre los que aparece alguna copia realizada por el pintor marteño Juan Gallardo, así como las pinturas del escultor malagueño Francisco Palma Burgos.
Por otra parte hay que destacar la existencia de obras que hacen referencia a algún episodio de la historia de Martos, como el lienzo titulado Últimos momentos de Fernando IV el Emplazado, obra del pintor palentino José Casado del Alisal, expuesto en el Palacio del Senado de España, que hace referencia a los últimos momentos del rey Fernando IV de Castilla, el cual ordenó la ejecución de los hermanos Carvajales. Mención aparte merecen los artistas marteños precedentes de la pintura artística actual en Martos, como son Juan Gallardo Jiménez y Manuel Martos Pérez.

#### Escultura
Es destacable la existencia de numerosas obras esculpidas por diferentes autores y situadas en diferentes puntos de la ciudad, que hacen referencia a una temática determinada. Entre las obras más representativas se pueden encontrar:
- Monumento homenaje a los Aceituneros. Es un homenaje a las personas que trabajan en el olivar, representando a una pareja de aceituneros (hombre y mujer), acompañados de los instrumentos tradicionales de la recogida y extracción del aceite. Está situado en el parque Manuel Carrasco, y fue realizado por Constantino Unghetti, en 1984.[149]

- Monumento al III Año Mundial del Olivo. Es una bola del Mundo en la que se representa a los continentes unidos por un objetivo común: La producción de aceite. Dicha obra se encuentra en la glorieta situada entre las avenidas de Moris Marrodán y Europa, y fue realizada en 1991 por la escuela taller de Martos.[150]

- Monumento a los hermanos Carvajales. Rollo popularmente conocido como la «Cruz del Lloro». Se trata del lugar en el que, según la leyenda, los hermanos Carvajal fueron a parar tras ser arrojados por la Peña, por orden de Fernando IV de Castilla. Se encuentra en la glorieta situada entre las avenidas de los Olivares y Príncipe Felipe.[151]

- Monumento a la Mujer. Se trata de un homenaje a la mujer trabajadora, y consiste en un grupo alegórico formado por tres mujeres que representan a los principales sectores de actividad en los que se desarrolla el ser humano en la sociedad. Está ubicado en la glorieta situada entre las avenidas de Moris Marrodán y Príncipe Felipe, y fue realizada en 2003 por Salvador García Rodríguez.[152]

- Monumento a la Constitución. Obra de forma abstracta que hace honor a la Constitución española de 1978. Está situado en la plaza de la Constitución, y fue realizado en 1996 por Aurora Martín.[153]

- Monumento a la diosa Atenea. Estatua que hace honor a la mitología de la Diosa griega Atenea, competidora con Poseidón para gobernar Atenas, y fundadora del olivo. Dicha estatua fue inaugurada en el año 2008 y está situada en la glorieta de acceso a Martos por el polígono industrial.[154]

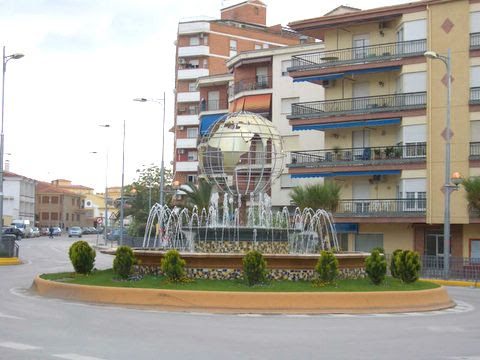
Monumento al III año mundial del olivo
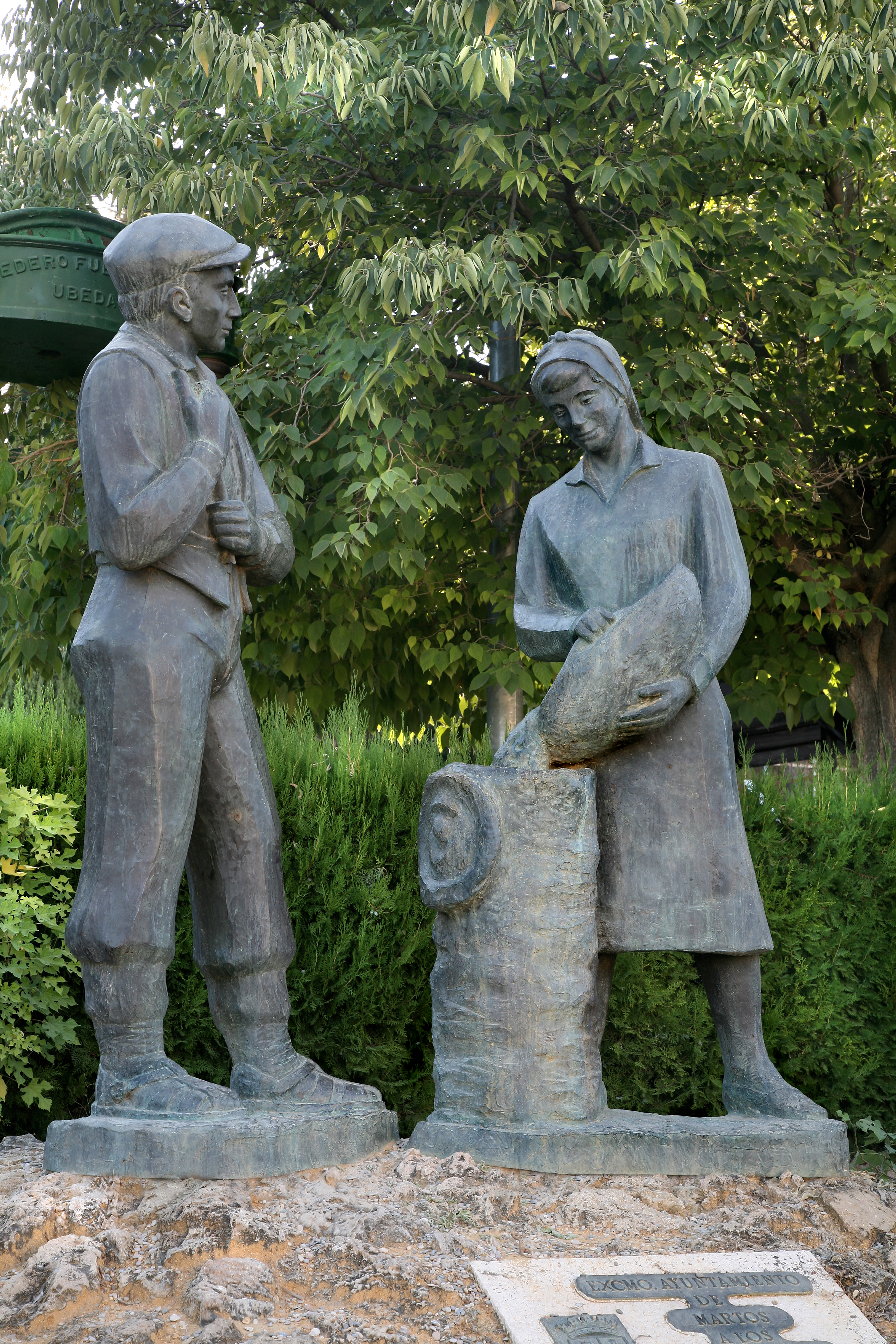
Monumento a los aceituneros
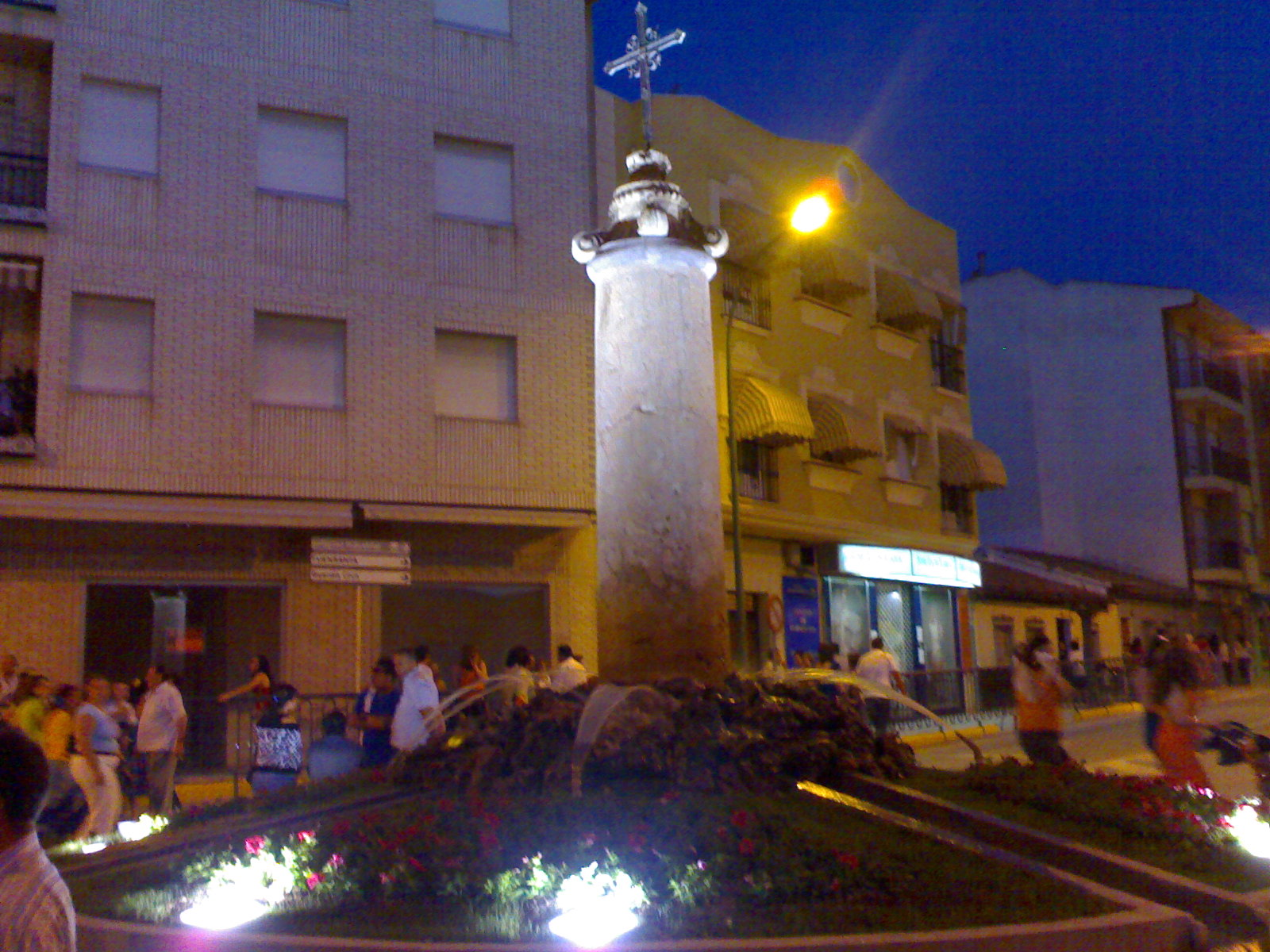
Monumento a los Hermanos Carvajales

#### Música
La música está tradicionalmente arraigada a Martos y su gente a través de los cantos populares, agrupaciones musicales, eventos o conciertos que cada vez más están ocupando un lugar destacado dentro del panorama cultural de la ciudad. Referente a los cantos populares, sin duda el más conocido es el titulado Si la Peña de Martos fuera de azúcar, canto típico que a pesar de su antigüedad emerge de la mente de cualquier marteño al leer su estribillo y el himno a Martos, que es el canto oficial de la ciudad. De igual modo cabe destacar que en Martos nació el compositor Antonio Álvarez Alonso, autor del famoso pasodoble español Suspiros de España. Por otra parte el flamenco, que en el año 2010 fue declarado Patrimonio Cultural Inmaterial de la Humanidad por la Unesco, está destacando cada vez más en Martos gracias a la existencia de La Peña Flamenca, tablao al más puro estilo español donde tiene lugar numerosos espectáculos flamencos y la Escuela Flamenca Marteña 12 palmas. En este sentido cabe destacar la celebración de los festivales anuales La Noche Flamenca de Martos y el Festival Flamenco desde la Peña.
En cuanto a las agrupaciones musicales existentes en la ciudad se encuentran agrupaciones de distintos géneros como la banda de música Maestro Soler, fundada en 1979 por Juan Aranda Hernández, las Bandas de Cornetas y Tambores Monte Calvario y Santísimo Cristo de la Fe y el Consuelo, entre otras, así como diferentes coros entre los que destacan La Coral Tuccitana, el coro rociero Amigos del Camino, entre otros. Aludiendo a otro tipo de géneros musicales hay que destacar en este sentido al grupo marteño de pop rock Blam de Lam, surgido en 2009 y que ha sido galardonado con numerosos premios nacionales en diferentes eventos musicales y festivales. Por otra parte cada año, a principios de agosto, se celebra en Martos el festival de música independiente de Martos Vértigo Estival que se lleva a cabo desde 2005 y en el que participan numerosos grupos de Música Indie repartidos en varios escenarios tematizados y complementado con una amplia oferta de actividades culturales y alternativas.

### Ciencia y tecnología

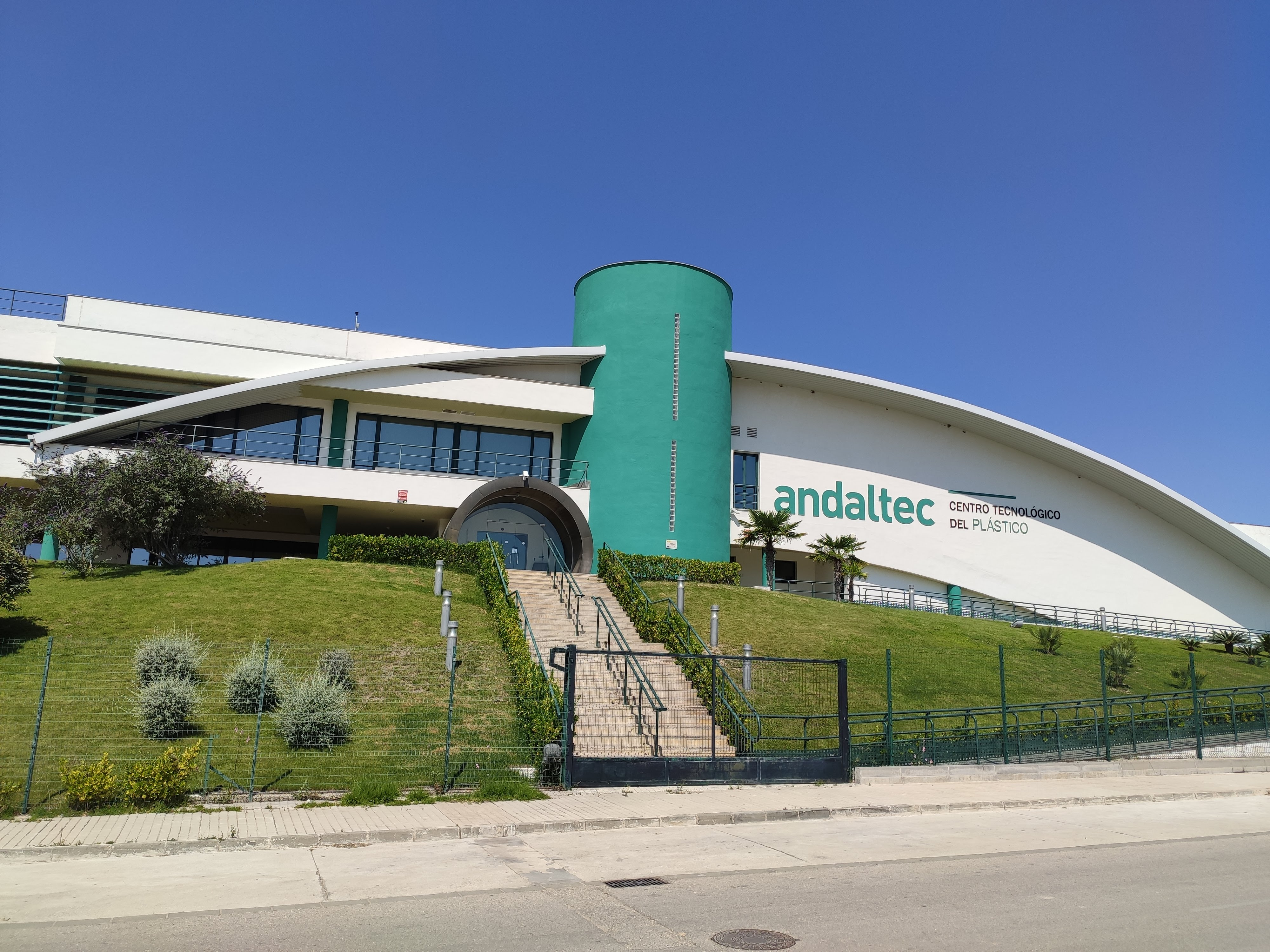
Fundación Andaltec I+D+i. Centro tecnológico del plástico

La presencia de infraestructuras científicas y tecnológicas en Martos es considerablemente notable encontrando su nicho principal en el importante sector industrial con el que cuenta la ciudad. La presencia de la multinacional Valeo así como su parque de empresas auxiliares han promovido en los últimos años una importante inversión en materia de I+D+i auspiciado por las necesidades y dinamismo del sector de la automoción y del plástico fortaleciendo la competitividad que exige el mercado. En este sentido la innovación ha permitido que numerosas empresas auxiliares, cuya actividad dependía prácticamente de la industria motriz, estén diversificando su actividad a otros sectores como el aeronáutico, ferroviario o electrónico entre otros gracias a la apuesta por las tecnologías más avanzadas para la optimización de procesos, así como el reciclaje de materias primas mediante la transformación de termoplásticos.
Este dinamismo supuso en el año 2003 la puesta en marcha de la Fundación Andaltec que culminó con la construcción del centro tecnológico del Plástico técnico de Andalucía, que ofrece servicios tecnológicos avanzados y desarrollo de proyectos de I+D+i tanto nacionales como internacionales con el objetivo de impulsar y desarrollar la tecnología del plástico. Se trata del centro tecnológico más grande del sur de Europa y cuenta con un túnel fotométrico único en Europa. Por otra parte cuenta con un área destinada a ser vivero de empresas de base tecnológica, Startups y en este sentido cabe destacar la implantación del proyecto Reflexis por parte de una compañía marteña con el objetivo de mejorar la eficiencia de las centrales termosolares. Es destacable por tanto que ante la demanda de profesionales altamente cualificados para cubrir determinados puestos de trabajo en este ámbito, dicha fundación promoviera a través de la Universidad de Jaén la impartición de un máster propio cuya primera edición se llevó a cabo en septiembre de 2015, así como la creación de un ciclo de Grado Superior dual que se imparte en el IES Fernando III de Martos.
Fuera del ámbito industrial es destacable conocer la actividad que desde el año 2002 lleva a cabo la Asociación Astronómica Hubble con sede en Martos y cuya labor es la divulgación, la formación, la investigación y estudio de todo aquello que tiene relación directa o indirecta con la astronomía, astrofísica, así como las Ciencias del Espacio y otras afines como la astrofotografía, astrobiología, astroquímica, astronáutica, cosmología entre otros. Cada año se celebra en agosto una edición del encuentro astronómico Astromartos, en el que se llevan a cabo un conjunto de actividades astronómicas y cualquier persona puede participar mediante previa inscripción.

### Fiestas

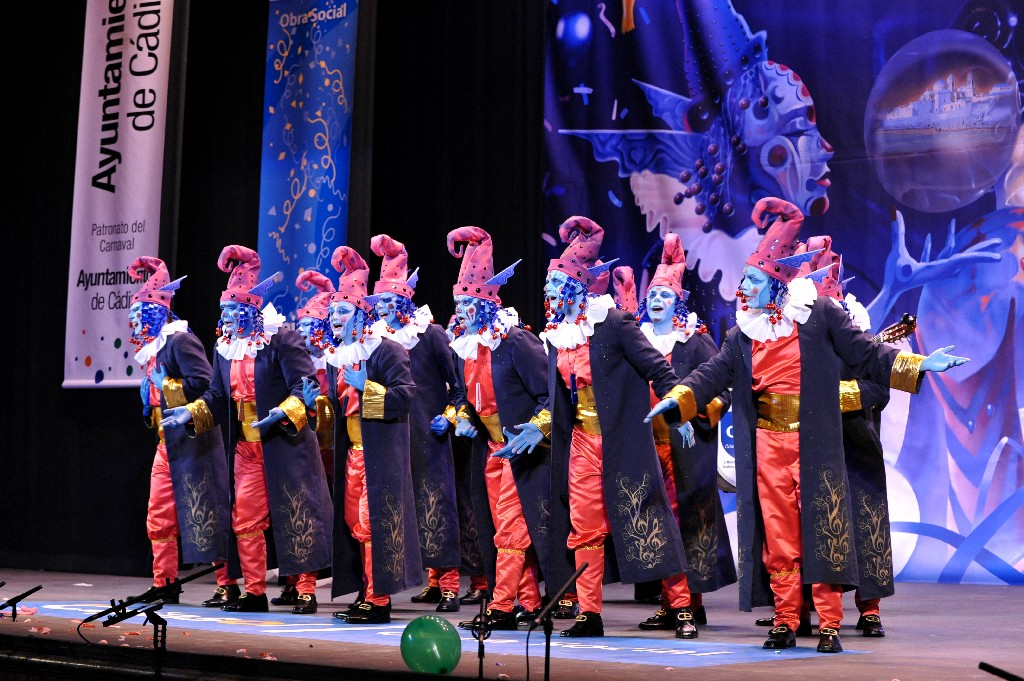
Comparsa actuando en el concurso de agrupaciones de carnaval

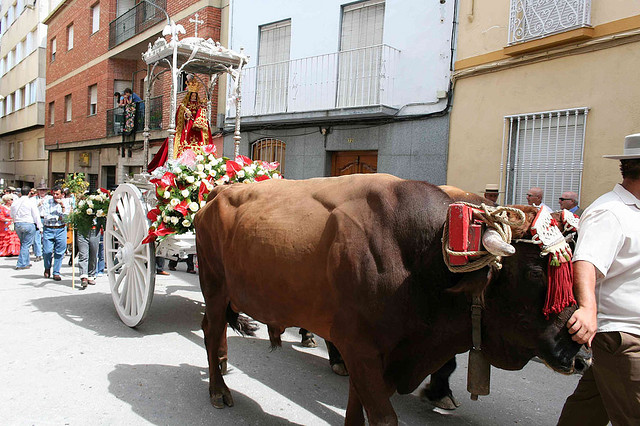
Romería de la Virgen de la Victoria

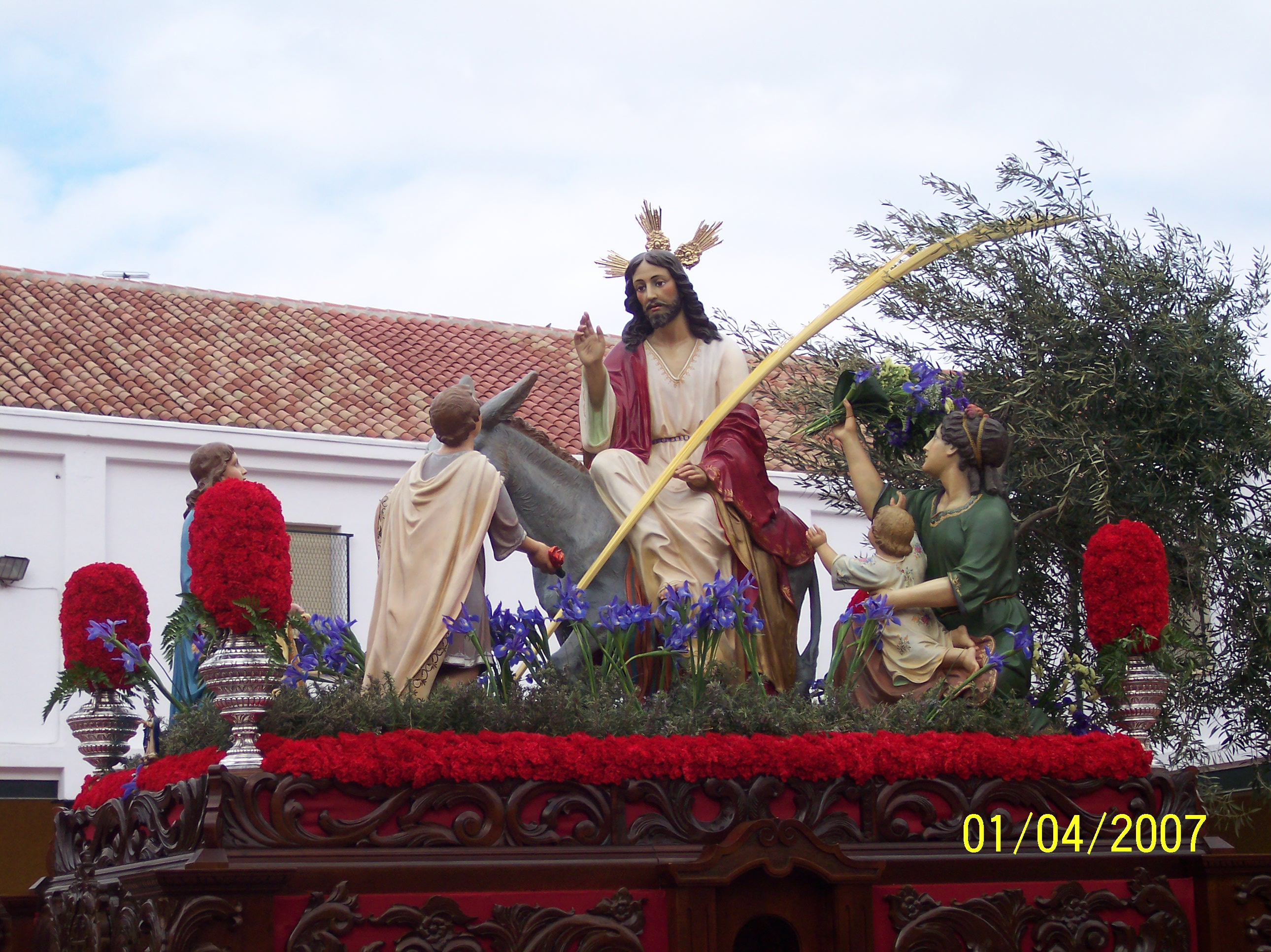
La borriquita, primera procesión de la Semana Santa de Martos

Entre las principales fiestas populares de Martos podemos encontrar:
- Carnaval (febrero). Martos está adquiriendo gran protagonismo en esta festividad. Existen varias peñas o agrupaciones carnavalescas con una notoria calidad interpretativa, entre ellas destacan la comparsa de la asociación cultural Entre Olivares,[167] que ha sido la primera agrupación marteña que ha llevado el nombre de Martos al concurso oficial de agrupaciones del carnaval de Cádiz, y la asociación Los Majaretas. La fiesta se clausura con el tradicional Entierro de la sardina.[168]

- San Juan de Dios (marzo). Triduo y procesión de la imagen de San Juan de Dios, el día 8 de marzo. Dicha procesión tiene su salida desde la Real Iglesia parroquial de Santa Marta.[169]

- Fiesta de la Primavera (marzo). Celebración de la llegada de esta estación del año. Se realiza una fiesta con conciertos, actividades y talleres para los más jóvenes en la conocida como La Lonja.[170]

- Fiesta de Santa María de la Villa. Se trata de una fiesta religiosa celebrada cada martes después de la Pascua de Resurrección. En ella se dan cita miles de marteños, que alumbran con velas a la Virgen de la Villa, conocida como La Labradora, que expresan de esta manera su devoción hacia ella.[171]

- San Amador (mayo). Fiesta celebrada el 5 de mayo en honor a San Amador, patrón de Martos. El 30 de abril lo suben al ayuntamiento, siguiendo la tradición del Voto del Santo, para que continúe ejerciendo como patrón, alcalde y protector de su pueblo.[nota 6][172]

- Romería de la Virgen de la Victoria (mayo). El último fin de semana de mayo se celebra la romería en honor a María Santísima de la Victoria, al pie de la Peña y junto a su ermita. La Virgen es bajada de su ermita a Martos el viernes anterior, donde se le se realiza una ofrenda floral. El sábado de romería es subida a su ermita acompañada de un gran número de carrozas y romeros.[173] Fue declarada el 25 de julio de 2008 como Fiesta de Interés Turístico de Andalucía.[7]

- Corpus Christi (junio). Como su nombre indica, en honor al cuerpo de Cristo, se realiza una procesión en la que participan los niños vestidos de comunión.
- Fiestas de San Juan (junio). Festividad celebrada los días previos al 24 de junio. Entre los numerosos atractivos de esta típica fiesta son los bailes, sardinadas, churros y una hoguera.[174]

- Santa Marta (julio). Fiesta que se celebra el 29 de julio en honor a Santa Marta, patrona de Martos. Se celebra una verbena en la plaza de la Constitución con la realización de numerosas actividades y atracciones.[169]
- Feria y Fiestas de San Bartolomé (agosto). Se trata de la feria grande de Martos o también llamada feria de agosto, celebrada la última semana de agosto. Cuenta con una duración de 5 días y se celebran numerosas actividades, siendo las más destacadas la feria del ganado, conciertos y las corridas toros, con su tradicional torillo de aguardiente.
- Virgen de la Cabeza. Misa, celebración y procesión de esta cofradía marteña.
- San Miguel (septiembre). Fiesta o verbena celebrada en honor al Arcángel Miguel, junto a los típicos puestos de frutas o frutos secos propios de la estación.[175]

- Fiesta de la Aceituna (diciembre). Tradicional fiesta marteña, que se celebra del 4 al 8 de diciembre, donde se rinden homenaje a los aceituneros, a la vez que se intenta informar sobre las innovaciones en del mundo del olivar. El día 8 de diciembre, es el tradicional Día del Hoyo y se reparten miles de hoyos, que es un plato típico de los aceituneros, hecho de pan, aceite, bacalao y aceitunas.[176]

- Semana Santa de Martos. Se trata de una de las manifestaciones culturales y populares más reconocidas tanto a nivel provincial como autonómico. Fue declarada el 25 de junio de 2002 como Fiesta de Interés Turístico Nacional de Andalucía.[6]

### Gastronomía

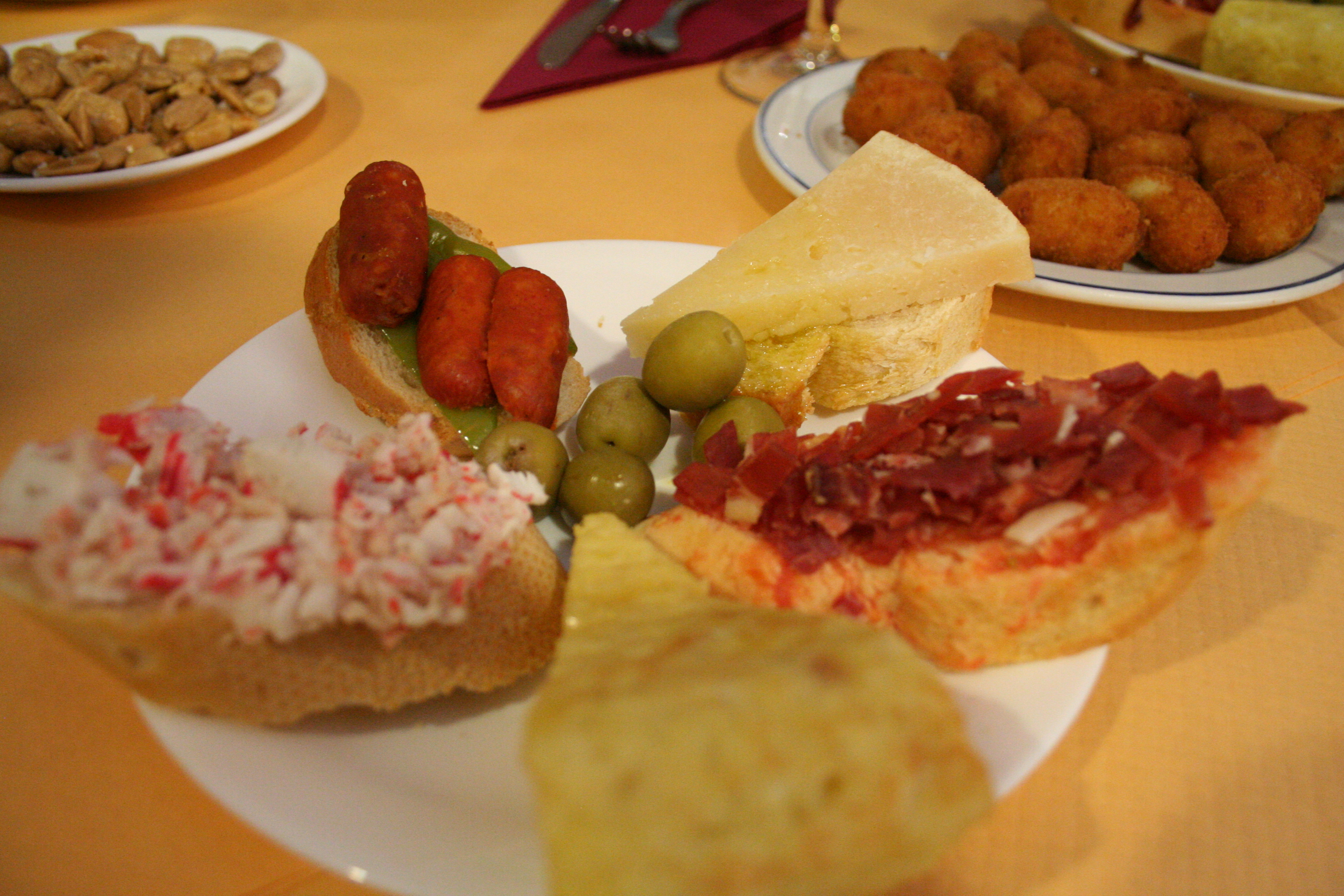
Tapas en un restaurante de Martos

La cocina marteña ofrece una gran variedad de platos en la que el aceite de oliva virgen es el ingrediente fundamental. Numerosos platos tradicionales de Martos son compartidos con el resto de la gastronomía jienense, como son el hoyo (pan y aceite), las migas marteñas, el gazpacho marteño, la pipirrana, el ajoblanco o el gazpachuelo. El aceite de oliva supone el condimento primordial de las ensaladas, de las cuales la cocina marteña conserva dos con orígenes de la cocina arábigo-andalusí: El picadillo de naranja y la ensaladilla de granada, donde otras verduras son acompañadas con granos de granada sazonados. Por otra parte hay que destacar los potajes de habas y berenjenas. Otro guiso es el cocido de garbanzos bien provisto de manteca y morcilla. De los platos de carne es destacable el conejo con aceitunas, que se prepara en la pedanía de Las Casillas, del que se encuentra su réplica en la cocina del norte de África. Por otra parte, en la hostelería, sin olvidar la variedad gastronómica de las tapas, muy arraigadas culturalmente en Andalucía oriental, destacando también las distintas formas que se preparan las aceitunas aliñás.
Hay otros platos que permanecen unidos al ciclo festivo anual como el relleno de carnaval, los encebollaos de Semana Santa, las gachas o los dulces típicos de la festividad de todos los santos. Mención aparte supone la repostería de las madres Trinitarias, entre la que sobresale la costrada, las perrunillas, los roscos de anís, los pestiños y los mostachones, entre otros. Todos los años, durante los primeros días de diciembre concluyendo el día 8, se celebra en la ciudad la denominada fiesta de la Aceituna que marca el inicio oficial de la campaña de la aceituna. Ese día se reparte a miles de marteños el clásico hoyo aceitunero que contiene un bollo de pan, un frasco de aceite de oliva, bacalao y aceitunas, que simboliza la importancia de dicha festividad. Por otra parte se celebra anualmente la feria de la tapa, organizada por la asociación empresarial marteña, cuyo objetivo es promocionar la gastronomía de la localidad.

### Medios de comunicación

#### Medios electrónicos

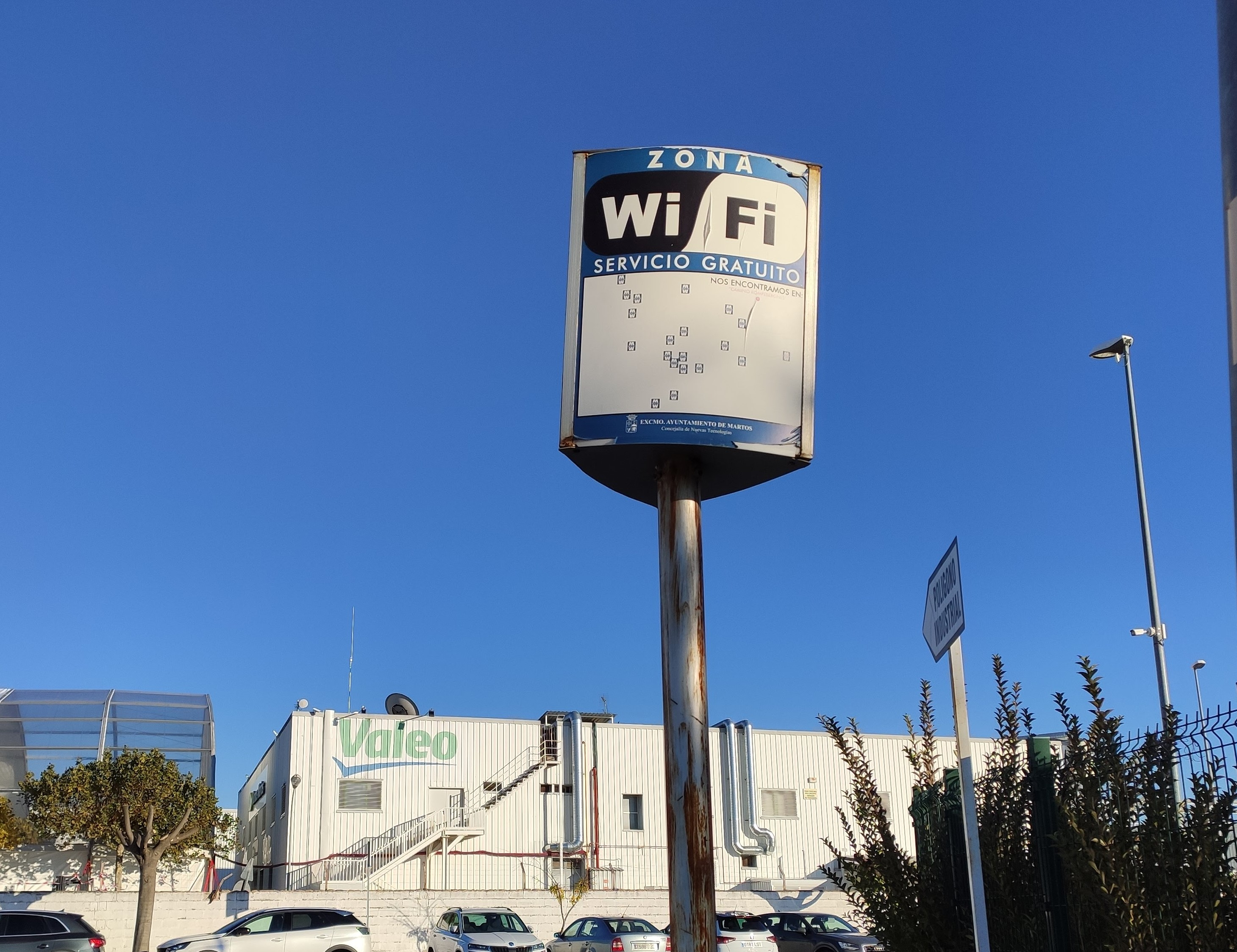
Antena de la red inalámbrica municipal Martos WIFI

El servicio de telefonía fija en Martos se realiza a partir de la central telefónica situada en el interior del núcleo urbano, que queda conectada con la red nacional mediante conductores de fibra óptica y de cobre de alta frecuencia; de esta central telefónica parten las distintas redes que dan servicio a la totalidad de la ciudad. Por otra parte, dentro del núcleo urbano existen 8 estaciones de radio, telefonía móvil y televisión. Referente a este último, el 10 de julio de 2009 entró en funcionamiento la Televisión digital terrestre (TDT), a la totalidad de la población marteña, lo que hizo posible el aumento del número de canales de televisión a los que pueden acceder los marteños. El municipio cuenta con diversos medios de comunicación locales como Vicomar (vídeo comunitario Martos), que es la única cadena de televisión local, Radio Martos (107.7 FM), se trata de la principal emisora de radio municipal y Radiolé Campiña, emisora de contenido comarcal pero con sede en la localidad.
Internet facilita una amplia difusión de información a través de las distintas páginas locales, entre ellas, la página web del ayuntamiento ofrece información y noticias relevantes de la ciudad, al igual que da cobertura al ciudadano con una sede electrónica para realizar trámites y consultas de solicitudes, expedientes, etc. También en referencia a los principales medios de comunicación digitales locales se pueden distinguir: Martos Actualidad, blog de noticias y eventos; Martos al Día, portal de cultura, ocio y eventos; Martos Digital, portal informativo de Martos; y Canal Digital Martos, la primera televisión digital de Martos con emisión en internet. En el año 2014 entró en funcionamiento el proyecto <<Martos WIFI>> impulsado por la concejalía de Nuevas Tecnologías, con el objetivo de ofrecer un servicio gratuito de acceso a Internet en los espacio públicos, en el que cada persona puede acceder con cualquier dispositivo con capacidad de conexión a Internet mediante una clave de usuario y contraseña. Para la puesta en marcha de este servicio ha sido necesaria una infraestructura compuesta por la instalación de más de una veintena de antenas WiMAX repartidas en los distintos barrios, parques y edificios públicos de Martos. También este servicio ha sido instalado en las localidades de Monte Lope Álvarez, Las Casillas y La Carrasca.

#### Medios escritos
En cuanto a la prensa escrita presente en la localidad tienen gran difusión los periódicos de tirada nacional y los provinciales: Diario Jaén e Ideal Jaén. También en el municipio se publican varias revistas de información cultural, destacando Aldaba, que se editan dos ediciones anuales en coincidencia con la feria y fiestas de San Bartolomé en agosto, y con la Fiesta de la Aceituna en diciembre; la revista Faro, editada por el grupo de empresa Valeo, y la revista Nazareno, sobre la Semana Santa marteña y editada entre las Cofradías de Pasión y el Ayuntamiento de Martos. Por otra parte el servicio de correo postal en Martos está gestionado a través de la Sociedad Estatal Correos y Telégrafos, cuya oficina local se encuentra actualmente en la plaza Almazara.

### Deporte

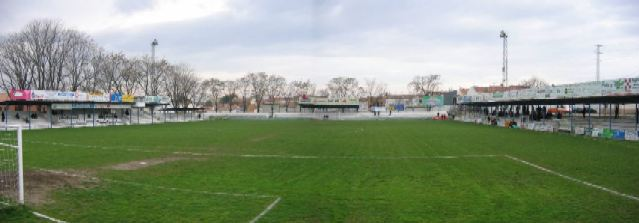
Estadio municipal Ciudad de Martos

El deporte en la ciudad está tomando cada vez más importancia debido a la continua creación de numerosas entidades deportivas como las siguientes: en el fútbol los equipos más destacados son el Martos Club Deportivo, el principal equipo de la ciudad, que milita en División de Honor Andaluza y que juega sus partidos en el estadio municipal Ciudad de Martos, la Cultural Deportiva Tuccitana y el Club Deportivo Atlético Marteño. En cuanto al resto de disciplinas se pueden distinguir el Club Baloncesto Martos, Club Tenis Martos, Club Martos Fútbol Sala, Club Ciclista Martos y Club Pádel Martos. Por otra parte la asociación Martos Intercultural creó el equipo Atletismo Martos Intercultural y el equipo de fútbol sala Martos Intercultural.
Para la práctica del deporte en Martos la ciudad está dotada de un moderno polideportivo municipal que alberga un pabellón de deportes cubierto (pabellón municipal de la juventud), pistas de tenis, un campo de fútbol de césped artificial y otro de albero, donde juegan sus partidos numerosos equipos de la ciudad. Recientemente se ha ampliado la oferta deportiva a la ya existente con la construcción de nuevas instalaciones deportivas como la piscina cubierta, pistas de atletismo, y un campo de fútbol 7, por lo que el complejo deportivo de se ha convertido en una pequeña ciudad deportiva para el disfrute de la ciudad marteña. En cuanto a los eventos deportivos cabe destacar entre otros que en dicha infraestructura deportiva, Martos fue subsede del Campeonato de Europa Sub-16 de Baloncesto en 2006, así como sede del Torneo Internacional de Tenis Ciudad de Martos. Por otra parte el Martos Club Deportivo juega sus partidos en estadio municipal de Martos, un campo de césped natural con capacidad para 5000 espectadores y también cabe mencionar la piscina municipal ubicada en el parque Manuel Carrasco.

## Ciudades hermanadas
La ciudad de Martos participa en el programa de hermanamiento de ciudades, iniciativa promovida por la Unión Europea junto con otras instituciones locales, con el objetivo de establecer lazos culturales y de unión entre distintas localidades. Las ciudades hermanadas por determinados aspectos en común son las siguientes:
- Mora, España[195]
- Baler, Filipinas[196]
- Cellamare, Italia[197]